# فهرست واپسین گفته‌ها

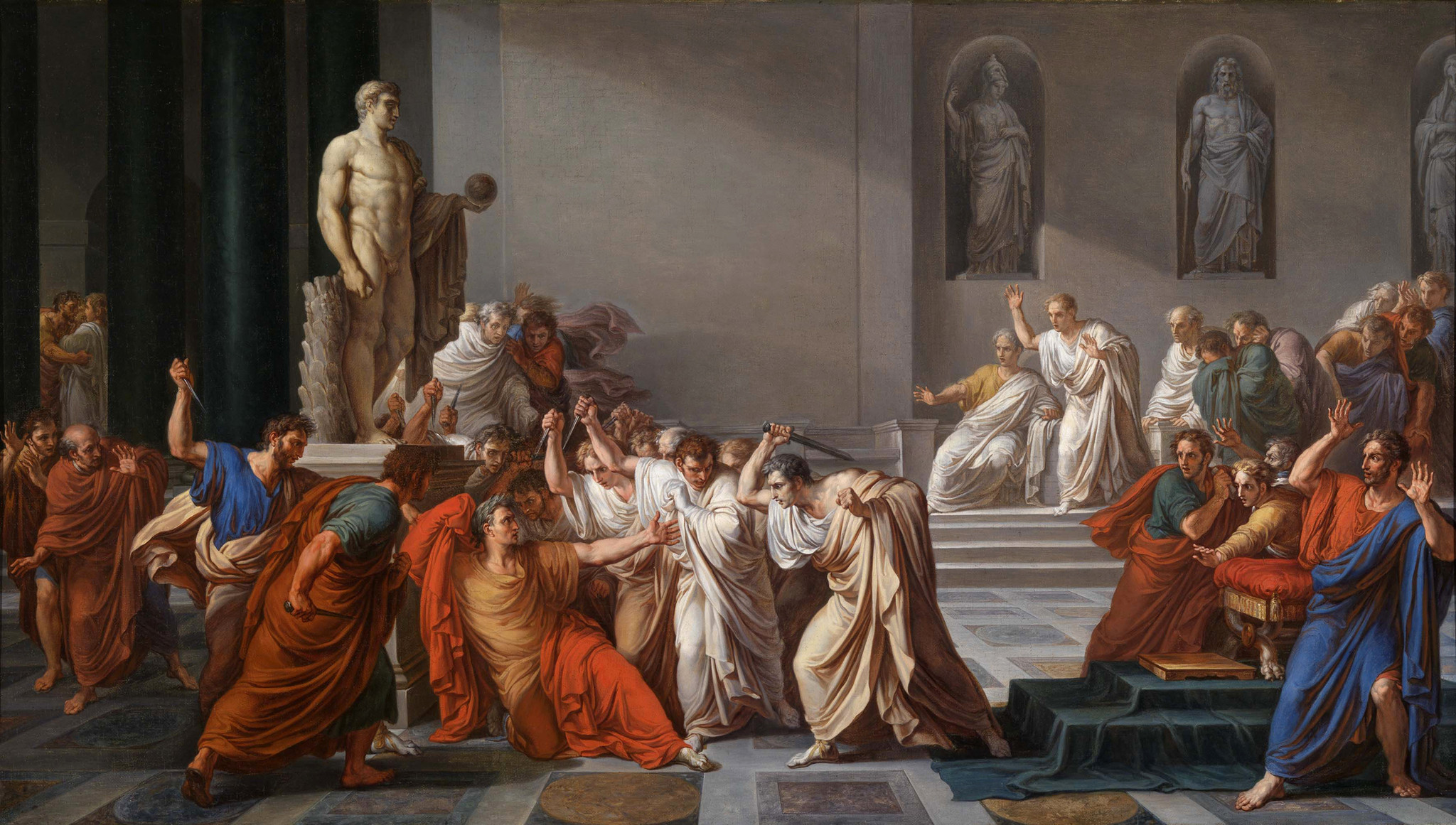
در این نگاره، قتل ژولیوس سزار به دست دشمنانش به تصویر کشیده شده‌است. گفته می‌شود سزار در واپسین گفته‌هایی که بر زبان راند، ناراحتی و تعجب خود از دخالت مارکوس یونیوس بروتوس، دوست و یکی از اعضای خانواده‌اش، در قتل خود را بیان داشته‌است.

در این‌جا فهرستی از آخرین سخنانی که افراد پیش از مرگ بیان کرده‌اند، آورده می‌شود. گاهی این گفته‌ها به درستی ثبت و نگهداری نمی‌شوند و امکان دارد خود شخص نیز به سبب‌های گوناگون، نتواند به درستی واژگان را بیان کند.

## واپسین گفته‌های نامی‌ها
در زیر، واپسین گفته‌های افراد نامی بر پایه سال‌مرگشان به ترتیب اعداد آورده می‌شود. چنانچه نیاز باشد، سبب یا محیطی که فرد در آن این واژگان را بر زبان رانده نیز آورده می‌شود. همچنین چنانچه بر سر درستی واپسین گفته‌های افراد مناقشه باشد، در بخش پاورقی توضیح داده می‌شود.

### پیش از قرن ۵ میلادی

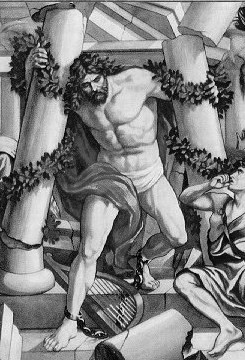
سامسون در حال خراب کردن ستون‌های معبد فلسطین.

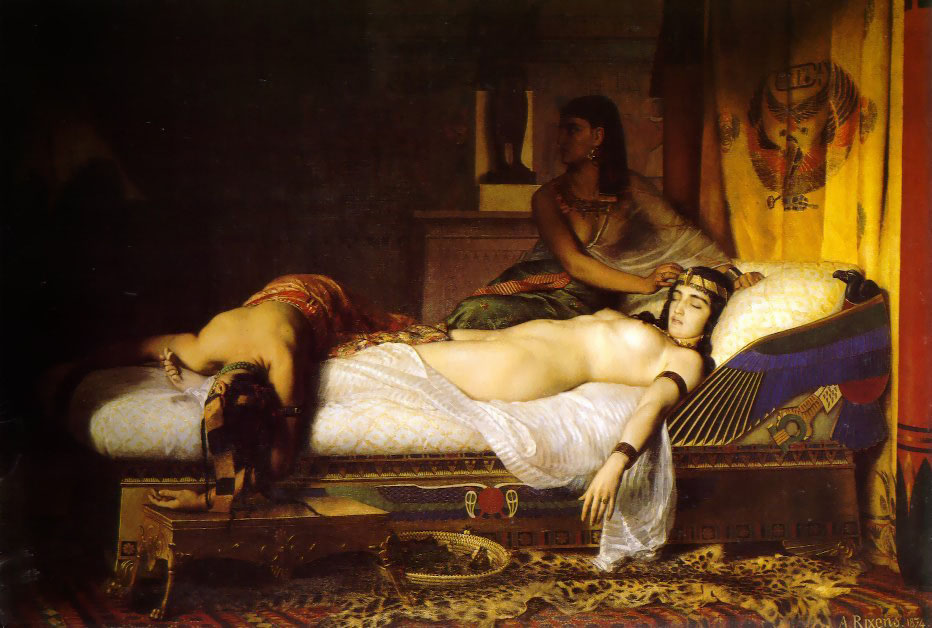
گفته می‌شود کلئوپاترا با نیش یک مار زهردار به زندگی خود پایان داده‌است.

«بگذارید من همراه فلسطینیان بمیرم.»
("תמות נפשי עם־פלשתים")
— سامسون، قاضی بنی‌اسرائیل (۱۰۷۸ پیش از میلاد)، پیش از تخریب ستون‌های معبد فلسطین و کشتن ۳٬۰۰۰ تن به همراه خود.
«خنجرت را بکش و بر من فرود آر، پیش از آن‌که این ختنه‌نشدگان سربرسند و به من تجاوز کنند.»
("שְׁלֹף חַרְבְּךָ וְדָקְרֵנִי בָהּ פֶּן יָבוֹאוּ הָעֲרֵלִים הָאֵלֶּה וּדְקָרֻנִי וְהִתְעַלְּלוּ בִי")
— طالوت، پادشاه اسرائیل (۱۰۱۲ پیش از میلاد)، درخواست از خدمت‌کارش پیش از نبرد مونت گیلبوآ.
«هر آنچه ساخته شده، محکوم به نابودی است. با جدیت بکوشید.»
("व्अय्अध्अम्म्आ स्अङख्आर्आ अप्प्अम्आद्एन्अ स्अम्प्आद्एथ्आ")
— گوتاما بودا، حکیم هندی که آیین بودایی را بنیان گذاشت. (۴۸۳ پیش از میلاد)
«آسمان، علیه من شده‌است. هیچ حاکم عاقلی قیام نمی‌کند و هیچ‌کسی در امپراتوری، مرا به عنوان آموزگار خود نمی‌پذیرد. زمان مرگ من فرا رسیده‌است.»
— کنفوسیوس، فیلسوف چینی که کنفسیوس‌گرایی را پایه گذاشت. (۴۷۹ پیش از میلاد)
«چراکه هیچ آتنی به واسطهٔ من جامهٔ سوگ در برنکرد.»
— پریکلس، دولت‌مرد یونانی (۴۲۹ پیش از میلاد) که با دوستانش دربارهٔ بزرگ‌ترین افتخارهایش گفتگو می‌کرد.
«به قدرت‌مندترین‌ها.»
("τῷ κρατίστῳ")
— اسکندر مقدونی، تسخیرکننده و پادشاه مقدونیه باستان (ح. ۱۱ ژوئن ۳۲۳ پیش از میلاد). وی این جمله را در پاسخ به پرسش اینکه پس از وی، امپراتوری بزرگش به چه کسی برسد، بیان کرد.

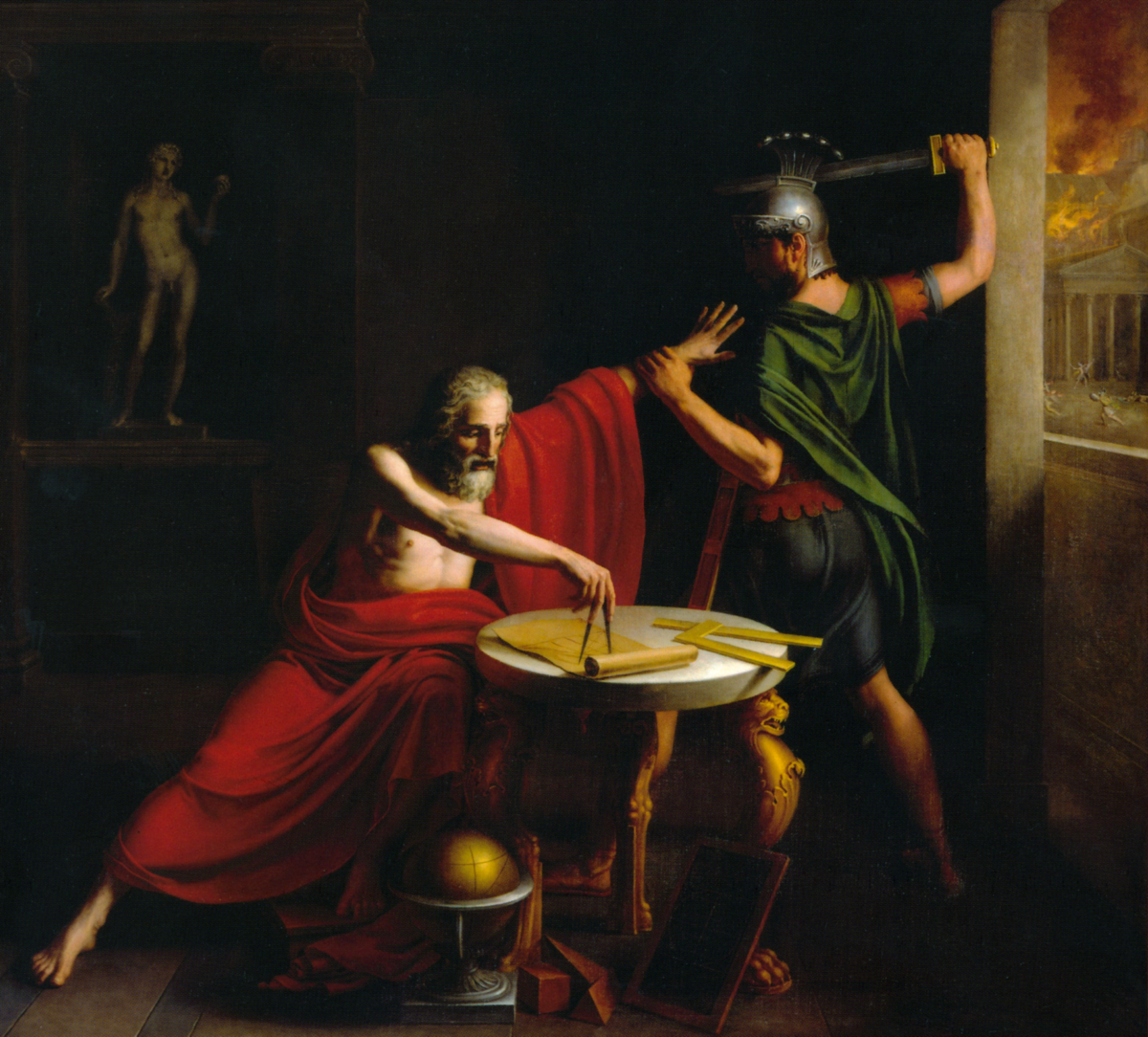
ارشمیدس به سبب سرپیچی از فرمان سربازی که از وی خواسته بود حل مشکل ریاضی را رها کرده و به وی نگاه کند، به دست آن سرباز اعدام شد.

«دایره‌هایی را که بر زمین کشیده‌ام، خراب نکن!»
("Μη μου τους κύκλους τάραττε!")
— ارشمیدس، ریاضی‌دان یونانی (ح. ۲۱۲ پیش از میلاد) این جمله را به یک سرباز که مانع حل مسائل ریاضیش شده بود در هنگام محاصره سیراکوز ادا کرد. سرباز نیز خشم‌گین شده و سر وی را از تن جدا کرد.
«بگذارید ما رومیان را از دومین جنگ کارتاژ که آن را به سبب منتظر ماندن برای مرگ یک پیرمرد، طولانی کرده‌اند، برهانیم.»
("Liberemus diuturna cura populum Romanum, quando mortem senis exspectare longum censent.")
— هانیبال، تیمسار کارتاژی (ح. ۱۸۲ پیش از میلاد)
«فرزندم، تو هم؟»
(" καὶ σὺ, τέκνον ;")
— ژولیوس سزار، دیکتاتور رومی (۱۵ مارس سال ۴۴ پیش از میلاد) این جمله را خطاب به پسرخوانده خود، مارکوس یونیوس بروتوس زمانی که وی را در میان خنجرزنندگان خود دید، بیان کرد.
«سرباز، کاری که داری می‌کنی اصلاً درست نیست، اما تمام تلاشت را بکن که من را به‌درستی بکشی.»
("Nihil propriis quid facis, latro, autem non tentant recte ut interficias me.")
— سیسرون، دولت‌مرد رومی (۷ دسامبر سال ۴۳ پیش از میلاد) این جمله را با قاتلش که از سوی مارک آنتونی فرستاده شده بود، بیان کرد.
«بیا ایناهاش!»
("Τόσο εδώ!")
— کلئوپاترا، فرعون مصر (۱۲ اوت سال ۳۰ پیش از میلاد), درست پیش از اقدام به خودکشی توسط اَسپ (نوعی مار زهرآگین).
«نمایش، تمام شد. کف بزنید.»
("Fabula acta est. Plaudite.")
— آگوستوس، امپراتور روم (۱۴ اوت سال ۱۹ میلادی)
«تمام شد.»
("Ha m'shalam.")
— عیسی، بنیان‌گذار مسیحیت (ح. ۳۰ میلادی), درست پیش از چارمیخ شدن بر صلیب.
«دیر شده! این یعنی وفاداری!»
("Sero... Haec est fides")
— نرون، امپراتور روم (۹ ژوسن سال ۶۹ میلادی), خطاب به سربازی که قصد داشت وی را پس از خودکشی‌اش نجات دهد.
«وای، خیال می‌کنم دارم به یک خدا بدل می‌شوم … یک امپراتور باید ایستاده بمیرد.»
("Vae, puto, deus fio... imperatorem stantem oportet mori.")
— وسپاسیان، امپراتور روم (۲۴ ژوئن سال ۷۹ میلادی), کنایه طنزآمیز رومی به ایزدانگاری، پیش از آن‌که تلاش کند تا بایستد، بر زمین افتاد و جان سپرد.
«دارم واپسین تلاشم را می‌کنم تا آنچه خدایی است در من را به آنچه خدایی است در جهان، بازگردانم.»
— فلوطین، فیلسوف یونانی (۲۷۰ میلادی)

### قرن ۵ تا ۱۵ میلادی
«ای الله، که بالاترین دوستان هستی!»
(«اللَّهُمَّ الرَّفِیقَ الأَعْلَی»)
— محمد، پیامبر اسلام (۸ ژوئن سال ۶۳۲ میلادی)
«پروردگارا، تنها به دستان تو، جانم را می‌سپارم.»
— شارلمانی، پادشاه اروپایی (۲۸ ژانویه سال ۸۱۴ میلادی), به نقل از عیسی
«من هم‌واره دوست‌دار عدل و متنفر از بی‌عدالتی بوده‌ام؛ از همین روست که در تبعید می‌میرم.»
("Dilexi iustitiam et odivi iniquitatem propterea morior in exilio.")
— گریگوری هفتم (۲۵ مه سال ۱۰۸۵ میلادی)
«نمی‌دانم.»
— پیر آبلار، خداشناس و فیلسوف فرانسوی (۲۱ آوریل سال ۱۱۴۲ میلادی)
«به نام عیسی و برای نگاه‌بانی از کلیسا، حاضرم مرگ را با جان و دل بپذیرم.»
— توماس بکت، اسقف اعظم کانتربری (۲۹ دسامبر سال ۱۱۷۰ میلادی), این جمله را به قاتلانش ادا کرد.
«نگذراید مردن من، سلاح از دست شما بیندازد و هرگز برایم گریه و شیون نکنید. بگذارید دشمن از مرگ من هراسان شود.»
("Миний төгсгөлийг чамаас гуйхгүй, ямар ч шалтгаангүйгээр битгий уйлж, дуулгавартай байгаарай, дайсан минь миний үхлээс сэрэмжлүүлцгээе.")
— چنگیز خان، جنگ‌سالار و خان مغول (۱۸ اوت سال ۱۲۲۷ میلادی)
«صورتم را زخمی نکن.»
("Ikke hugg meg i ansiktet")
— Skule Bårdsson, اشراف‌زاده نروژی (۲۴ مه سال ۱۲۴۰ میلادی)
«نیمی از آنچه دیده‌ام را بیان نکرده‌ام.»
("Non ho detto metà di quello che ho visto.")
— مارکو پولو، جهان‌گرد ونیزی (ح. ۹ ژانویه سال ۱۳۲۴)
«اکنون، فرزندان دل‌بندم، خدا با شما باشد. با شما صبحانه میل کردم و با عیسی مسیح خواهم نوشید.»
— رابرت یکم، پادشاه اسکاتلند (۷ ژوئن سال ۱۳۲۹ میلادی)
«از پوست من برای مردم بوهمیان، طبل بسازید.»
— یان ژیژکا، تیمسار اهل چک (۱۱ اکتبر سال ۱۴۲۴ میلادی)

### قرن ۱۶ میلادی
«تنها به دستان تو، ای خدا، جانم را می‌سپارم.»
("In manus tuas, Domine, commendo spiritum meum.")
— کریستف کلمب، جهان‌گرد ایتالیایی (۲۰ مه سال ۱۵۰۶ میلادی), به نقل از عیسی
«من، خدا و نوع بشر را از خود دلخور کردم؛ زیرا کارم به آن کیفیتی که باید، نرسید.»
("Ho offeso Dio e l'umanità perché il mio lavoro non ha raggiunto la qualità che dovrebbe avere.")
— لئوناردو دا وینچی، دانش‌مند و هنرمند ایتالیای (۲ مه سال ۱۵۱۹ میلادی)
«شادمانی.»
— رافائل، هنرمند ایتالیایی (۶ آوریل سال ۱۵۲۰ میلادی)
«کنج‌کاوم بدانم برای کسی که هرگز نزد کشیش اعتراف نکرده، پس از مرگش در آن دنیا چه اتفاقی می‌افتد؟»
— پیترو پروجینو، هنرمند ایتالیایی (سال ۱۵۲۳ میلادی)
«چشمان من، تنها انتظار تو را می‌کشد. خدانگه‌دار.»
("Oculi mei te solum desiderant. Vale.")
— کاترین آراگن، ملکه انگلیس (۷ ژانویه سال ۱۵۳۶ میلادی), در پایان واپسین نامه‌اش به شوهرش این جمله را می‌نویسد.
«ما گداییم؛ این درست است.»
("Wir sind Bettler, Hoc est Verum.")
— مارتین لوتر، خداشناس آلمانی که اصلاحات پروتستانی را بانیان‌گذاری کرد. (۱۸ فوریه سال ۱۵۴۶ میلادی)
«پرده‌ها را بی‌اندازید. نمایش کمدی تمام شد.»
— فرانسوا رابله، پزشک و نویسنده فرانسوی (سال ۱۵۵۳ میلادی)
«اکنون من به روغن آغشته‌ام. مرا از موش‌ها دور نگاه دارید.»
— Pietro Aretino, اخاذ و نویسنده ایتالیایی (۲۱ اکتبر سال ۱۵۵۶ میلادی), این جمله‌ها را پس از دریافت واپسین مناسک در دین مسیحیت بر زبان راند.
«هنوز دارم می‌آموزم.»
("Ancora imparo.")
— میکل‌آنژ، شاعر و هنرمند ایتالیایی (۱۸ فوریه سال ۱۵۶۴ میلادی)
«فردا، به هنگام طلوع، من دیگر اینجا نخواهم بود.»
("Vous ne me trouverez pas vivant au lever du soleil.")
— نوستراداموس، پیش‌گوی فرانسوی (۲ ژوئیه سال ۱۵۶۶ میلادی), که به درستی مرگ خود را پیش‌بینی کرد.

### قرن ۱۷ میلادی
«به نظرم می‌آید بی‌دلیل زندگی نکرده باشم.»
("Ne frustra vixisse videar.")
— تیکو براهه، ستاره‌شناس دانمارکی (۲۴ اکتبر سال ۱۶۰۱ میلادی), که به یوهانس کپلر گفته بود.
«تمامی دارایی‌ام برای یک دقیقه.»
— الیزابت یکم انگلستان، ملکه رسمی انگلیس (۲۴ مارس سال ۱۶۰۳ میلادی)
«خب پس، می‌گویم. من از دانته آلیگیری بدم می‌آید.»
— لوپه د وگا، نمایش‌نامه‌نویس اسپانیایی (۲۷ اوت سال ۱۶۳۵)
«من ضعیف و کم‌فضیلت، علیه خداوند مرتکب خطا شده‌ام. شورشیان، داراییم را تصاحب کردند؛ زیرا وزیرانم به من نیرنگ زدند. از دیدار پیشینیانم خجلت‌زده خواهم شد پس از مرگ. تاج امپراطوری‌ام را درمی‌آورم و با موهای ژولیده‌ام که روی صورتم ریخته، بدن تکه و پاره‌ام را برای شورشیان بر جای می‌گذارم. باشد که به مردمم آسیبی نرسانند!»
("朕自登基十七年，虽朕薄德匪躬，上干天怒，然皆诸臣误朕，致逆贼直逼京师。朕死，无面目见祖宗于地下，自去冠冕，以发覆面。任贼分裂朕尸，勿伤百姓一人。")
— چونگ‌جن، واپسین امپراتور دودمان مینگ (۲۴ آوریل سال ۱۶۴۴ میلادی)
«خدا را سپاس‌گزارم که به من مشورت داد.»
— Samuel Rutherford, کشیش اسکاتلندی (۲۹ مارس سال ۱۶۶۱)
«هنگامی که با تجربه بزرگی چون مرگ روبرو می‌شوم، باید خود تقاضای رفتن داشته باشم.»
— William Davenant, شاعر و نمایش‌نامه‌نویس انگلیسی (۷ آوریل سال ۱۶۶۸ میلادی), که این را در چرک‌نویس شعری که قرار بود بسراید، نوشته بود.
«جهشی بلند در تاریکی.»
— توماس هابز، فیلسوف انگلیسی (۴ دسامبر سال ۱۶۷۹ میلادی)
«مرا دریاب؛ چراکه به سوی تو می‌آیم.»
— جان بانیان، واعظ و نویسنده انگلیسی (۳۱ اوت سال ۱۶۸۸)

### قرن ۱۸ میلادی

چارلز بیست‌ویکم، پادشاه سوئد. وی در حالی که داشت از سنگرهای ارتشش سرکشی می‌کرد، به ضرب گلوله کشته شد. در این نگاره، جسد وی در حال انتقال به استکهلم به نمایش درآمده است.

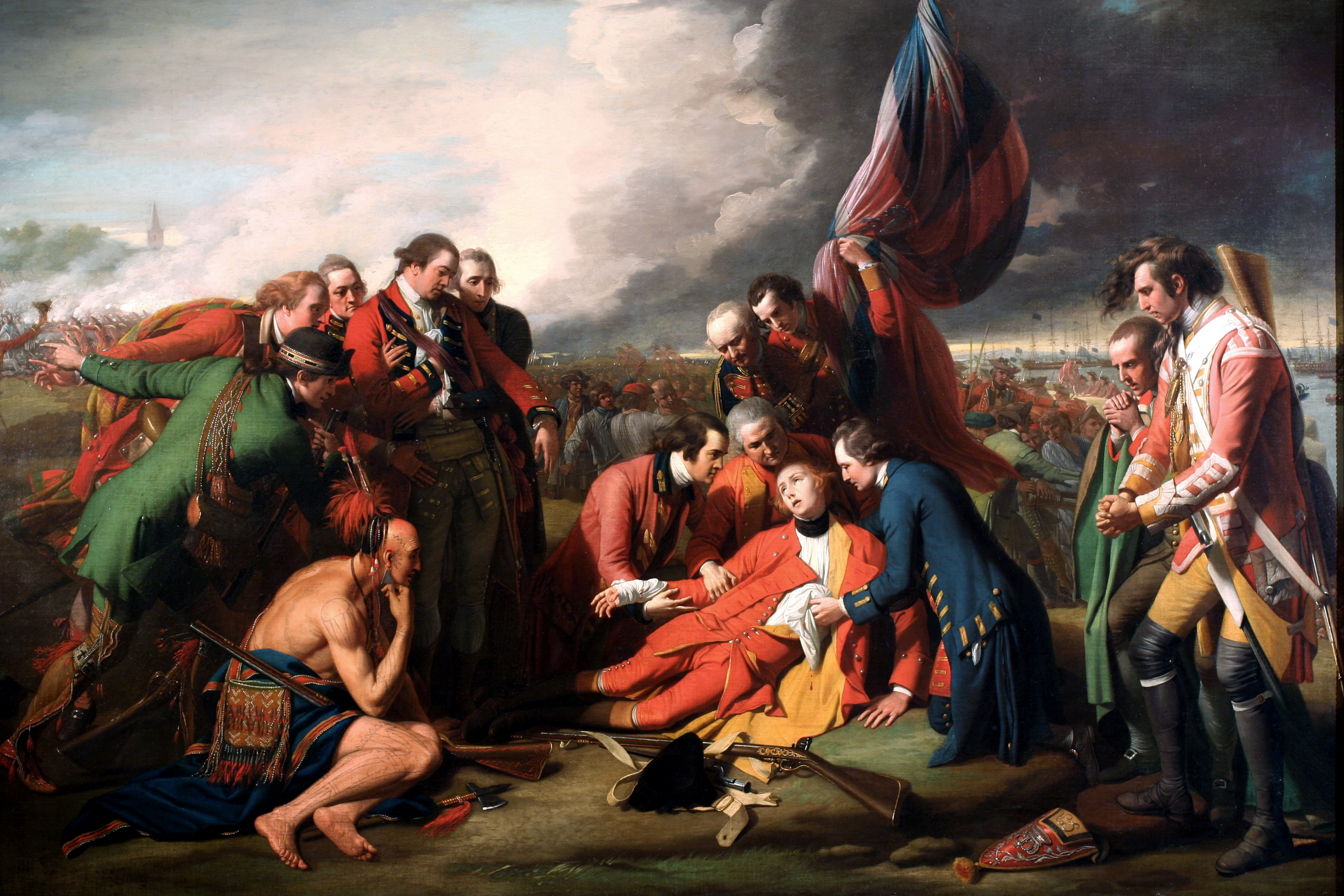
مرگ تیمسار ولف اثر بنجامین وست.

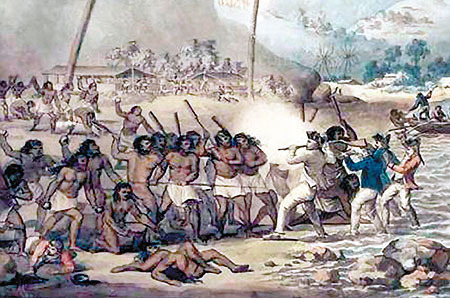
مرگ جیمز کوک در جنگ با هاوایی‌ها.

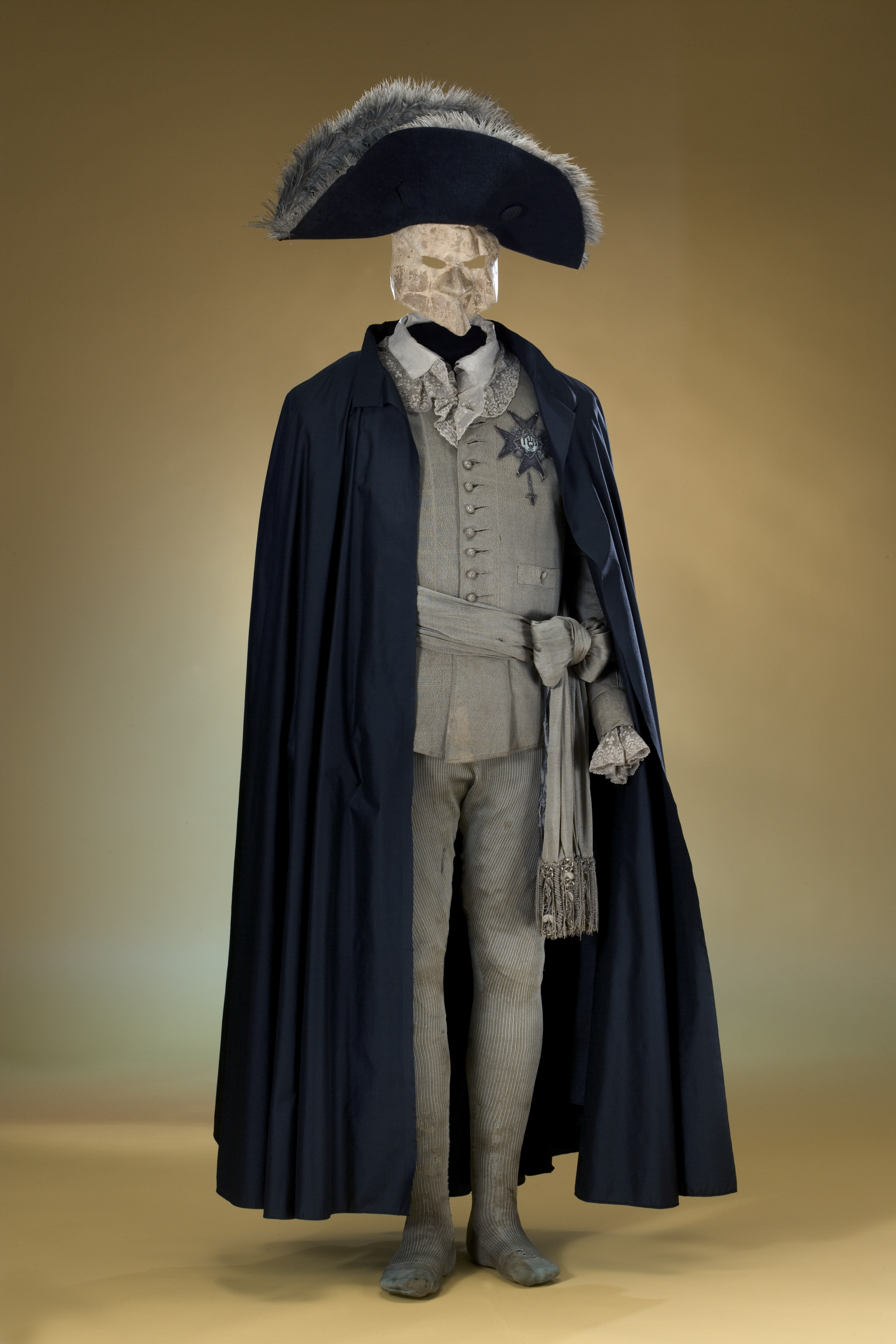
جامه ای که گوستاو سوم در مراسم بالماسکه‌ای که منجر به مرگش شد، پوشیده بود.

«نزدیک است بمیرم یا دارم می‌میرم؛ هر دو عبارت درست است.»
("Je vais ou je vas mourir, l'un et l'autre se dit ou se disent.")
— Dominique Bouhours, زبان‌شناس و کشیش فرانسوی (۲۷ مه سال ۱۷۰۲ میلادی)
«من دارم می‌روم اما حکومت باید پابرجا بماند.»
("Je m'en vais, mais l'État demeurera toujours.")
— لوئی چهاردهم، شاه فرانسه (۱ سپتامبر سال ۱۷۱۵ میلادی)
«نترسید.»
("Var intet rädd.")
— کارل دوازدهم سوئد، پادشاه سوئد (۱۱ دسامبر سال ۱۷۱۸ میلادی), در حال اطمینان دادن به سربازانش از امنیت خود دقایقی پیش از کشته شدن در محاصره قلعه فردریکستن.
«ببینید یک مسیحی با چه آرامشی جان می‌سپارد.»
— جوزف ادیسون، نویسنده و سیاستمدار انگلیسی (۱۷ ژوئن سال ۱۷۱۹ میلادی), که این جمله را به پسرخوانده‌اش Edward Rich, 7th Earl of Warwick ادا کرد.
«نمی‌دانم به چشم جهان، چگونه به نظر می‌آیم. اما من خود را چون پسربچه‌ای می‌بینم که در ساحل بازی می‌کرده و خود را با یافتن شن‌های نرم‌تر و صدف‌های زیباتر از صدف‌های معمولی سرگرم می‌کرده، در حالی که اقیانوس بزرگ حقیقت، پیش چشمش کشف ناشده باقی مانده‌است.»
— آیزاک نیوتن، فیزیک‌دان انگلیسی (۳۱ مارس سال ۱۷۳۷ میلادی)
«مردن این گونه است؟ همه‌اش همین است؟ آیا این همان چیزی است که من عمری از آن می‌ترسیدم و برای آسان بودنش، دعا می‌کردم؟ عجب! اکنون دیگر برایم قابل تحمل است!»
— Cotton Mather, نویسنده و کشیش پاک‌دین انگلیسی (۱۳ فوریه سال ۱۷۲۸ میلادی)
«نه، نه آن قدرها عریان. باید جامه بر تن داشته باشم.»
— فریدریش ویلهلم یکم پروس، پادشاه پروس و منتخب براندنبرگ (Elector of Brandenburg) (۳۱ مه سال ۱۷۴۰ میلادی), در پاسخ به کشیش یا یکی از اعضای خانواده‌اش که به نقل از Job 1:21 بیان کرد.
«پروردگارا! اشتباه چاپی را ببخش!»
— Andrew Bradford, حروف‌چین و ناشر روزنامه اهل آمریکا (۲۴ نوامبر سال ۱۷۴۲ میلادی)
«یکی از شما به نزد سرهنگ بورتون برود و به او بگوید هنگ وب را به سمت رودخانه سنت چارلز به پیش ببرد، تا از عقب‌گرد آن‌ها به سمت پل، جلوگیری شود. اکنون، خدا را شکر که من در آرامش می‌میرم!»
— James Wolfe, تیمسار ارتش انگلیس (۱۳ ۱۳ سپتامبر سال ۱۷۵۲ میلادی), که به شدت در نبرد جلگه‌های آبراهام زخمی شده بود، این جمله‌ها را زمانی که فهمید سربازان فرانسوی پا به فرار گذاشته‌اند، بر زبان آورد.
«همه چیز، بسیار جالب بود.»
— Mary Wortley Montagu, جهان‌گرد انگلیسی (۲۱ اوت سال ۱۷۶۲ میلادی)
«یک لحظه صبر کن.»
— مادام پمپادور، معشوقه ارشد لوئی پانزدهم (۱۵ آوریل سال ۱۷۶۴ میلادی), در حالی که داشت به گونه‌هایش رژ می‌زد، این جمله را بیان کرد.
«یک صندلی برای دِیرولز بیاورید.»
— Philip Stanhope, 4th Earl of Chesterfield, دولت‌مرد و دیپلمات انگلیسی (۲۴ ۲۴ مارس سال ۱۷۷۳ میلادی), که از خدمت‌کارش درخواست کرد یک صندلی برای پسرخوانده‌اش، Solomon Dayrolles بیاورد.
«من به شدت بیمارم. زیمرمن را خبر کنید. در واقع فکر می‌کنم امروز خواهم مرد.»
— Ludwig Christoph Heinrich Hölty, شاعر آلمانی (۱ ۱ سپتامبر سال ۱۷۷۶ میلادی)
«دوست من، نبضی در سرخرگ نیست.»
— آلبرشت فون هالر، تن‌کِردشناس و کالبدشناس سوئیسی (۱۲ دسامبر سال ۱۷۷۷ میلادی)
«اکنون هنگام آن نیست که دشمنان تازه بتراشیم.»
— ولتر، نویسنده فرانسوی (۳۰ مه سال ۱۷۷۸ میلادی), زمانی که از وی خواسته شد پیش از مرگش از شیطان اعلام تبری کند، این جمله را گفت.
«من را به قایق‌ها براسنید.»
— جیمز کوک، کاشف و ملوان نیروی دریایی پادشاهی بریتانیا (۱۴ فوریه سال ۱۷۷۸ میلادی), این جمله را پس از آن‌که توسط یک شخص اهل هاوایی به شدت زخمی شد، بیان کرد
«نه، اما برای مرگ آماده‌ام.»
— ماریا ترزا، آرشیدوک‌نشین اتریش، ملکه مجارستان و کرواسی (۲۹ نوامبر سال ۱۷۸۰ میلادی), هنگامی که یوزف دوم، امپراتور مقدس روم گفت: «اعلی‌حضرت، مردن راحت نیست»
«می‌میرم.»
— لئونارد اویلر، ریاضی‌دان و دانشمند سوئیسی (۱۸ سپتامبر سال ۱۷۸۳ میلادی)
«از فرمان‌روایی بر بردگان، خسته شده‌ام.»
("Ich bin es müde, über Sklaven zu herrschen.")
— فریدریش دوم، پادشاه پروس (۱۷ اوت سال ۱۷۸۶)
«همگی ما به بهشت می‌رویم و آنتونی فان دیک نیز با ما خواهد آمد.»
— توماس گینزبرا، نقاش انگلیسی (۲ اوت سال ۱۷۸۸ میلادی)
«منتظرند، مگر نه؟ خب، بگذار منتظر بمانند.»
— ایتن آلن، تیمسار و وطن‌پرست آمریکایی (۱۲ فوریه سال ۱۷۸۹ میلادی), این جمله را به پزشکی که به وی گفته بود فرشتگان منتظرش هستند، ادا کرد.
«مردی که در حال مردن است، نمی‌تواند کاری را به آسانی انجام دهد.»
— بنجامین فرانکلین، دولت‌مرد و دانشمند آمریکایی (۱۷ آوریل سال ۱۷۹۰ میلادی), زمانی که در بستر مرگ بود این جمله را در شکایت به ناتوانی‌اش در جابه‌جا شدن بر زبان راند.
«فکر می‌کنم باید این دیدار را در جای دیگر انجام دهیم.»
— آدام اسمیت، اقتصاددان اسکاتلندی (۱۷ ژوئیه سال ۱۷۹۰ میلادی)
«دارم مزه مرگ را می‌چشم … چیزی حس می‌کنم، که این دنیایی نیست.»
— ولفگانگ آمادئوس موتسارت، آهنگ‌ساز اتریشی (۵ دسامبر سال ۱۷۹۱ میلادی)
«خوابم می‌آید. یک استراحت کوتاه حالم را خوب خواهد کرد.»
("Jag känner mig sömnig, ett kort ögonblicks vila skulle göra mig gott.")
— گوستاو سوم، پادشاه سوئد (۲۹ مارس سال ۱۷۹۲ میلادی), این جمله را روی تخت بیمارستان و دو هفته پیش از مرگش گفته بود.
«نگذارید جوخه دست و پا چلفتی به سمت من آتش کند.»
— رابرت برنز، شاعر اسکاتلندی (۲۱ ژوئیه سال ۱۷۹۶ میلادی)
«آب.»
— کاترین دوم، امپراتور روسیه (۱۷ نوامبر سال ۱۷۹۶ میلادی)
«من یک عنوان یک فیلسوف زیسته‌ام و به عنوان یک مسیحی از دنیا می‌روم.»
— جاکومو کازانووا، ماجراجو و نویسنده ایتالیایی (۴ ژوئن سال ۱۷۹۸ میلادی)
«این نیز. سخت، جان می‌دهم؛ اما از رفتن هراسی ندارم.»
— جرج واشینگتن، رئیس‌جمهور ایالات متحده آمریکا (۱۴ دسامبر سال ۱۷۹۹ میلادی), در حال صحبت با همسرش مارتا واشینگتن، این جمله را بیان کرد.

### قرن ۱۹ میلادی

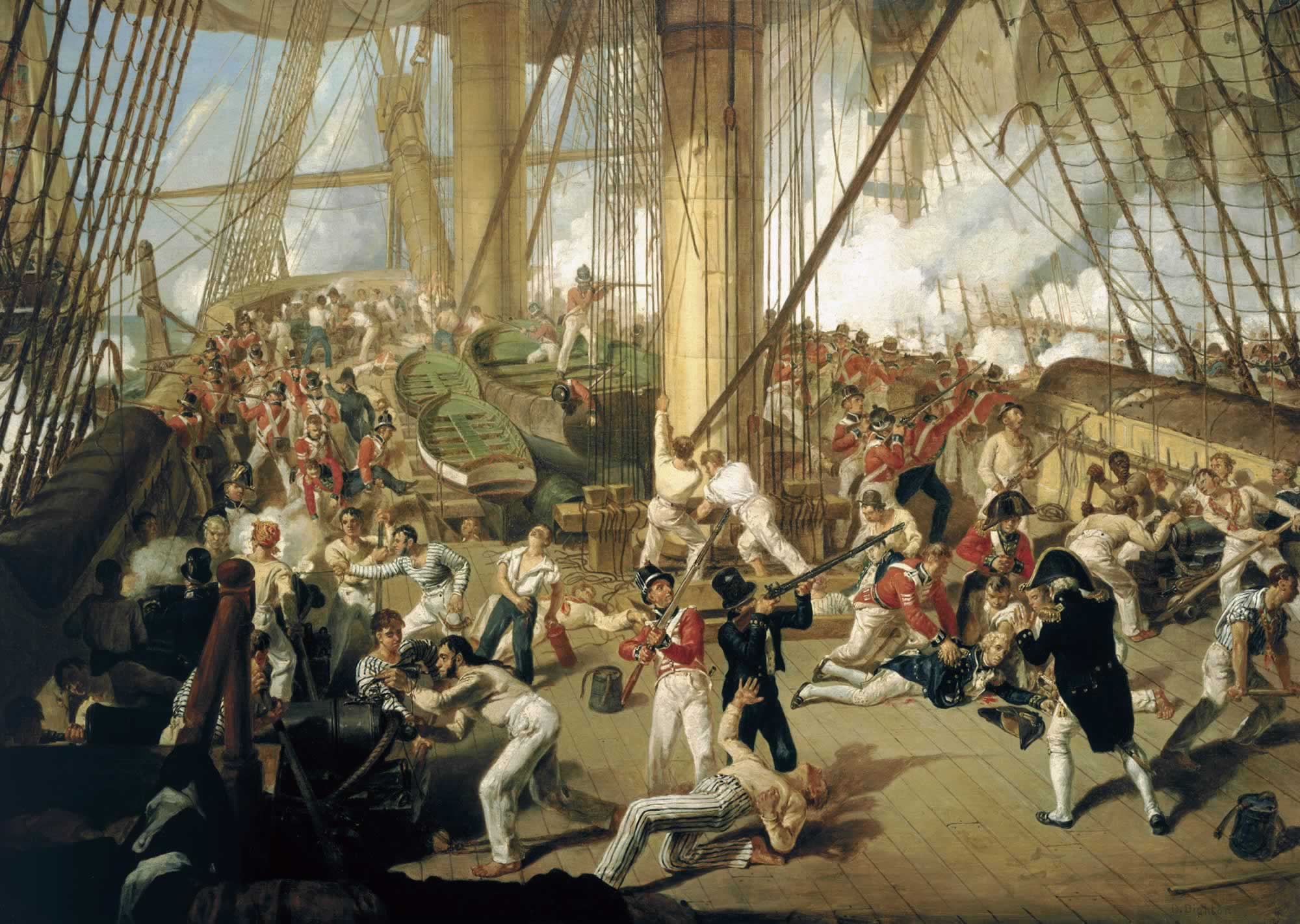
نلسون در quarterdeck تیر می‌خورد، این نگاره توسط Denis Dighton, به سال ۱۸۲۵ میلادی کشیده شده‌است.

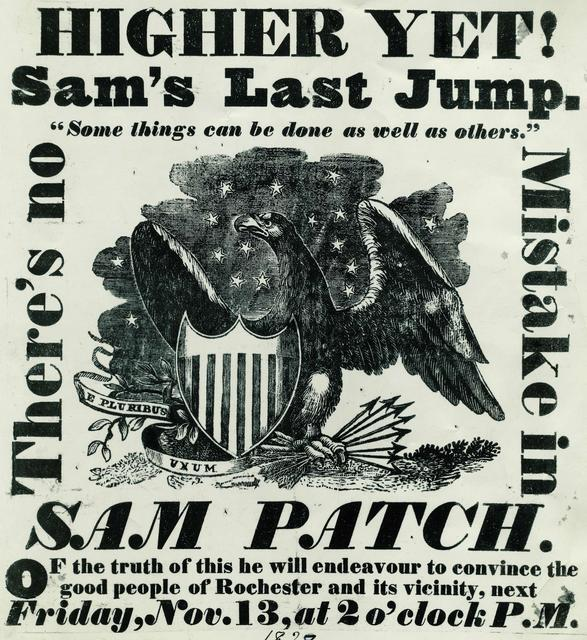
آگهی واپسین پرش سم پچ.

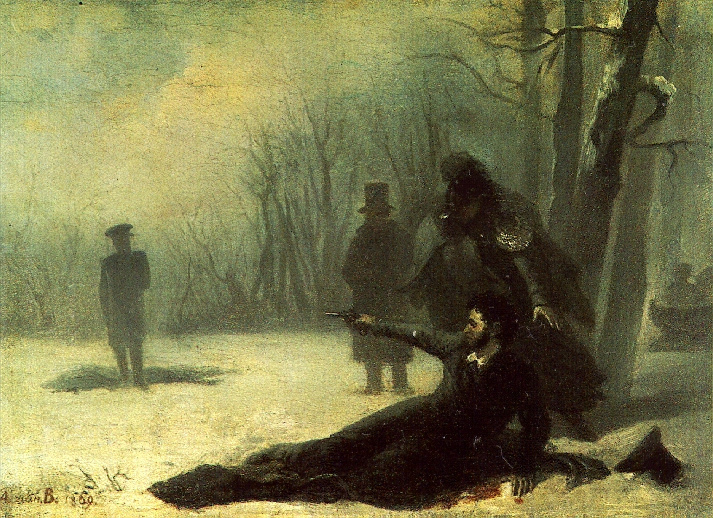
دوئل پوشکین و دانتس.

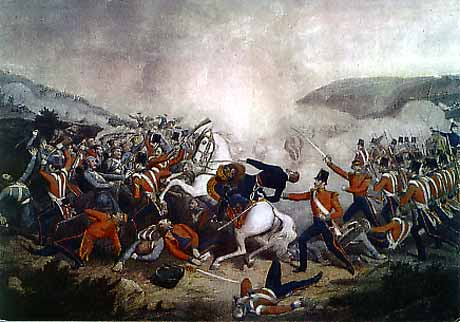
مرگ کثکارت در اینکرمن.

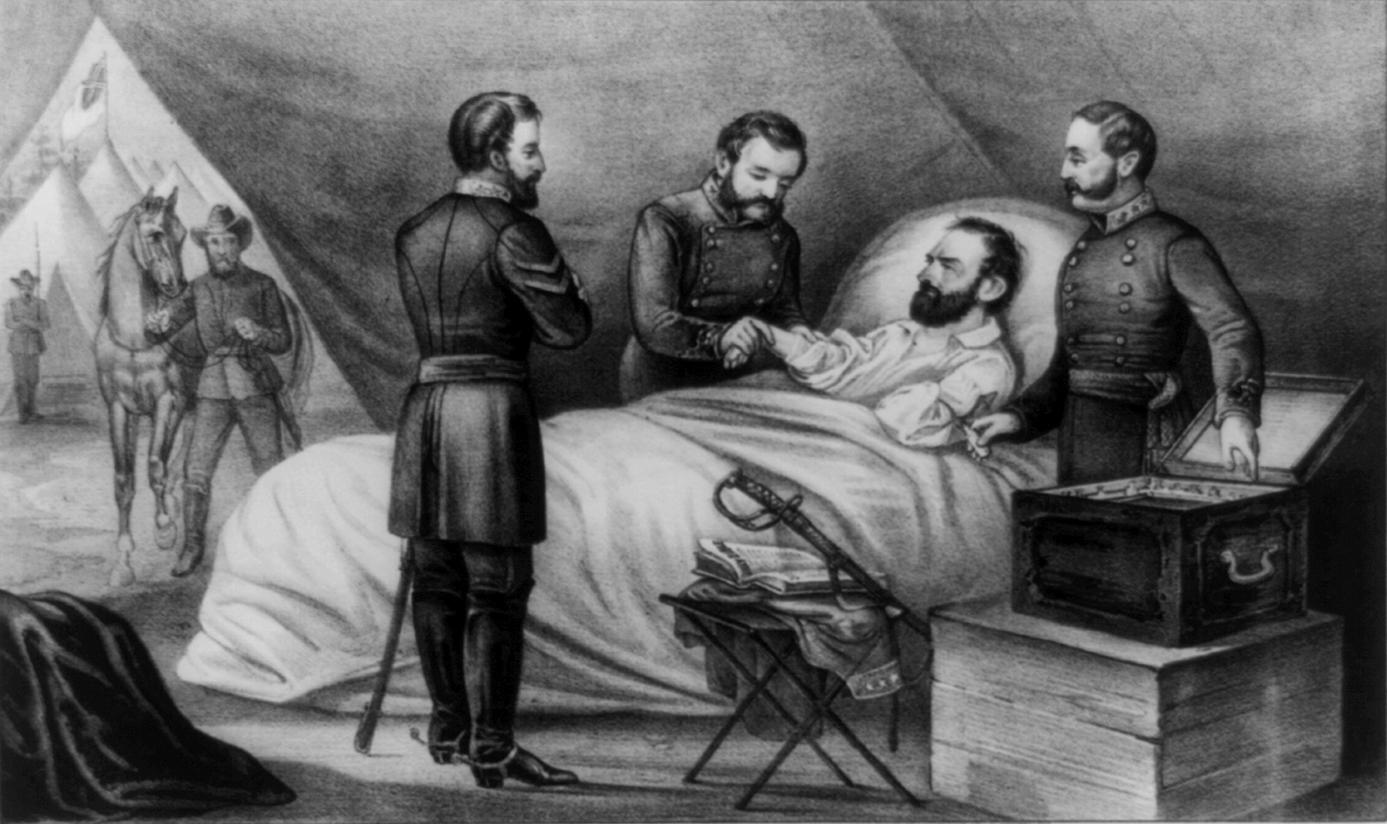
مرگ استون‌وال جکسون.

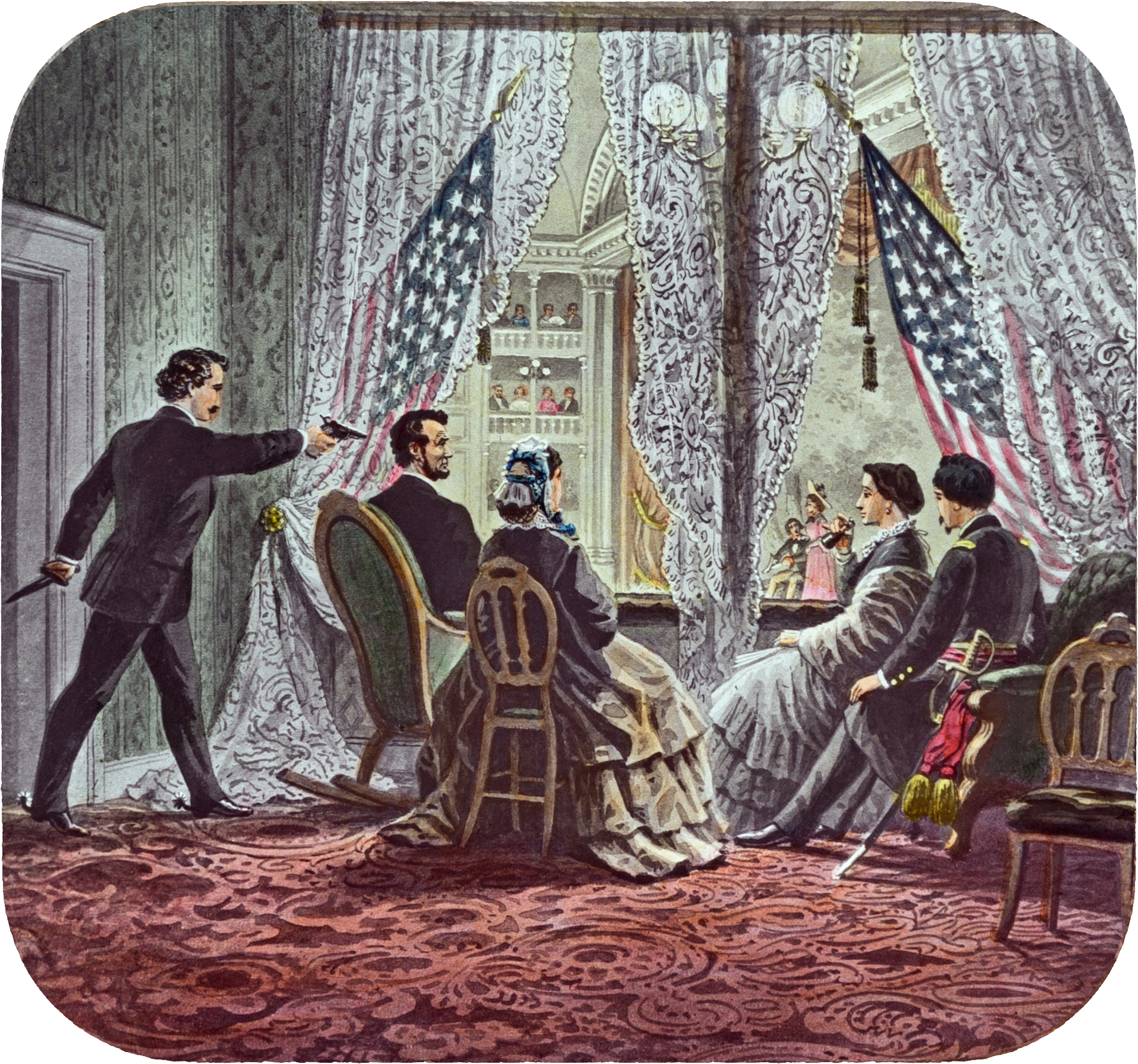
آبراهام لینکلن، رئیس‌جمهور ایالات متحده آمریکا که توسط جان ویلکس بوث، یک جوان ملی‌گرا، در حال تماشای یک نمایش و بدون این‌که متوجه باشد، به قتل رسید. لینکلن کمی پیش از مرگش در جنگ داخلی آمریکا علیه ایالت‌های هم‌پیمان پیروز شده بود.

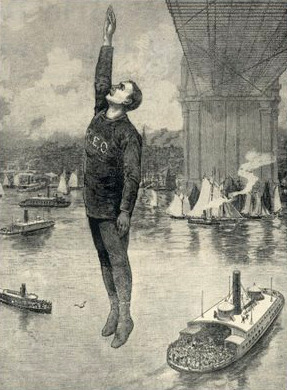
پرش مرگ‌بار رابرت اِمِت اودلوم از پل بروکلین.

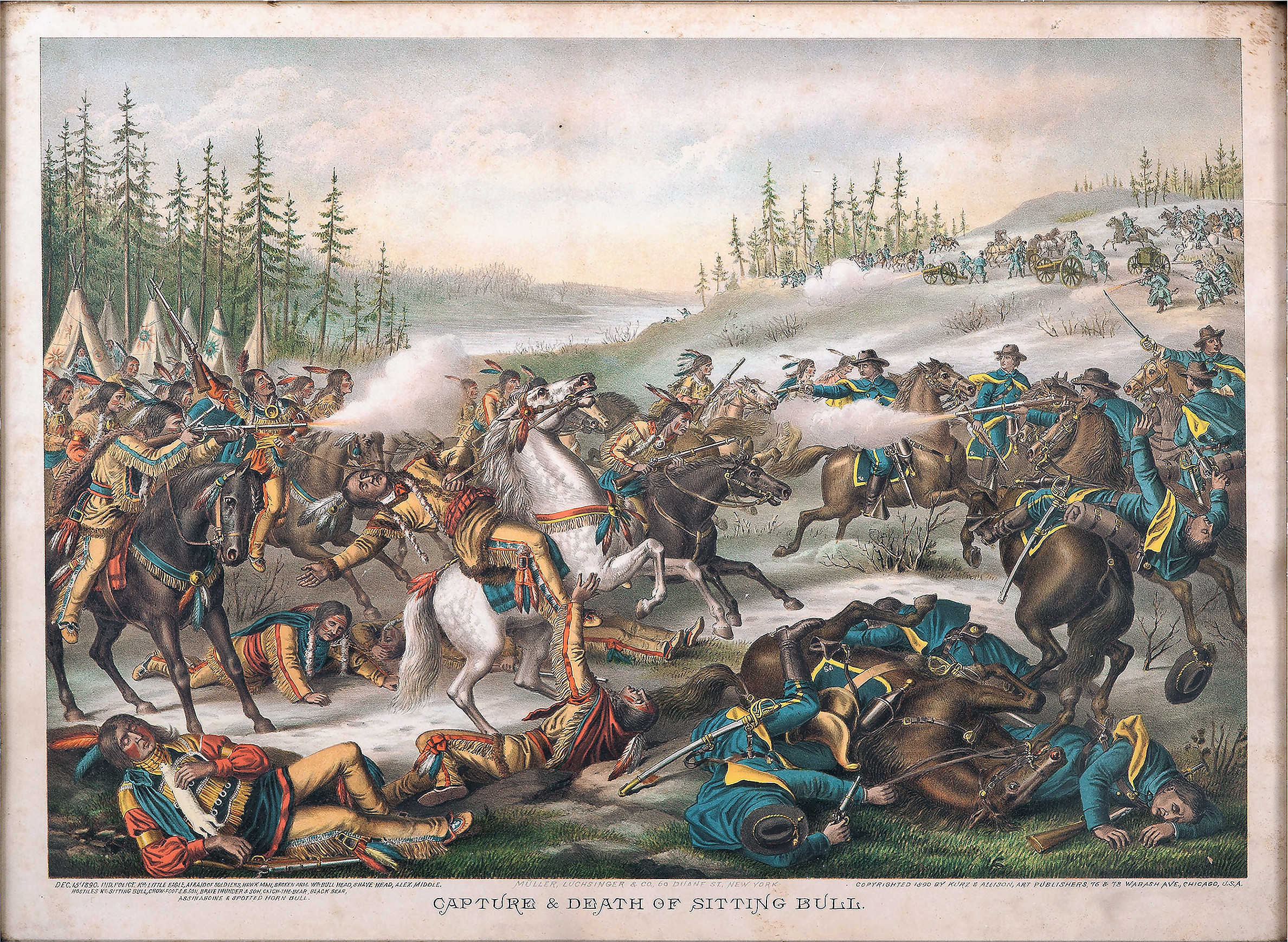
«گرفتن و کشتن گاو نشسته" اثر Kurz and Allison.

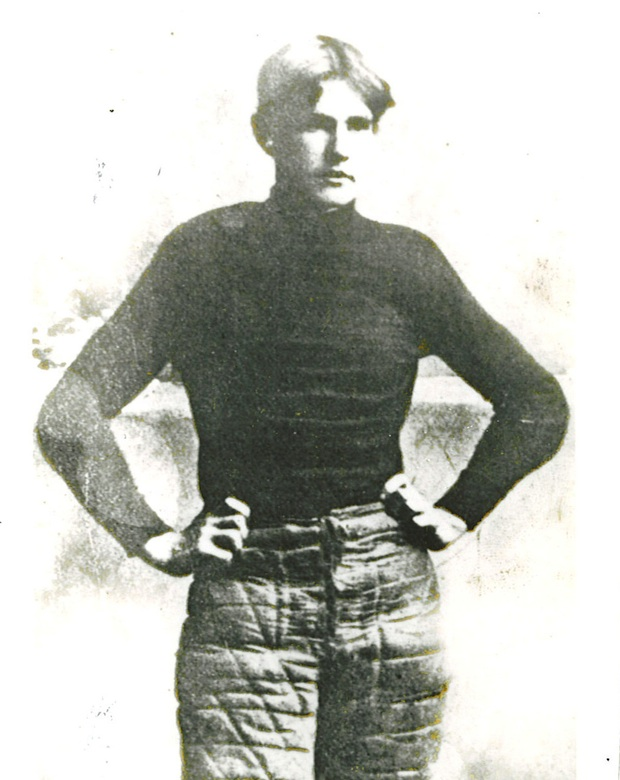
ریچارد وون آلباده گامون در لباس ورزشی‌اش.

«یادت باشد الیزه من، تو یک مسیحی هستی.»
— الکساندر همیلتون، دولت‌مرد آمریکایی (۱۲ ژوئیه سال ۱۸۰۴ میلادی), پس از آن‌که توسط رقیبش آرون بر در دوئل بر-همیلتون مورد اصابت گلوله قرار گرفت، این جمله را به همسرش بیان کرد.
«خدا را شکر. وظیفه‌ام را به انجام رساندم.»
— هوریشیو نلسون، دریاسالار نیروی دریایی انگلیس (۲۱ اکتبر سال ۱۸۰۵ میلادی), این جمله را زمانی که در نبرد ترافالگار به طرز کشنده‌ای زخمی شده بود، بر زبان راند.
«فکر کنم می‌توانستم یکی از شیرینی‌های مخفی شده بِلامی را بخورم.»
— ویلیام پیت جوان‌تر، نخست‌وزیر بریتانیا (۲۳ ژانویه سال ۱۸۰۶ میلادی)
«شادمانه می‌میرم.»
— چارلز جیمز فاکس، دولت‌مرد انگلیسی (۱۳ سپتامبر سال ۱۸۰۶ میلادی)
«من نه‌تنها ضعیف نیستم؛ بلکه قوی هستم. جان دادن، سخت است.»
— مری‌وثر لوئیس، جهان‌گرد آمریکایی (۱۱ اکتبر سال ۱۸۰۹ میلادی), گفته می‌شود ممکن است مرگ وی به سبب خودکشی یا قتل بوده باشد.
«من ملکه هستم اما حتی قدرت این را ندارم که دستانم را تکان دهم.»
— Louise of Mecklenburg-Strelitz, ملکه پروس (۱۹ ژوئیه سال ۱۸۱۰ میلادی)
«وای!»
— اسپنسر پرسوال، نخست‌وزیر بریتانیا (۱۱ مه سال ۱۸۱۲ میلادی), که به شدت با اسلحه زخمی شده بود.
«هیچ چیز جز مرگ نمی‌خواهم.»
— جین آستن، نویسنده انگلیسی (۱۸ ژوئیه سال ۱۸۱۷ میلادی), هنگامی که خواهرش کاساندرا از وی پرسید چیزی می‌خواهد، این جمله را ادا کرد.
«تعجب‌آور است؛ چراکه تمام شب را تمرین می‌کردم.»
— John Philpot Curran, سیاستمدار، سخن‌ور و طنزپرداز ایرلندی (۱۴ اکتبر سال ۱۸۱۷ میلادی), هنگامی که پزشکش گفت «به سختی» سرفه می‌کند، این جمله را بیان کرد.
«نوستیتز، تو از من چیزهای زیادی آموخته‌ای. اکنون بیاموز چگونه یک انسان به آرامی می‌میرد.»
— گبهارد لبرشت فون بلوشر، ارتش‌بد اهل پروس (۱۲ سپتامبر سال ۱۸۱۹ میلادی), به سرباز پیش‌کارش August Ludwig von Nostitz
«من به طرز کشنده‌ای زخمی شده‌ام … فکر می‌کنم.»
— استفان دکاتور، افسر نیروی دریایی آمریکا (۲۲ مارس سال ۱۸۲۰ میلادی), که در دوئل با James Barron به طرز کشنده‌ای زخمی شد.
«فرانسه، ارتش، رئیس کل ارتش، ژوزفین بوهارنه.»
("France, armée, tête d'armée, Joséphine.")
— ناپلئون بناپارت، امپراتور فرانسه (۵ مه سال ۱۸۲۱ میلادی)
«نگذارید جسدم به انگلستان فرستاد شود. بگذارید جسدم این‌جا به آرامی بپوسد. مرا در یک گوشه همین نزدیکی‌ها بی هیچ کرو فر بیهوده‌ای دفن کنید.»
— لرد بایرون، شاعر انگلیسی (۱۹ آوریل سال ۱۸۲۴ میلادی), به پزشکش، دکتر Julius Michael Millingen
«احتمالاََ خیلی خسته‌ای.»
— الکساندر یکم، تزار روسیه (۱۹ نوامبر سال ۱۸۲۵ میلادی) در بستر مرگ این جمله را خطاب به همسرش امپراتریس الیزابت الکسی یوونا گفت.
«امروز، روز استقلال ایالات متحده آمریکا است؟»
— توماس جفرسون، رئیس‌جمهور ایالات متحده آمریکا (۴ ژوئیه سال ۱۸۲۶ میلادی), که به درستی روز ملی کشورش را به خاطر داشت؟
«تامِس جِفِرسون زنده می‌ماند.»
— جان آدامز، رئیس‌جمهور ایالات متحده آمریکا (۴ ژوئیه سال ۱۸۲۶ میلادی), که نمی‌دانست تامس جفرسون همان روز ساعاتی پیش جان باخته بود.
«افسوس، افسوس. خیلی دیر شد!»
— لودویگ فان بتهوون، آهنگ‌ساز آلمانی (۲۶ مارس سال ۱۸۲۷ میلادی), پس از آن‌که متوجه شد ناشر کارهایش ۱۲ بطری شراب برایش هدیه گرفته بود، این جمله را گفت.
"ناپلئون بناپارت مردی نیکو و تیمساری بزرگ بود. او ارتش‌هایی را شکست داد و کشورهایی را گشود. اما از آبشارهای جنسی نتوانست بپرد. آرتور ولزلی مردی نیکو و سربازی بزرگ بود. وی ارتش‌هایی را شکست داد و ناپلئون را با زانو درآورد. اما نتوانست از آبشار جینسی بپرد. این برای ماند که به انجام برسانم و من می‌توانم و خواهم کرد!"
— Sam Patch, بازیگر متهور آمریکایی (۱۳ نوامبر سال ۱۸۲۹ میلادی), پیش از پرش مرگ‌بارش از Genesee Falls
«لعنتی، یک زخم گلوله!»
("¡Carajo, un balazo!")
— انتونیو خوزه دو سوکره، رئیس‌جمهور بولیوی و پرو و رهبر استقلال‌خواهان ونزوئلا (۴ ژوئن سال ۱۸۳۰ میلادی), این جمله را پس از زخمی شدن و در حالی که در جنگ‌های کلمبیا می‌راند، ادا کرد. گفته می‌شود وی مردی تحصیل‌کرده بوده که تا آن روز هرگز فحشی از وی شنیده نشده بود.
«خب، من زندگی شادی داشته‌ام.»
— ویلیام هزلت، نویسنده و منتقد انگلیسی (۱۸ سپتامبر سال ۱۸۳۰ میلادی)
«افسوس که این جهان را ترک می‌کنم بی آنکه او را دوباره ببینم.»
— جیمز مونرو، رئیس‌جمهور ایالات متحده آمریکا (۴ ژوئیه سال ۱۸۳۱ میلادی), که منظورش جیمز مدیسون بوده‌است.
«تنها یک تن مرا درک کرد. اما درست درک نکرد.»
— گئورگ ویلهلم فریدریش هگل، فیلسوف آلمانی (۱۴ نوامبر سال ۱۸۳۱ میلادی)
«لطفاً پنجره دیگر اتاق را نیز باز کن تا نور بیش‌تری به داخل بتابد.»
— یوهان ولفگانگ فون گوته، نویسنده و دولت‌مرد آلمانی (۲۲ مارس سال ۱۸۳۲ میلادی)
«پرستار، این من بودم که کشف کردم زالوها خون قرمز دارند.»
— ژرژ کوویه، طبیعت‌شناس و جانورشناس فرانسوی (۱۳ مه سال ۱۸۳۲ میلادی), به پرستاری که حجامت کرد این جمله را گفت.
«آسمان ذهنم صاف است. حتی می‌توانم شوخی کنم.»
— سمیوئل تیلور کولریج، شاعر و منتقد ادبی انگلیسی (۲۵ ژوئیه سال ۱۸۳۴ میلادی)
«هیچ چیز جر تغییر ذهن, عزیزم.»
— جیمز مدیسون، رئیس‌جمهور ایالات متحده آمریکا (۲۸ ژوئن سال ۱۸۳۶ میلادی), به خواهرزاده‌اش که از وی پرسیده بود موضوع چیست؟
«ممنون اما مرا نبوس؛ عرق مرگ بر صورتم نشسته. دارم می‌میرم و این بهترین چیزهاست.»
— جان فیلد، آهنگ‌ساز و پیانونواز ایرلندی (۲۳ ژانویه سال ۱۸۳۷ میلادی), به دوستش گبارد این جمله را ادا کرد.
«سعی کن فراموش شوی. برو در روستا زندگی کن. دو سال سیاه‌پوش باش و سپس ازدواج کن. اما فردی لایق را برگزین.»
— الکساندر پوشکین، شاعر روسی (۱۰ فوریه سال ۱۸۳۷ میلادی), که به همسرش، ناتالیا پوشکین، این جمله را گفت. وی این سخنان را پس از دوئل کشنده‌اش با Georges-Charles de Heeckeren d'Anthès که گفته می‌شود با ناتالیا رابطه داشته، بیان کرد.
«قربان، امیدوارم متوجه باشید که اصول دولت‌داری چیست. امیدوارم همه آن اصول اجرا شوند. چیز دیگری نمی‌خواهم.»
— ویلیام هنری هریسون، رئیس‌جمهور ایالات متحده آمریکا (۴ آوریل سال ۱۸۴۱ میلادی), که به پزشکش این جمله را گفت؛ درحالی که گفته می‌شود منظور اصلی‌اش جان تایلر، معاون نخست و جانشینش بوده باشد.
«ماگلان، ماگلان!»
("¡Magallanes, Magallanes!")
— برناردو اوخیگینس، دولت‌مرد و رهبر استقلال‌خواه شیلیایی (۲۴ اکتبر سال ۱۸۴۲ میلادی)
«پروردگارا، خدایا…»
— جوزف اسمیت، بنیان‌گذار مورمونیسم (۲۷ ژوئن سال ۱۸۴۴ میلادی), پیش از افتادن از پنجره‌ای که منجر به مرگش شد این واژه‌ها را گفت.
«چه شده، فرزندان عزیزم؟ آیا به شما هشدار نداده بودم؟ وای، گریه نکنید. بچه‌های خوبی باشید و همگی روزی در بهشت یکدیگر را خواهیم دید.»
— اندرو جکسون، رئیس‌جمهور ایالات متحده آمریکا (۸ ژوئن سال ۱۸۴۵ میلادی)
«آرامش! لذت!»
— Henry Francis Lyte, شاعر پیرو کلیسای انگلستان (۲۰ نوامبر سال ۱۸۴۷ میلادی)
«این پایانی دیگر در زمین است. خوش‌حالم.»
— جان کویینسی آدامز، رئیس‌جمهور ایالات متحده آمریکا (۲۱ فوریه سال ۱۸۴۸ میلادی)
«اگر به دنبال پزشکی بفرستید، او را خواهم پذیرفت.»
— امیلی برونته، نویسنده انگلیسی (۱۹ دسامبر سال ۱۸۴۸ میلادی), به خواهرش شارلوت برونته
«جرئت داشته باش، شارلوت، جرئت داشته باش.»
— آن برونته، نویسنده انگلیسی (۲۸ مه سال ۱۸۴۹ میلادی), به خواهرش شارلوت برونته
«دوستت دارم، سارا. تا ابد، دوستت دارم.»
— جیمز ناکس پولک، رئیس‌جمهور ایالات متحده آمریکا (۱۵ ژوئن سال ۱۸۴۹ میلادی), به همسرش سارا پولک
«پروردگارا، روح ضعیفم را دریاب.»
— ادگار آلن پو، نویسنده آمریکایی (۷ اکتبر سال ۱۸۴۹ میلادی), به نقل از غراب
«هنوز نه.»
("Pas encore.")
— فردریک شوپن، نقاش و آهنگ‌ساز لهستانی (۱۷ اکتبر سال ۱۸۴۹ میلادی), زمانی که پزشکش از وی پرسید آیا دردی دارد یا نه، این جمله را گفت.
«جنوب! جنوب بی‌چاره! خدا می‌داند به چه چیز تبدیل خواهد شد.»
— جان سی. کلهون، معاون رئیس‌جمهور ایالات متحده آمریکا (۳۱ مارس سال ۱۸۵۰ میلادی)
«افسوس هیچ چیز را نمی‌خورم؛ اما متاسفم که دوستانم را ترک می‌کنم.»
— زکری تیلور، رئیس‌جمهور ایالات متحده آمریکا (۹ ژوئیه سال ۱۸۵۰ میلادی)
«هنوز زنده‌ام.»
— دنیل وبستر، دولت‌مرد آمریکایی (۲۴ اکتبر سال ۱۸۵۲ میلادی)
«تیگزیرا؟ اگر من در خطر هستم، به من بگو؛ مرا گول نزن.»
("Ó Teixeira? Se tenho perigo, diga-mo; não me engane.")
— Maria II, ملکه رسمی پرتغال (۱۵ نوامبر سال ۱۸۵۳ میلادی), که به جراحش در حال انجام یازدهمین عمل سزارین گفت.
«می‌ترسم بدبخت شده باشیم.»
— George Cathcart, دیپلمات و تیمسار انگلیسی (۵ نوامبر سال ۱۸۵۴ میلادی), پیش از مرگش در نبرد اینکرمن
«دگیر نمی‌بینمت.»
("Eu já o não vejo.")
— Almeida Garrett, نویسنده پرتغالی (۹ دسامبر سال ۱۸۵۴ میلادی), که به دوستش فرانسیسکو بیان کرد.
«وای، من که نمی‌میرم؛ مگر نه؟ مرگ ما را از هم جدا نخواهد کرد. ما شاد زیسته‌ایم.»
— شارلوت برونته، نویسنده انگلیسی (۳۱ مارس سال ۱۸۵۵ میلادی), که به همسرش آرتور گفت.
«من را نکش! نیامده‌ام که با تو بجنگم!»
— Andrew Bolon, مأمور آمریکایی اداره امور سرخ‌پوستان (۲۵ سپتامبر سال ۱۸۵۵ میلادی), پیش از آن‌که گلویش توسط یکی از اعضای Yakama بریده شود، این را گفت.
«خدا مرا خواهد بخشید. این مشیت اوست.»
("Dieu me pardonnera. C'est son métier.")
— هاینریش هاینه، نویسنده و منتقد آلمانی (۱۷ فوریه سال ۱۸۵۶ میلادی)
«چه خرابی تعمیرناشدنی‌ای!»
— اگوست کنت، فیلسوف فرانوسی (۵ سپتامبر سال ۱۸۵۷ میلادی)
«آرامش، پدروی من.»
("Consolem o meu Pedro.")
— Stephanie of Hohenzollern-Sigmaringen, همسر ملکه پرتغال (۱۷ ژوئیه سال ۱۸۵۹ میلادی)
«هیچ صدایی، هیچ آهنگی، هیچ بوهمیدنی!»
— Henri Murger, نویسنده فرانسوی (۲۸ ژانویه سال ۱۸۶۱ میلادی)
«زیباست.»
— الیزابت برت براونینگ، شاعر انگلسی (۲۹ ژوئن سال ۱۸۶۱ میلادی)
«شاید چیز بهتری است.»
— جان تایلر، رئیس‌جمهور ایالات متحده آمریکا (۱۸ ژانویه سال ۱۸۶۲ میلادی)
«حال نوبت قایق‌رانی خوب است. گوزن… هندی.»
— هنری دیوید ثورو، نویسنده آمریکایی (۶ مه سال ۱۸۶۲ میلادی)
«هیچ چیز جز اعتقاد وجود ندارد.»
— مارتین ون بیورن، رئیس‌جمهور ایالات متحده آمریکا (۲۴ ژوئیه سال ۱۸۶۲ میلادی)
«دستور بدهید ای.پی. هیل آماده کار شود! پیاده‌نظام ر به سرعت به خط مقدم برسانید! به سرگرد هاکس بگویید… بیایید از عرض رودخانه بگذریم و در سایه درختان آن سو استراحت کنیم.»
— استون‌وال جکسن، تیمسار و سرباز فدرال آمریکایی (۱۰ مه سال ۱۸۶۳ میلادی)
«افراد به پیش بروید. برای رضای خدا به پیش بروید و آن هم‌قطاران را از جنگل بیرون ببرید.»
— جان اف. رینولدز، تیمسار اتحادیه آمریکا در جنگ داخلی (۱ ژوئیه سال ۱۸۶۳ میلادی), پیش از گلوله خوردن در نبرد گتیسبرگ
«تراکم. متوقف شد.»
— Joseph Henry Green, جراح انگلیسی (۱۳ دسامبر سال ۱۸۶۳ میلادی), در حالی که به سختی نفس می‌کشید و در بستر، نبض خود را می‌گرفت، این را گفت.
«چرا این‌طور فرار می‌کنی؟ از این فاصله یک فیل را هم نمی‌توانند بزنند!»
— جان سیجویک، تیماسر اتحادیه آمریکا در جنگ داخلی (۹ مه سال ۱۸۶۴ میلادی), کمی پیش از آن‌که به ضرب گلوله به سرش در ایالات مؤتلفه آمریکا کشته شود، این را گفت.
«من را زمین بگذار و پرچم را نجات بده!»
— James A. Mulligan, سرهنگ اتحادیه آمریکا در جنگ داخلی (۲۶ ژوئیه سال ۱۸۶۴ میلادی), که در جنگ دوم کرنستاون کشته شد.
«او دربارهٔ آن هیچ فکری نخواهد کرد.»
— آبراهام لینکلن، رئیس‌جمهور ایالات متحده آمریکا (۱۵ آوریل سال ۱۸۶۵ میلادی), که به همسرش مری تاد لینکلن اطمینان می‌داد که دوستشان کلارا برایش اشکال ندارد اگر لینکلن و همسرش دست یکدیگر را بگیرند. وی این جمله را کمی پیش از ترور شدنش بیان کرد.
«به مادر بگویید، به مادر بگویید، من برای وطن مردم… بی‌فایده… بی‌فایده…»
— جان ویلکس بوث، بازیگر و قاتل آبراهام لینکلن (۲۶ آوریل سال ۱۸۶۵ میلادی)
«و اکنون با واپسین نوشته‌ها و گفتارم، و با آنچه که نزدیک نفس‌های واپسینم است، من در این‌جا تکرار می‌کنم و با رضایت قلبی، خشم تسکین داده نشده خودم از قانون یانکی را ابراز می‌کنم--به همه رابط‌های سیاسی، اجتماعی و بازرگانی یانکی‌ها و به همه بدعهدان و به تمامی نژاد شریر و رذل یانکی‌ها.»
— Edmund Ruffin, کشاورز و برده اهل ویرجینیا (۱۸ ژوئن سال ۱۸۶۵ میلادی), که در واپسین نوشته‌اش پیش از خودکشی این جمله‌ها را نوشته بوده‌است.
«این ماده ۹۸ قانون است؛ برو به ماده بعدی.»
— هنری جان تمپل، نخست‌وزیر بریتانیا (۱۸ اکتبر سال ۱۸۶۵ میلادی), که در رابطه با معاهده‌های سیاسی فکر می‌کرد.
«آه، لوئیس، همیشه وقتی من دارم می‌روم تو می‌رسی.»
— Massimo d'Azeglio, دولت‌مرد، نویسنده و نقاش ایتالیایی (۱۵ ژانویه سال ۱۸۶۶ میلادی), این جمله را در حالی که همسر پیشینش به کنار بسترش می‌آمد، بر زبان آورد.

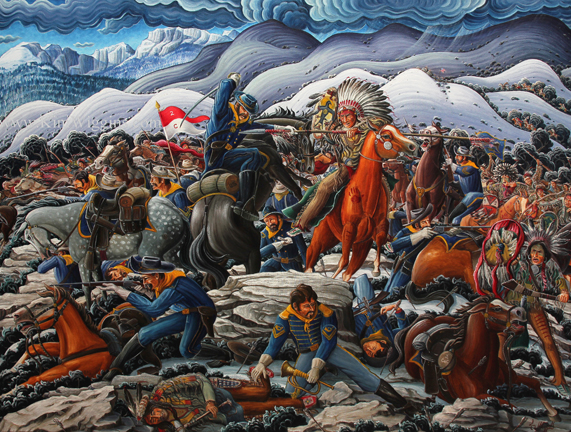
برداشت کیم داگلاس از جنگ فترمن. نگاره مربوط به آغازین سال‌های قرن ۲۱ است.

«۸۰ مرد به من بدهید تا تمام کشور سیوکس را درو کنم.»
— William J. Fetterman, افسر ارتش ایالات متحده آمریکا (۲۱ دسامبر سال ۱۸۶۶ میلادی), پیش از مرگش در جنگ فترمن
«نیاز ندارم دشمنانم را ببخشم. همه آن‌ها را کشته‌ام.»
— Ramón María Narváez, 1st Duke of Valencia, تیمسار و نخست‌وزیر اسپانیا (۲۳ آوریل سال ۱۸۶۸ میلادی)
«ای پروردگار قادر و توانا، راضی‌ام به رضای تو!»
— جیمز بیوکنن، رئیس‌جمهور ایالات متحده آمریکا (۱ ژوئن سال ۱۸۶۸ میلادی)
«برای وطنم می‌میرم.»
("Muero por mi patria.")
— فرانسیسکو سولانو لوپز، دومین رئیس‌جمهور پاراگوئه (۱ مارس سال ۱۸۷۰ میلادی), پیش از آخرین حضورش در جنگ سرو کورا
«بله. روی زمین.»
— چارلز دیکنز، نویسنده انگلیسی (۹ ژوئن سال ۱۸۷۰ میلادی), که به زن برادرش جورجیا هوکارث، که پس از سکته مغزیش به از وی خواسته بود روی زمین دراز بکشد، این جمله را گفت.
«به ای.پی. هیل بگویید او باید بیاید بالا!» Strike the tent!"
— رابرت ئی. لی، سرباز و تیماسر اتحادیه د جنگل داخلی ایالات متحده آمریکا (۱۲ اکتبر سال ۱۸۷۰ میلادی)
«خوراک خوش‌مزه‌ایست.»
— میلارد فیلمور، رئیس‌جمهور ایالات متحده آمریکا (۸ مارس سال ۱۸۷۴ میلادی), که در رابطه با سوپی که پیش از مرگش خورده بود، این جمله را ادا کرد.
«وای، گریه نکنید. بچه‌های خوبی باشید و ما در بهشت یکدیگر را خواهیم دید.»
— اندرو جانسون، رئیس‌جمهور ایالات متحده آمریکا (۳۱ ژوئیه سال ۱۸۷۵ میلادی)
«خدانگه‌دار، دیگر خبری از شهادت نیست!»
("Adeus, acabou o martírio!")
— Inocêncio Francisco da Silva, کتاب‌شناس پرتغالی (۲۷ ژوئن سال ۱۸۷۶ میلادی)
«به آن‌ها بگویید در طرف چپ بدنم احساس درد شدیدی دارم.»
— جرج الیوت، نویسنده انگلیسی (۲۲ دسامبر سال ۱۸۸۰ میلادی)
«پس مرگ این است … خب … "
— توماس کارلایل، نویسنده و فیلسوف اسکاتلندی (۵ فوریه سال ۱۸۸۱ میلادی)
«کیه؟ کیه؟»
("¿Quién es? ¿Quién es?")
— بیلی د کید، شورشی و هفت‌تیرکش آمریکایی (۱۴ ژوئیه سال ۱۸۸۱ میلادی), زمانی که وارد یک اتاق تاریک شد، پت گرت کلانتر پس از شناسایی صدایش به او شلیک کرد.
«وای، سوایم، این درد لعنتی. وای، سوایم. وای، سوایم، نمی‌توانی تسکینش بدهی؟»
— جیمز آبرام گارفیلد، رئیس‌جمهور ایالات متحده آمریکا (۱۹ سپتامبر سال ۱۸۸۱ میلادی), به تیمسار David G. Swaim
«دیگر هیچ چیز نمی‌بینم.»
— Morgan Earp, قانون‌گذار آمریکایی (۱۸ مارس سال ۱۸۸۲ میلادی), به برادرش وایات ارپ
«من کسی نیستم که از مردن کم‌ترین ترسی داشته باشم.»
— چارلز داروین، طبیعت‌شناس و فرگشت‌شناس انگلیسی (۱۹ آوریل سال ۱۸۸۲ میلادی)
«برو، از این‌چا برو بیرون! واپسین گفته‌ها را کسی می‌گوید که در به اندازه کافی حرف نزده باشد!»
("Hinaus! Letzte Worte sind für Narren, die noch nicht genug gesagt haben.")
— کارل مارکس، نظریه‌پرداز سیاسی (۱۴ مارس سال ۱۸۸۳ میلادی), هنگامی که خدمت‌کارش از وی در رابطه با واپسین گفته‌هایش پرسید، این جمله را گفت.
«من دارم خون تف می‌کنم؟»
— رابرت امت اودلوم، مربی شنای آمریکایی (۱۹ مه سال ۱۸۸۵ میلادی), پس از آن‌که بر اثر پرش از پل بروکلین به‌طور مرگ‌باری زخمی شده بود، این را گفت.
«این جنگ میان شب و روز است. نور سیاه می‌بینم.»
("En moi c'est le combat du jour et de la nuit.")
— ویکتور هوگو، نویسنده فرانسوی (۲۲ مه سال ۱۸۸۵ میلادی)
«آب.»
— یولیسیز سایمن گرانت، رئیس‌جمهور ایالات متحده آمریکا (۲۳ ژوئیه سال ۱۸۸۵ میلادی)
«گویا نمی‌خواهد برود!»
— Emil Zsigmondy, کوهنورد آمریکایی (۶ اوت سال ۱۸۸۵ میلادی), در اشاره به مسیر جنوبی Meije و پیش از سقوط مرگ‌بارش این جمله را گفت.
«من به هیچ وجه هیچ‌گونه رضایت‌مندی و لذتی به جز معاشرت با همسایه‌ام در بلوک کناری که نیم میلیون می‌ارزد، نداشتم.»
— William Henry Vanderbilt, سرمایه‌دار آمریکایی (۸ دسامبر سال ۱۸۸۵ میلادی)
«باید بروم داخل؛ چرا که هوا دارد مه‌آلود می‌شود.»
— امیلی دیکینسون، شاعر آمریکایی (۱۵ مه سال ۱۸۸۶ میلادی)
«اکنون وقت رازآلودگی است.»
— Henry Ward Beecher, آخوند آمریکایی (۸ مارس سال ۱۸۸۷ میلادی)
«لعنتی. این خنده‌دار است.»
— داک هالیدی، قمارباز و هفت‌تیرکش آمریکایی (۸ نوامبر سال ۱۸۸۷ میلادی), هنگامی که یک پرستار از دادن ویسکی به وی خودداری کرد، این را گفت.
«مننژیت نیست؟»
— لوییزا می الکات، نویسنده آمریکایی (۶ مارس سال ۱۸۸۸ میلادی)
«کمی بعد من از میان شما خواهم رفت. ساده‌تر از این نمی‌توانم بگویم. از کجا آمده‌ایم، به کجا خواهیم رفت. زندگی چیست؟ زندگی جرقه آتشی است در شب هنگام. زندگی نفس کشیدن یک بوفالو در زمستان است. زندگی سایه کوچکی است که در چمن‌زار می‌دود و در طلوع آفتاب گم می‌شود.»
— Crowfoot, رئیس Siksika Nation (۲۵ آوریل سال ۱۸۹۰ میلادی)
«هیچ جا نمی‌روم. هر کار مایلی با من بکن. هیچ جا نمی‌روم. بجنب! بجنب! کاری بکن! بزن بریم!»
— گاو نشسته، لاکوتا رهبر هانک‌پاپا (۱۵ دسامبر سال ۱۸۹۰ میلادی), هنگامی که پلیس موفق به گرفتنش نشد، این را گفت.
«سیرک‌های مدیسون اسکوئر گاردن امروز چه قدر فروش داشتند؟»
— فینیاس تیلور بارنوم، بازیگر آمریکایی (۷ آوریل سال ۱۸۹۱ میلادی)
«خدا بیلی باد را رحمت کند!»
— هرمان ملویل، نویسنده آمریکایی (۲۸ سپتامبر سال ۱۸۹۱ میلادی), که نقل قولی است از واپسین رمان ناکاملش، بیلی باد
«واری، برگرد!»
— والت ویتمن، شاعر آمریکایی (۲۶ مارس سال ۱۸۹۲ میلادی), به یک پرستار
«می‌دانم به جایی می‌روم که لوسی هست.»
— رادرفورد بیرچارد هیز، رئیس‌جمهور ایالات متحده آمریکا (۱۷ ژانویه سال ۱۸۹۳ میلادی), که به همسرش، لوسی وب هیز، که به سال ۱۸۸۹ میلادی فوت شده بود، اشاره کرده‌است.
«آن چیست؟ عجیب به نظر می‌آیم؟»
— رابرت لویی استیونسن، نویسنده اسکاتلندی (۳ دسامبر سال ۱۸۹۴ میلادی), به همسرش، Fanny Stevenson, پیش از افتادنش بر اثر خونریزی مغزی، این جمله را ادا کرد.
«می‌خواهم این طلسم دنیا را بشکنم.»
— ویلیام موریس، شاعر و دانش‌مند انگلیسی (۳ اکتبر سال ۱۸۹۶ میلادی), که به پزشک خانوادگی‌اش گفت.
«آه، مزه‌اش خوب است. ممنون.»
("Ah, der schmeckt schön. Danke.")
— یوهانس برامس، آهنگ‌ساز آلمانی (۳ آوریل سال ۱۸۹۷ میلادی), پس از آن‌که جام شرابی به وی دادند، این را گفت.
«نه، بیل، من بسیار استقامت از نوع جورجیایی دارم.»
— Richard Von Albade Gammon, بازیکن فوتبال آمریکایی (۳۱ اکتبر سال ۱۸۹۷ میلادی), که به شدت در یک بازی مجروح شده بود و در پاسخ به دوستش که پرسیده بود آیا می‌خواهد شکست را بپذیرد، این را گفت.
«این بالشت‌ها را ببرید. دیگر به آن‌ها نیازی ندارم.»
— لوئیس کارول، نویسنده و ریاضی‌دان انگلیسی (۱۴ ژانویه سال ۱۸۹۸ میلادی)
«دارم تو را درون‌کاوی می‌کنم – تمامی آن اشعار و نقاشی‌های نامناسب را بسوزان.»
— اوبری بردسلی، نویسنده و طراح انگلیسی (۱۶ مارس سال ۱۸۹۸ میلادی)
«جناب جراح، گلوله‌های اسپانیایی به گونه‌ای ساخته نشده‌اند که مرا بکشند.»
— Buckey O'Neill, فرمانده Rough Riders تئودور روزولت (۱ ژوئیه سال ۱۸۹۸ میلادی), دقایقی پیش از تیر خوردن به دهانش در Kettle Hill
«خانه.»
("Haus.")
— اتو فون بیسمارک، دولت‌مرد آلمانی (۳۰ ژوئیه سال ۱۸۹۸ میلادی), که این را روی یک تکه کاغذ با معنی نامعلوم نوشت.
«افراد، به آتش‌بار ادامه دهید.»
— Emerson H. Liscum, سرهنگ ارتش ایالات متحده آمریکا (۱۳ ژوئیه سال ۱۹۰۰ میلادی), که پس از گلوله خوردن در جنگ تینتسین کشته شد.
«من و کاغذ دیواری اتاق در حال دوئل برای مرگ هستیم. یکی یا هر دوی ما باید برویم.»
— اسکار وایلد، نمایش‌نامه‌نویس ایرلندی (۳۰ نوامبر سال ۱۹۰۰ میلادی)

### قرن ۲۰ میلادی

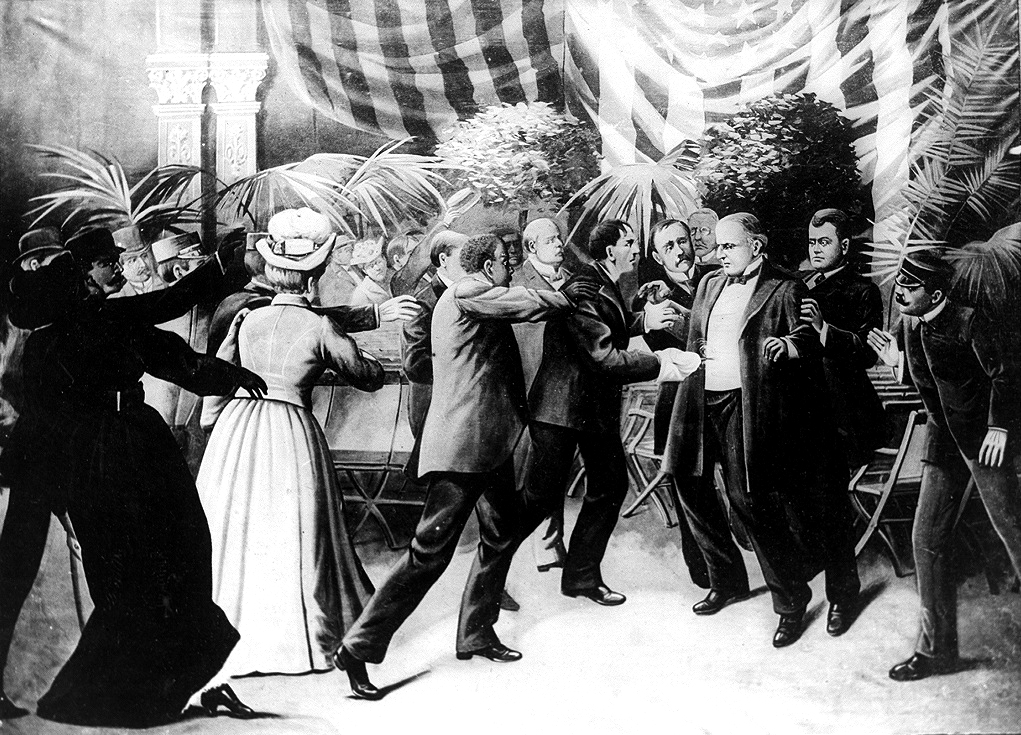
تیراندازی مرگ‌بار به رئیس‌جمهور مک‌کینلی در معبد موسیقی در نمایشگاه پان امریکن واقع در شهر بافلو، نیویورک.

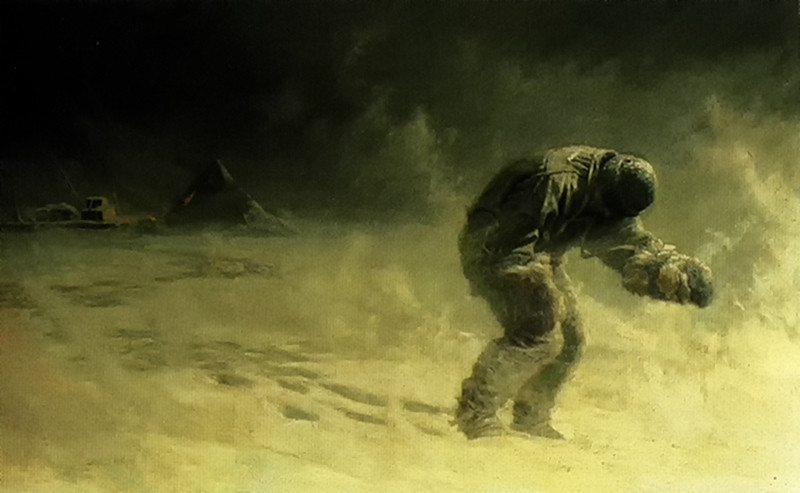
نقاشی لارنس اوتس که از چادر بیرون می‌آید به همراه جان چارلز دالمن.

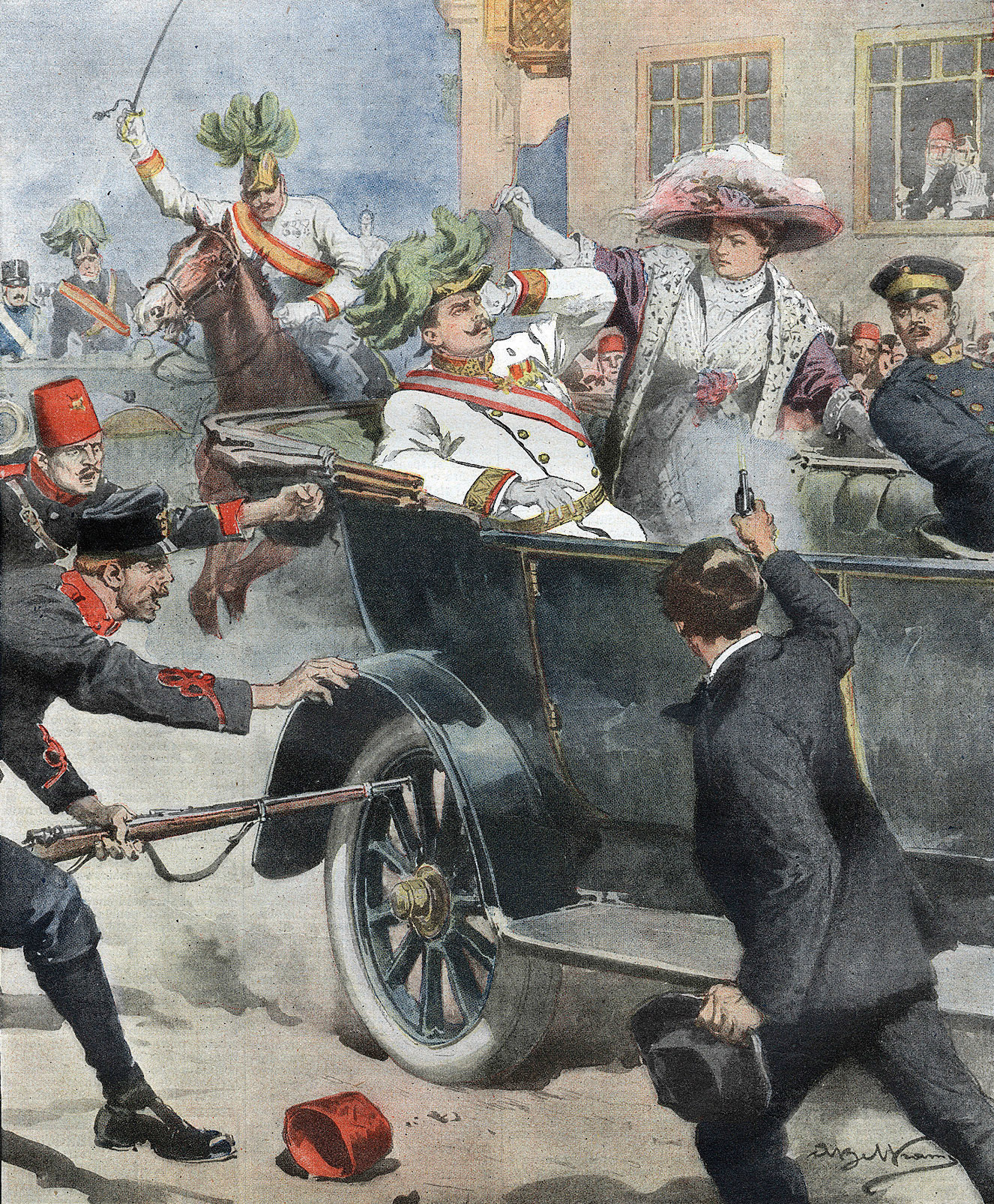
آرشیدوک فرنانتس فردیناند اتریش و همرسش که در میان کاروانی از خودروهای محافظ و در حال عبور از سارایوو با دست سیاه به قتل رسید. این نخستین حادثه از مجموعه حادثه‌هایی بود که سبب‌ساز جنگ جهانی اول شد.

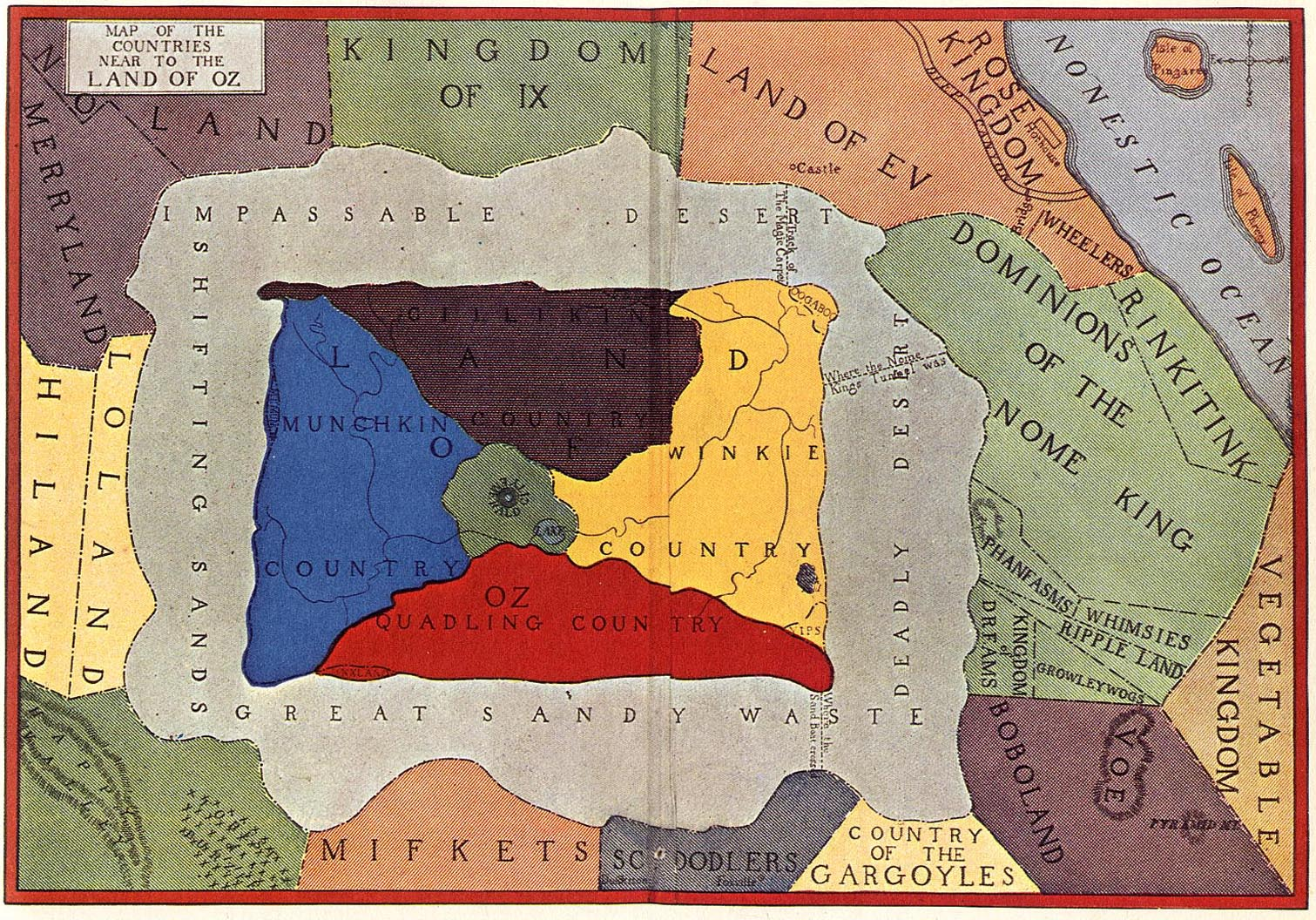
نقشه اوز و کشورهای دوروبر آن که نشان‌گر مکان شیفتینگ سندز است.

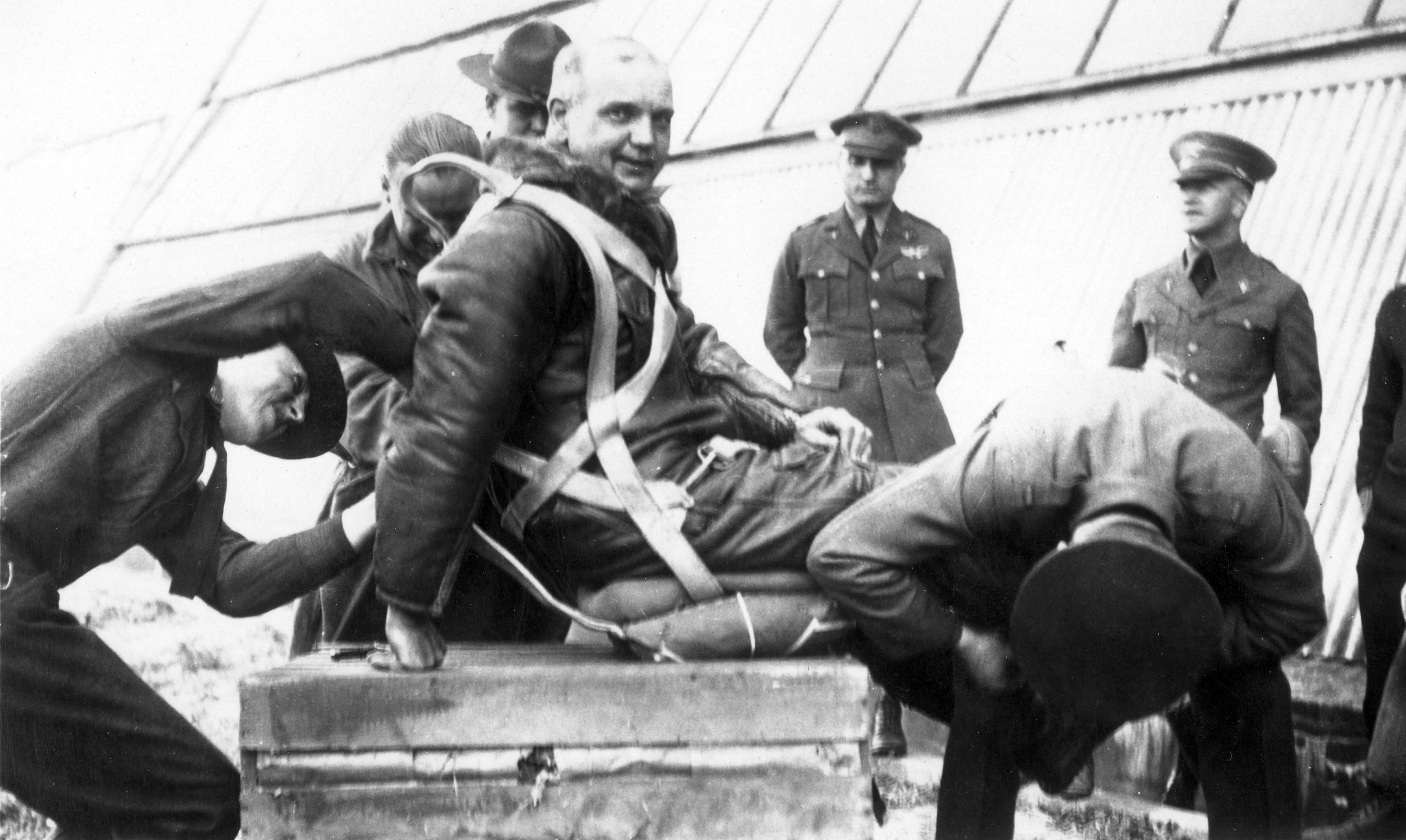
هاتورن سی. گری پیش از رکوردشکنی پروازیش.

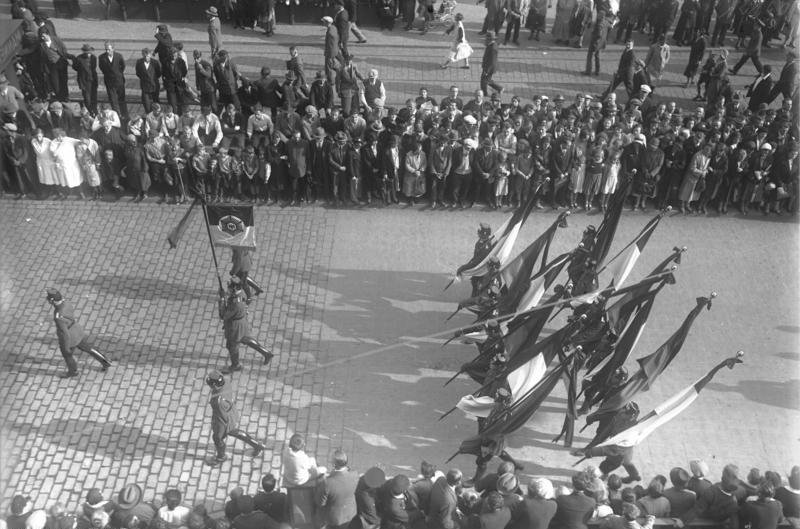
خاک‌سپاری پال آنولف و فرنز لنک.

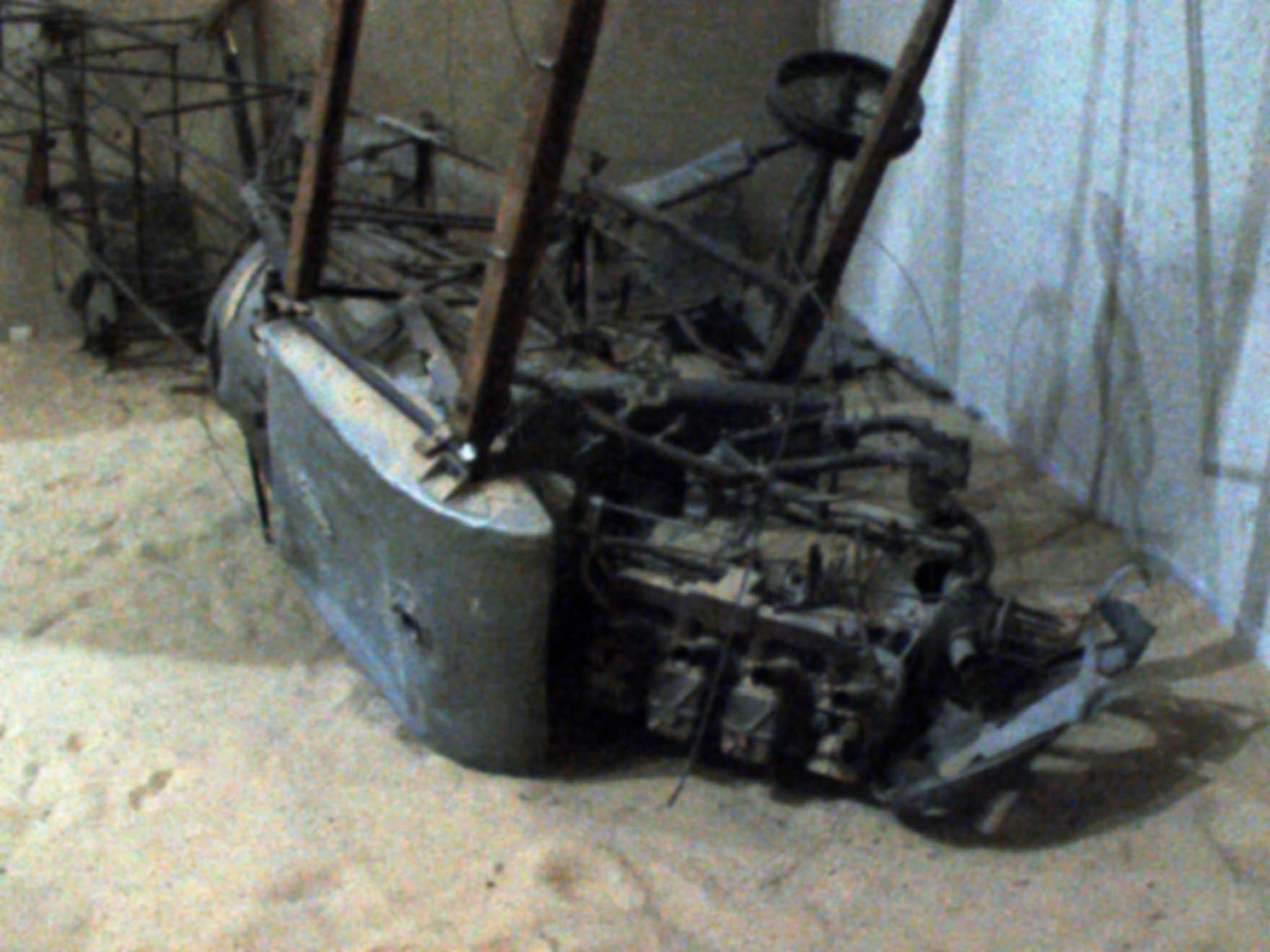
آهن‌پاره‌های باقی مانده از هواپیمای بیل لنکستر به نام ساترن کراس مینور.

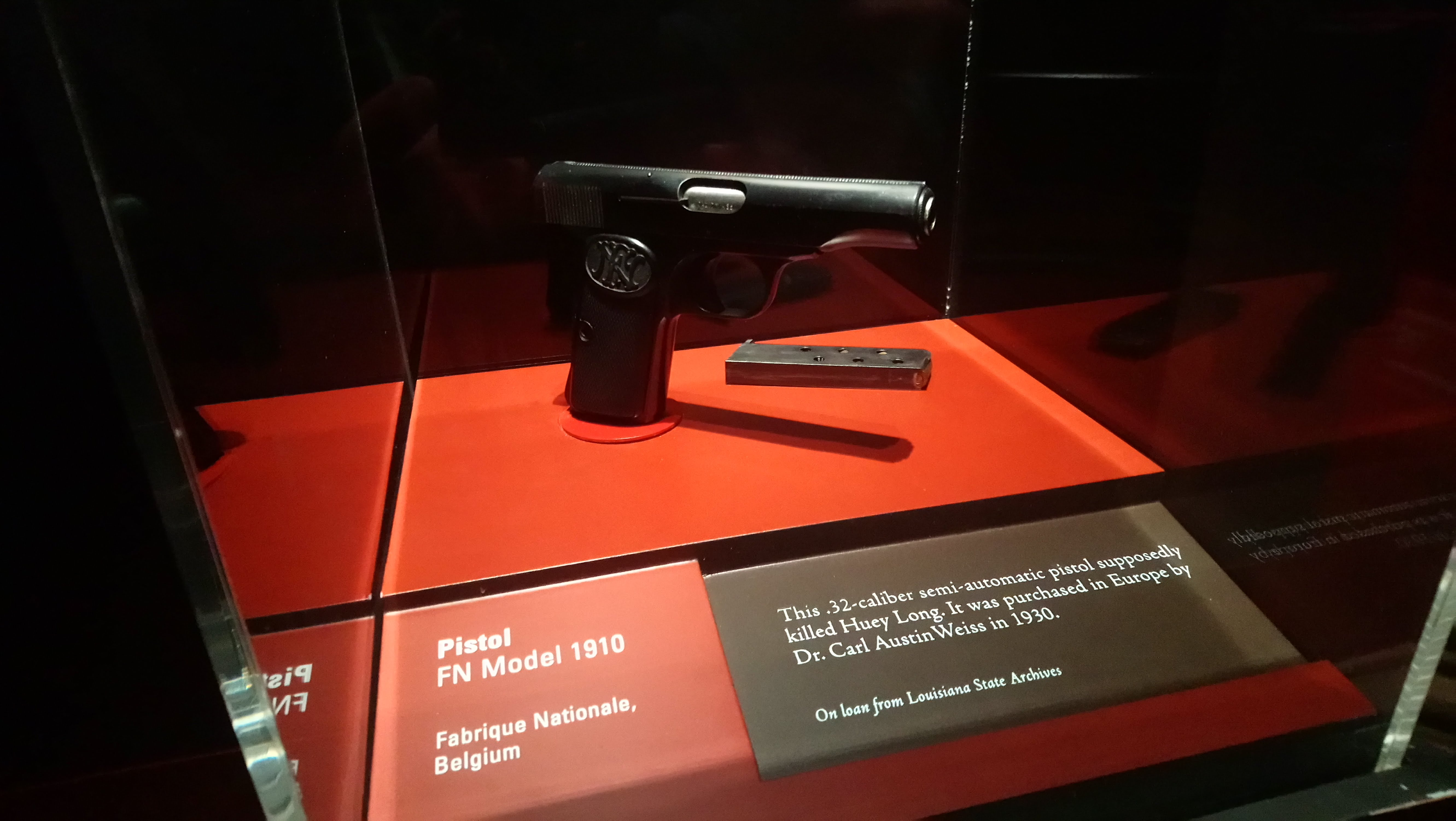
تپان‌چه‌ای که گمان می‌رود با آن هوی لانگ به قتل رسیده باشد.

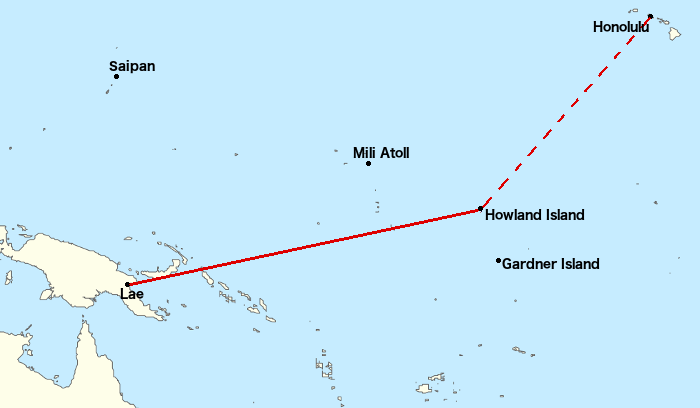
آملیا ارهارت و هواپیمایش که در اقیانوس آرام ناپدید شدند؛ در حالی که تلاش داشت سفری به دور دنیا انجام دهد. گفته می‌شود وی ابتدا به اقیانوس برخورد کرده و سپس مرده‌است.

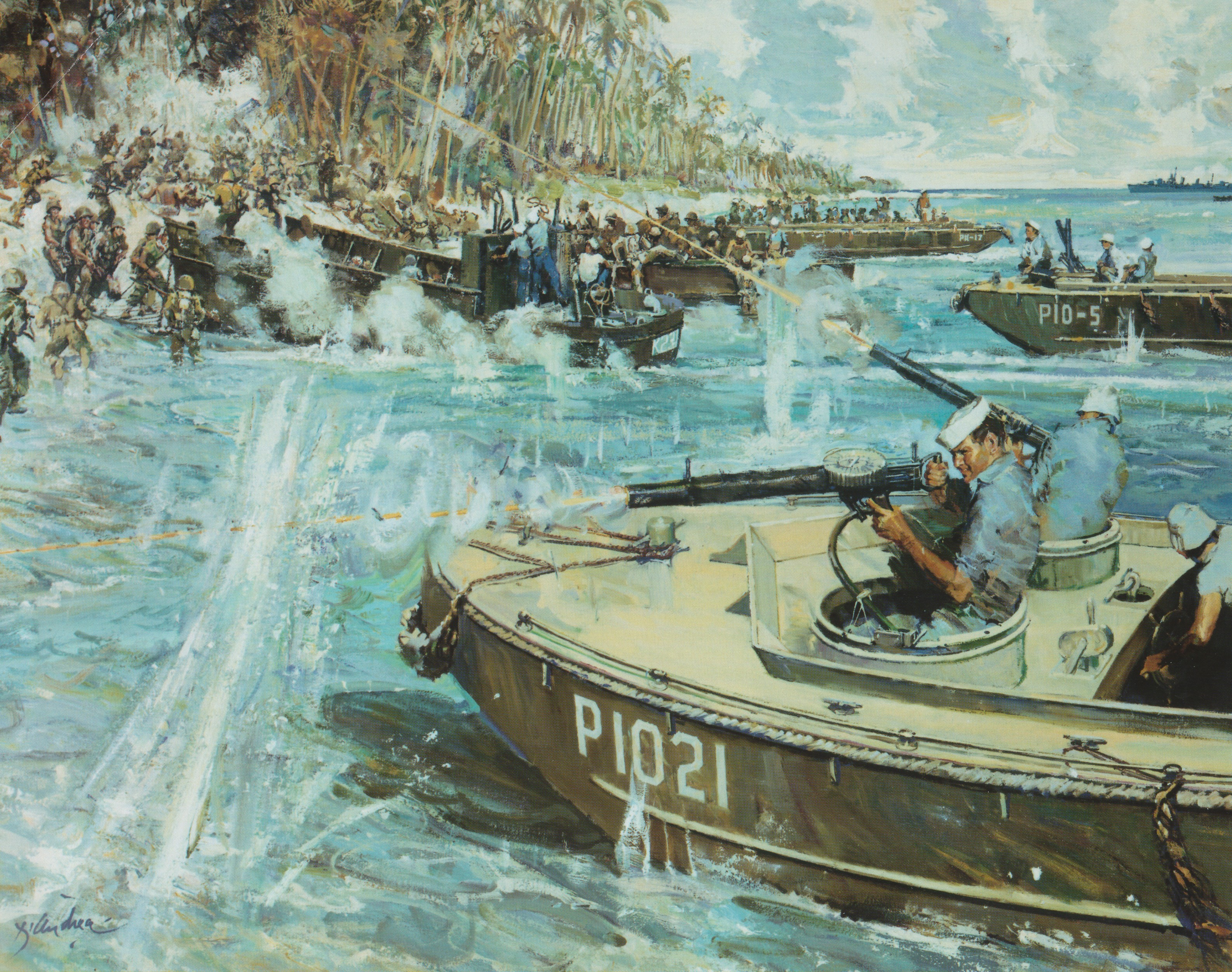
داگلاس اِی. مونرو در حال پوشش عقب‌نشینی هفتمین گروه تکاوران در نبرد گوادال‌کانال (۱۹۸۹) اثر برنارد داندریا.

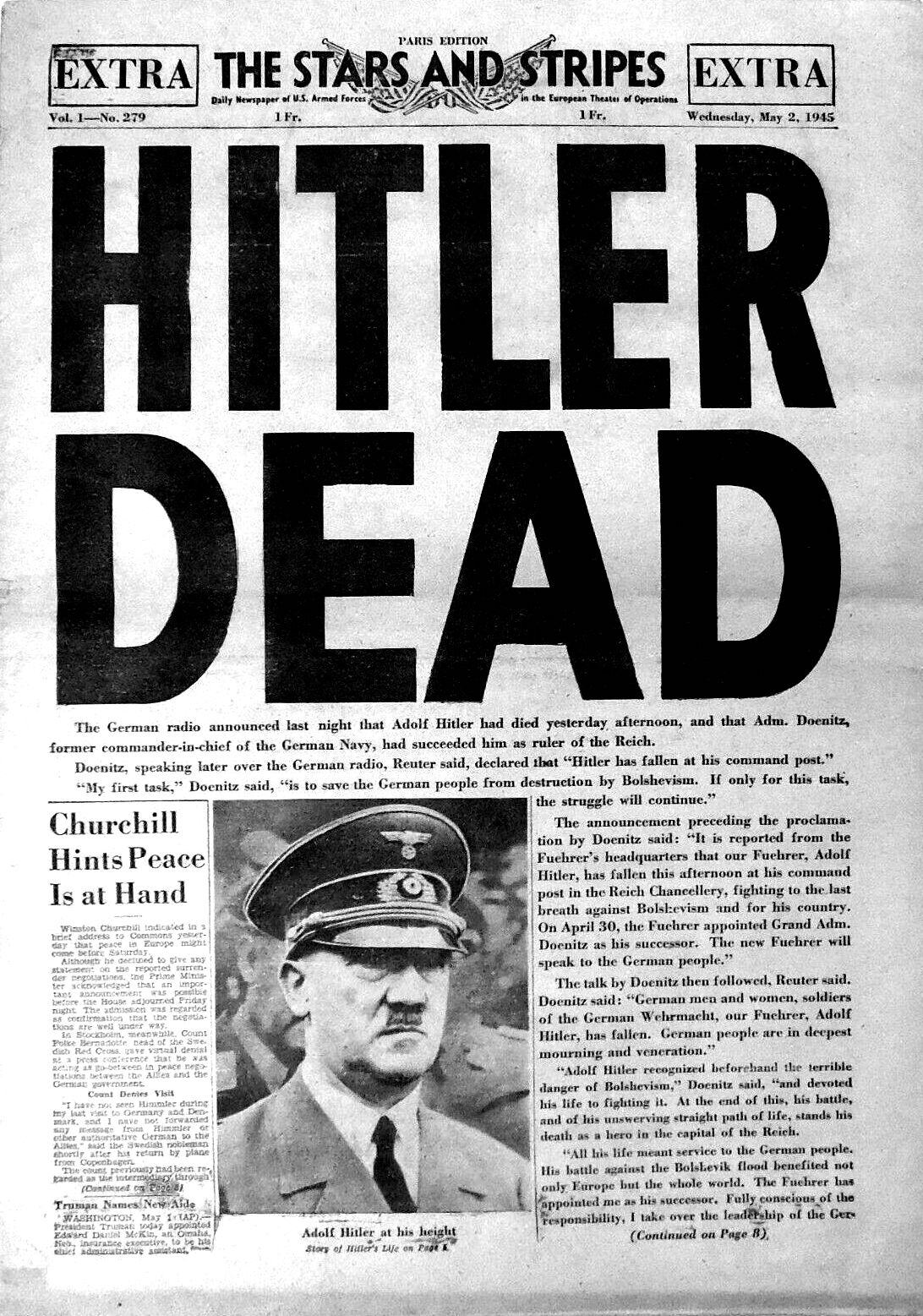
آدولف هیتلر که در جنگ جهانی دوم بازنده شده بود، برای آن‌که به سدت دشمن نیفتد، اقدام به خودکشی کرد.

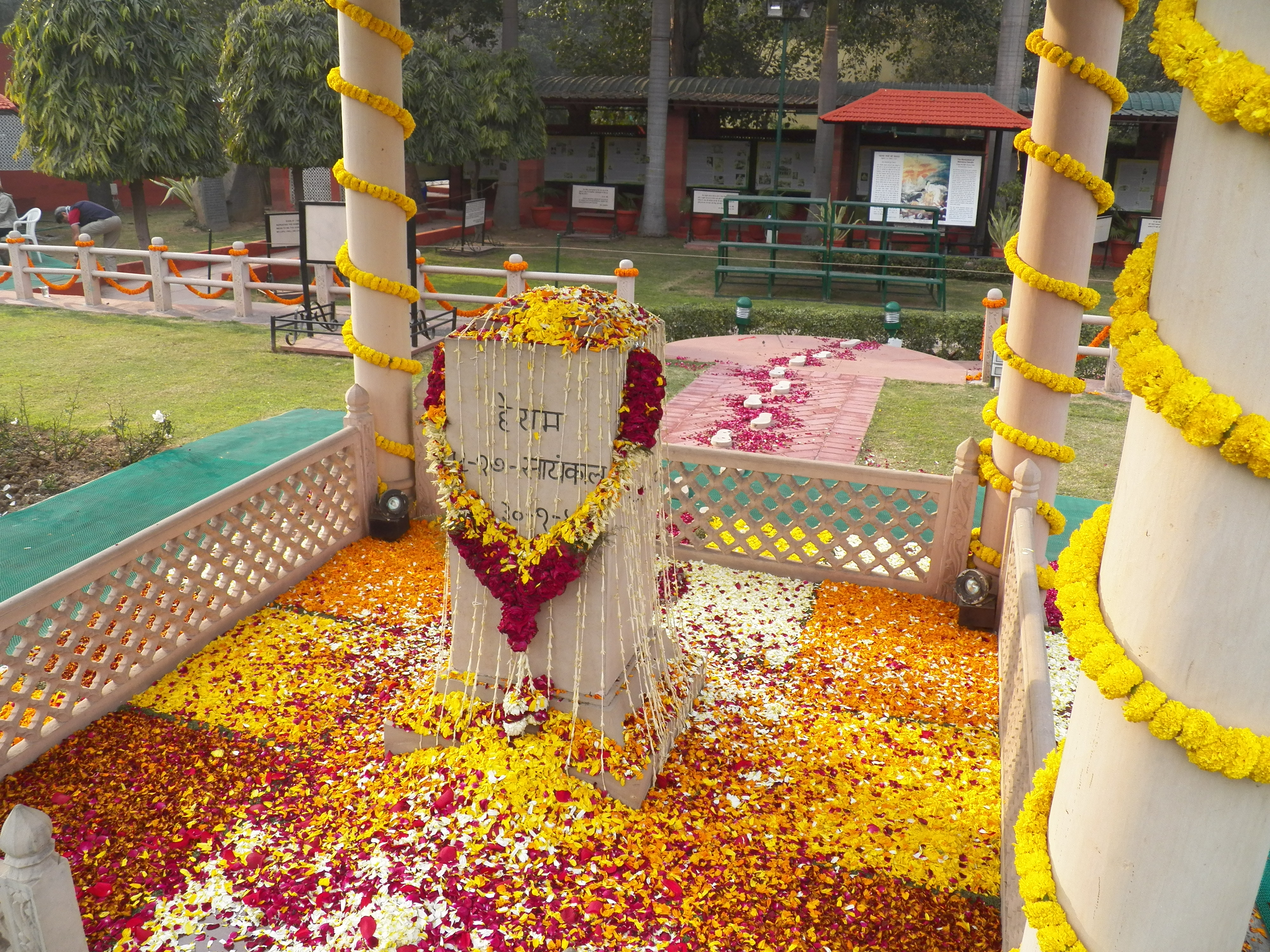
یادبودی در مکان قتل گاندی.

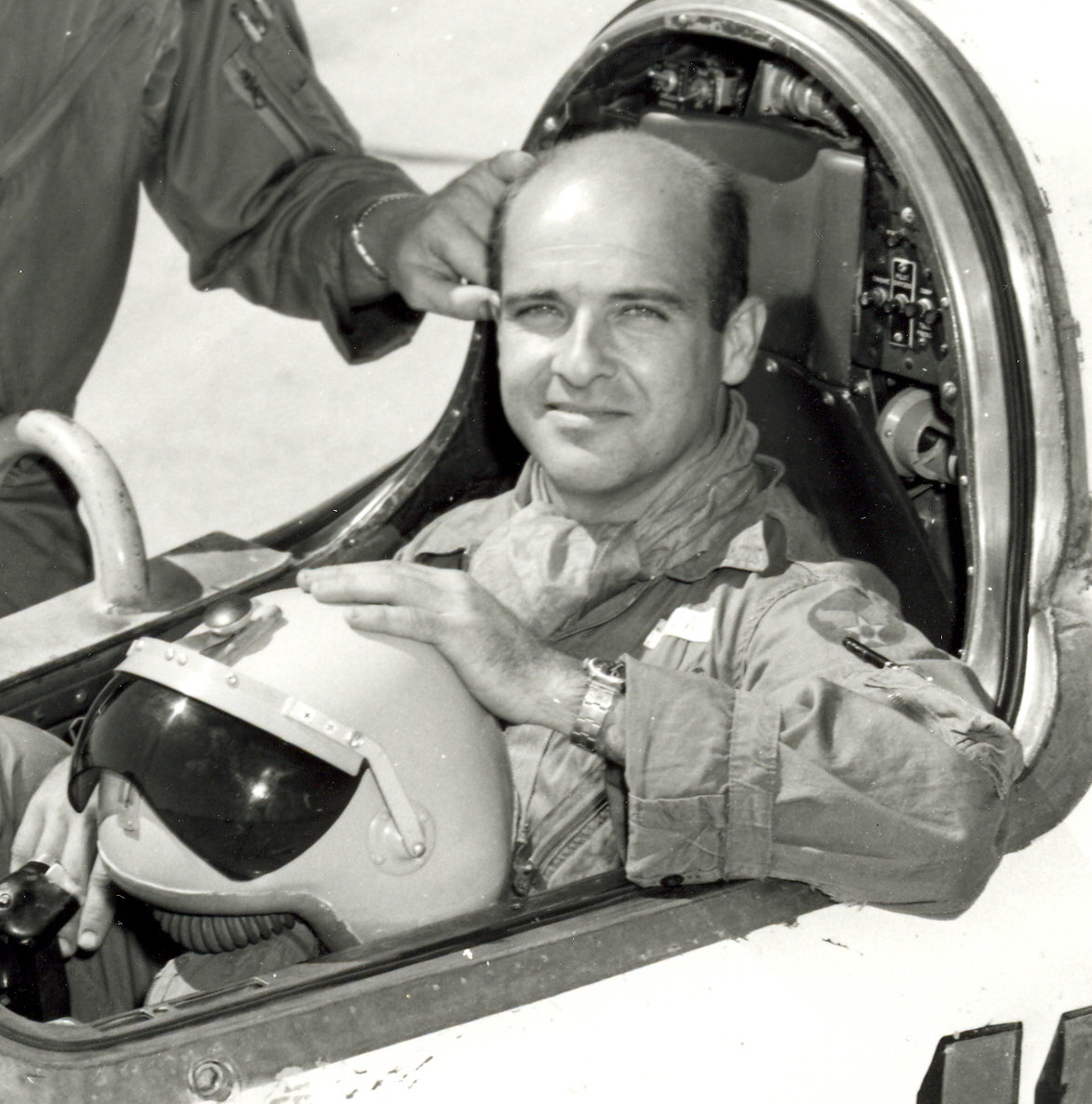
میلبورن جی. اپت در اتاقک بل ایکس-۲.

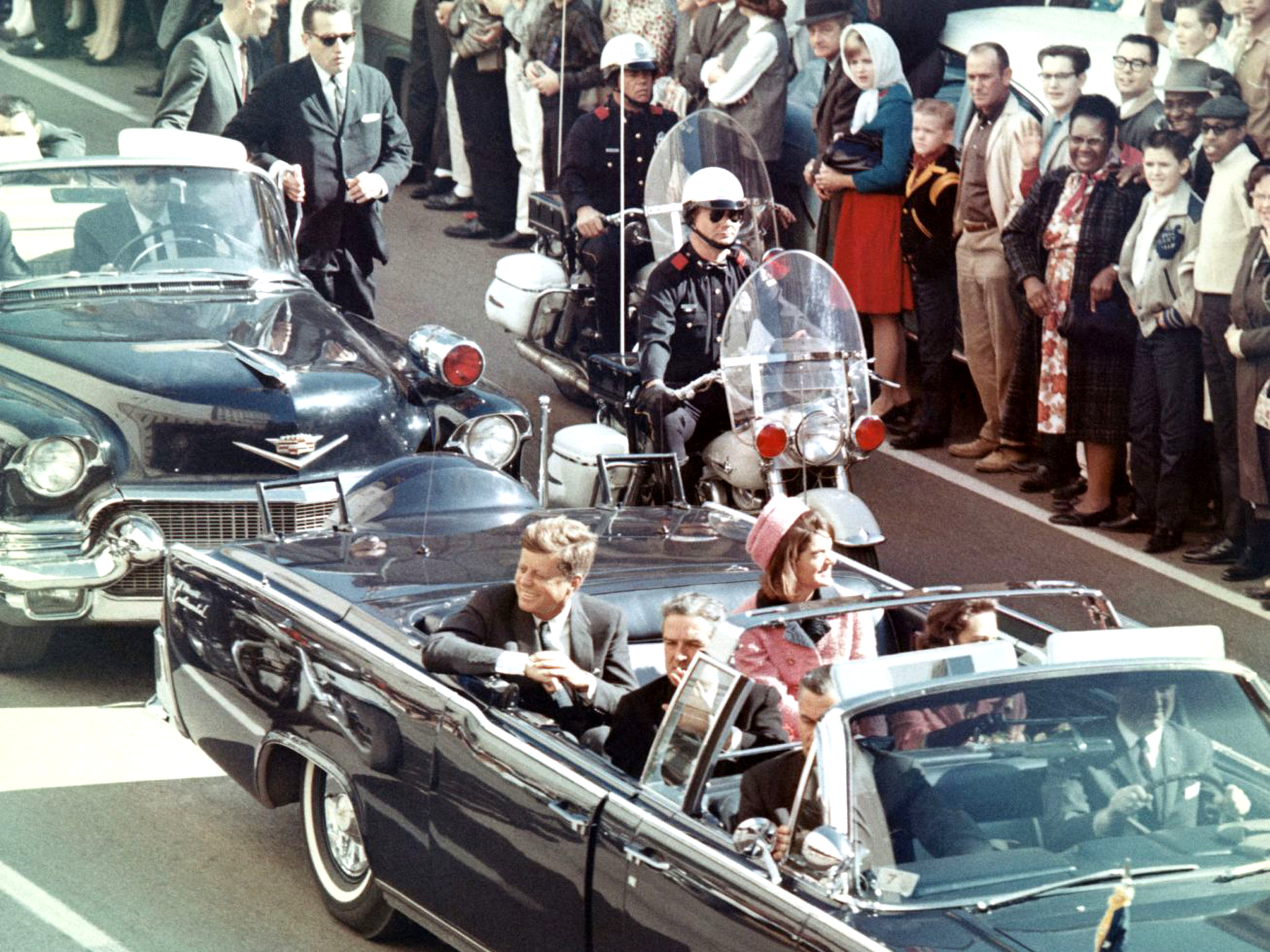
جان اف. کندی، رئیس‌جمهور ایالات متحده آمریکا که در میان کاروانی از اتومبیل‌ها در شهر دالاس ترور شد. این نگاره چند دقیقه پیش از شلیک به وی گرفته شده‌است.

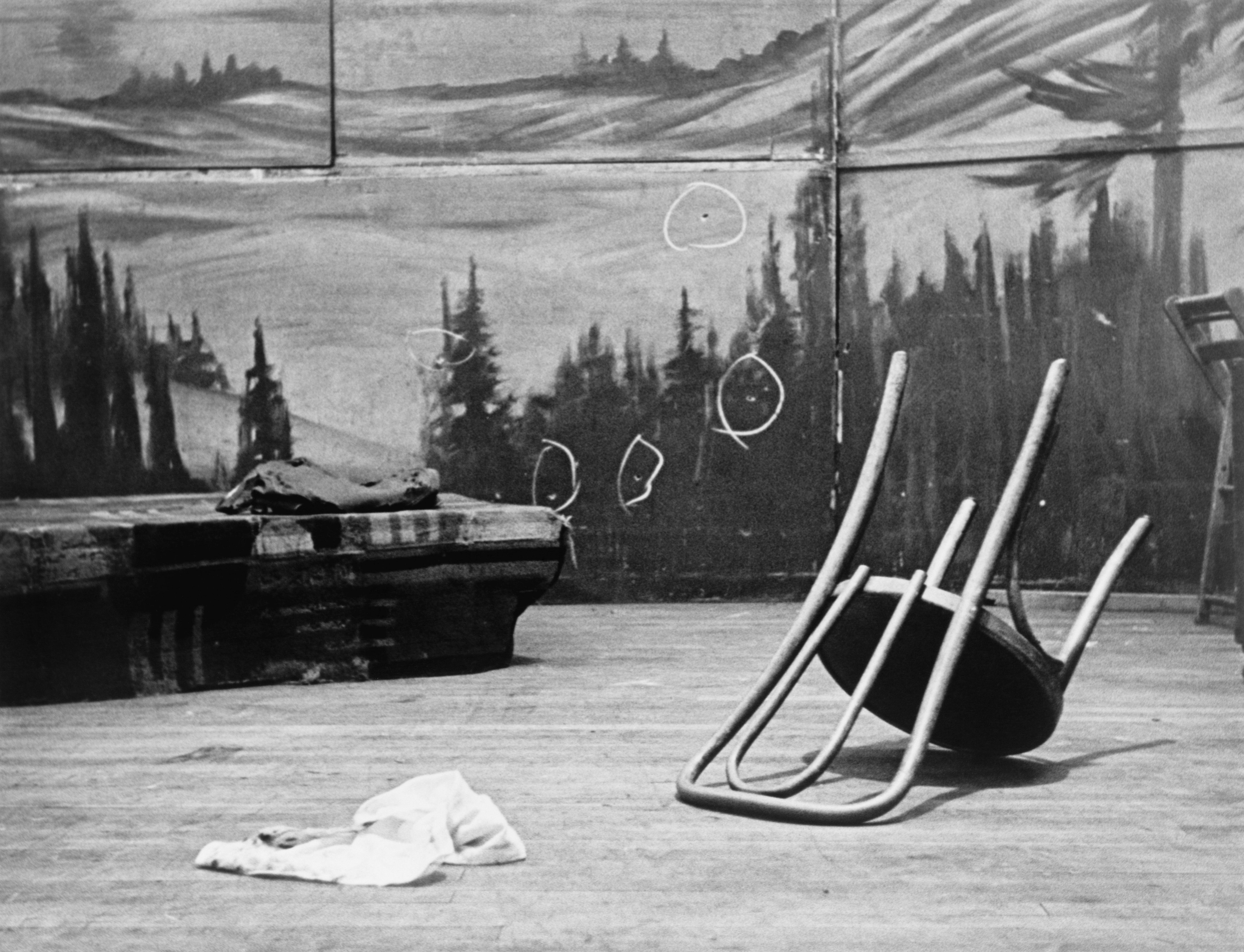
آثار گلوله در پشت صحنه جایی که مالوک ایکس ترور شد.

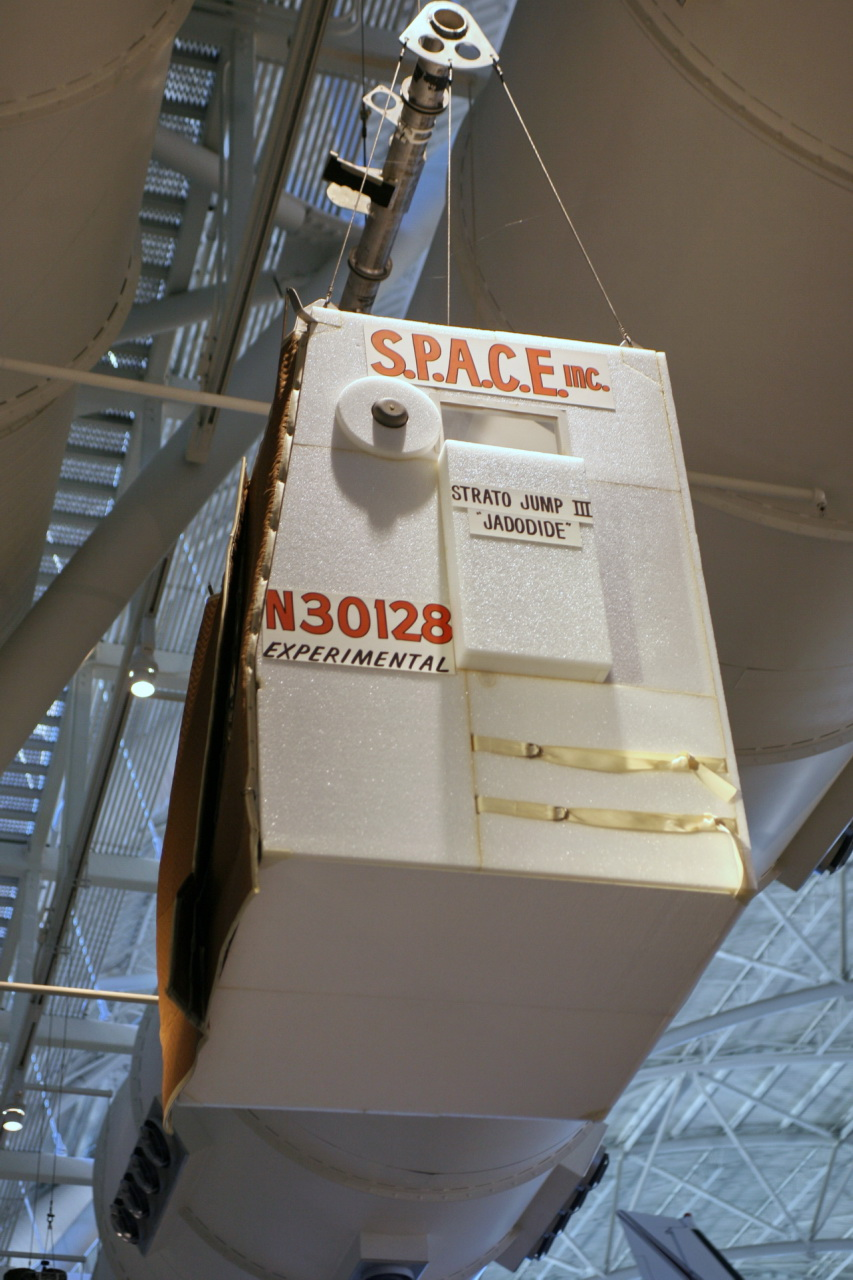
استراتو جامپ ۳ گاندولا در موزه هوافضای آموزشگاه اسمیثسونیون.

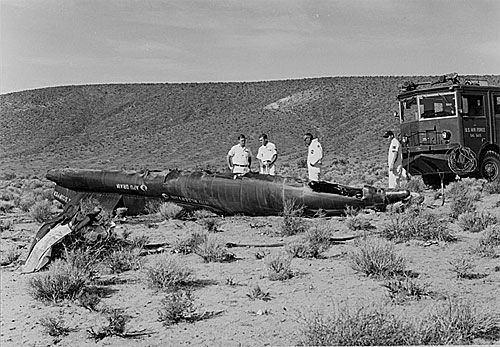
لاشه باقی مانده از هواپیمای ایکس-۱۵ متعلق به جی. آدامز.

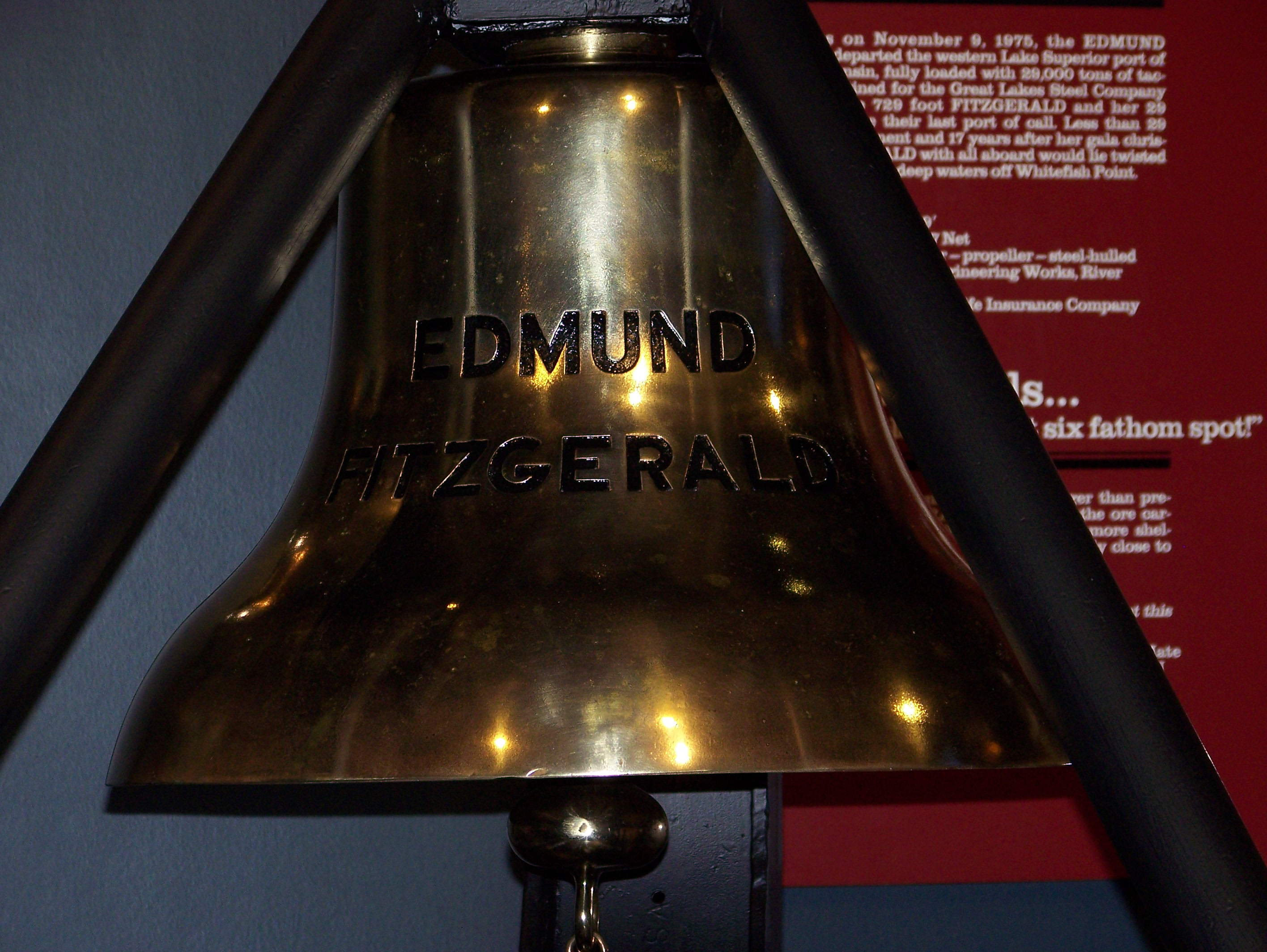
ناقوس کشتی اس‌اس ادموند فیتزجرلاد, که به سال ۱۹۵۵ از لاشه کشتی بازیابی شد.

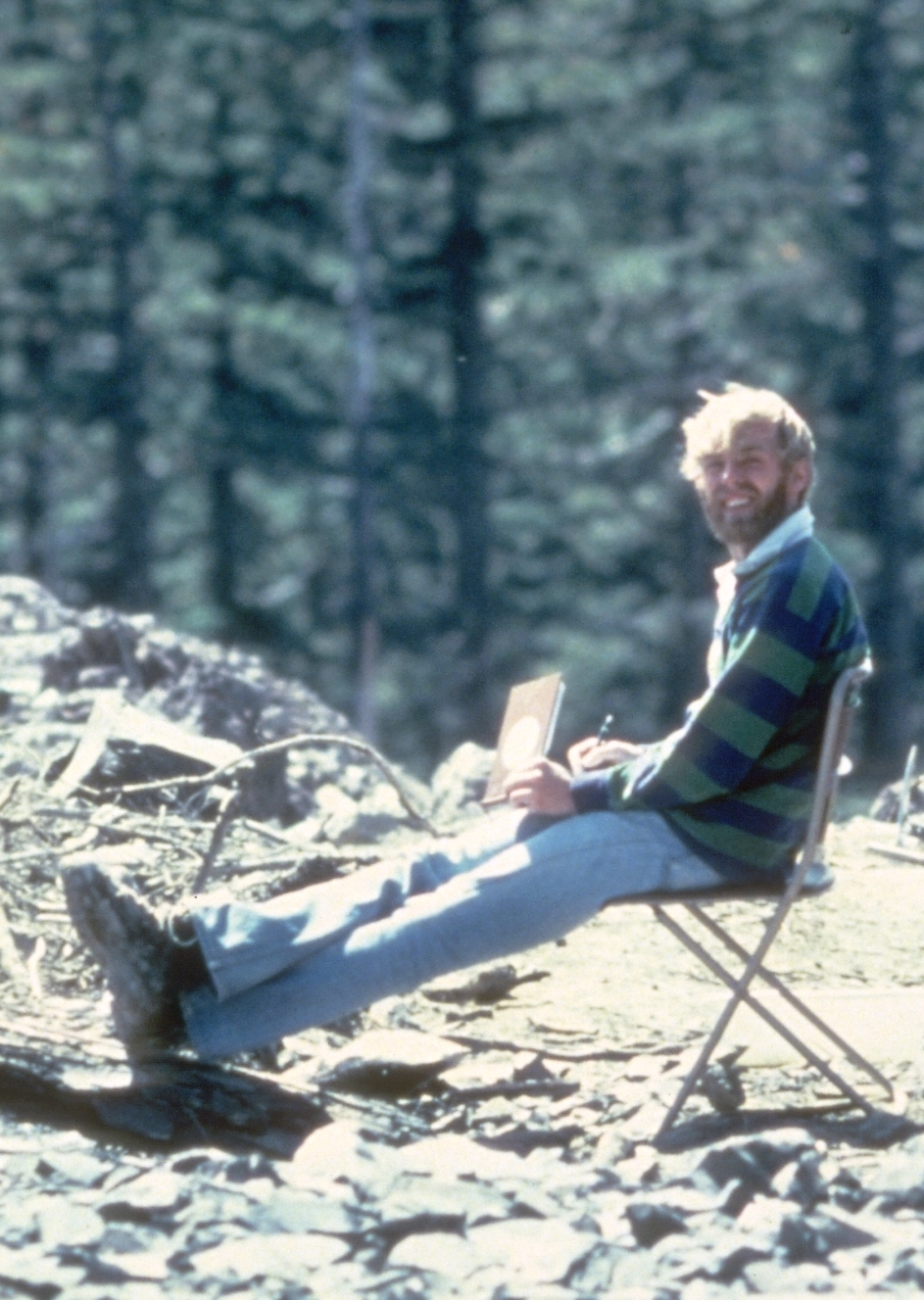
نگاره دیوید اِی. جانستون که ۱۳٫۵ ساعت پیش از مرگش از وی گرفته شده‌است.

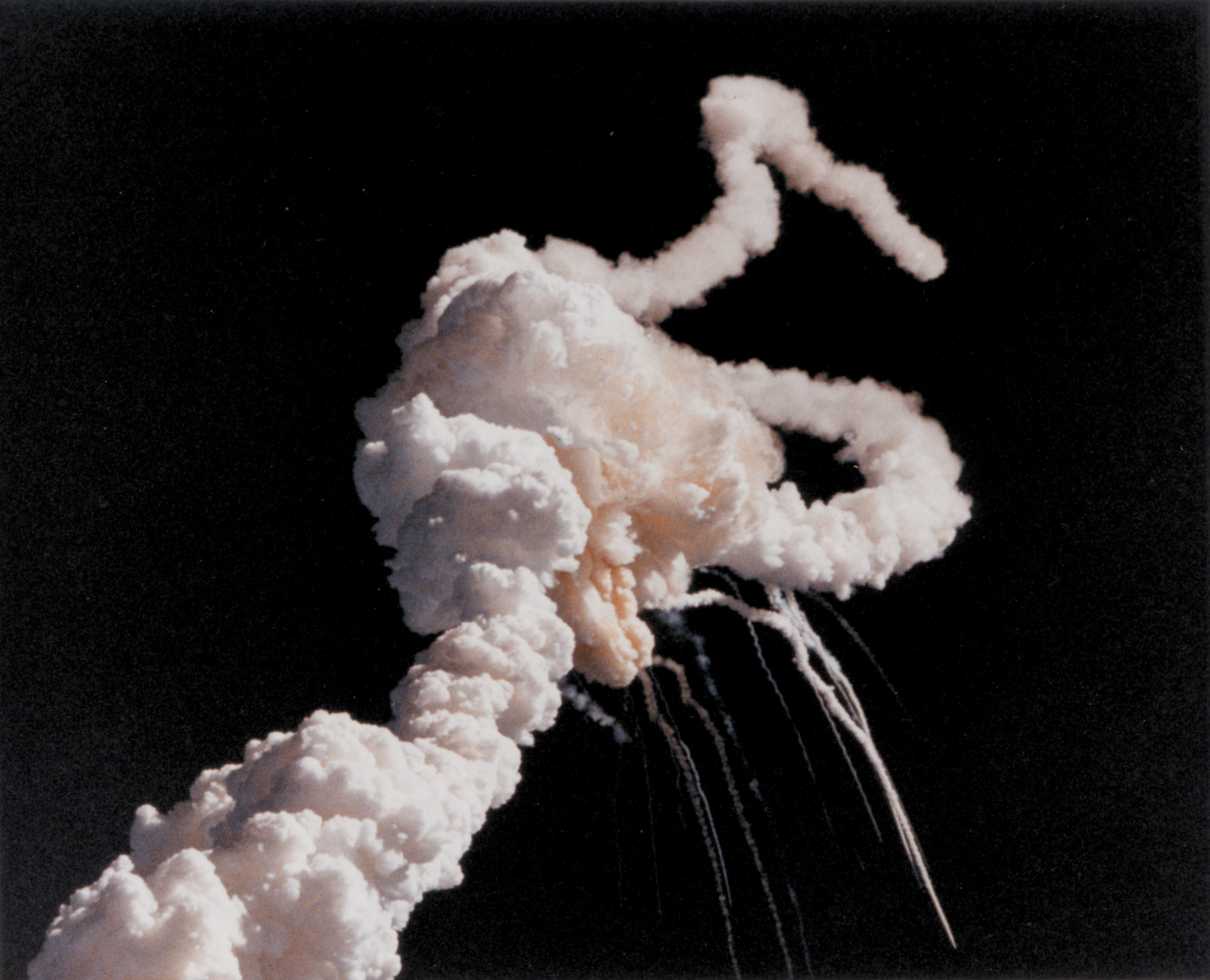
نابودی شاتل فضایی چلنجر.

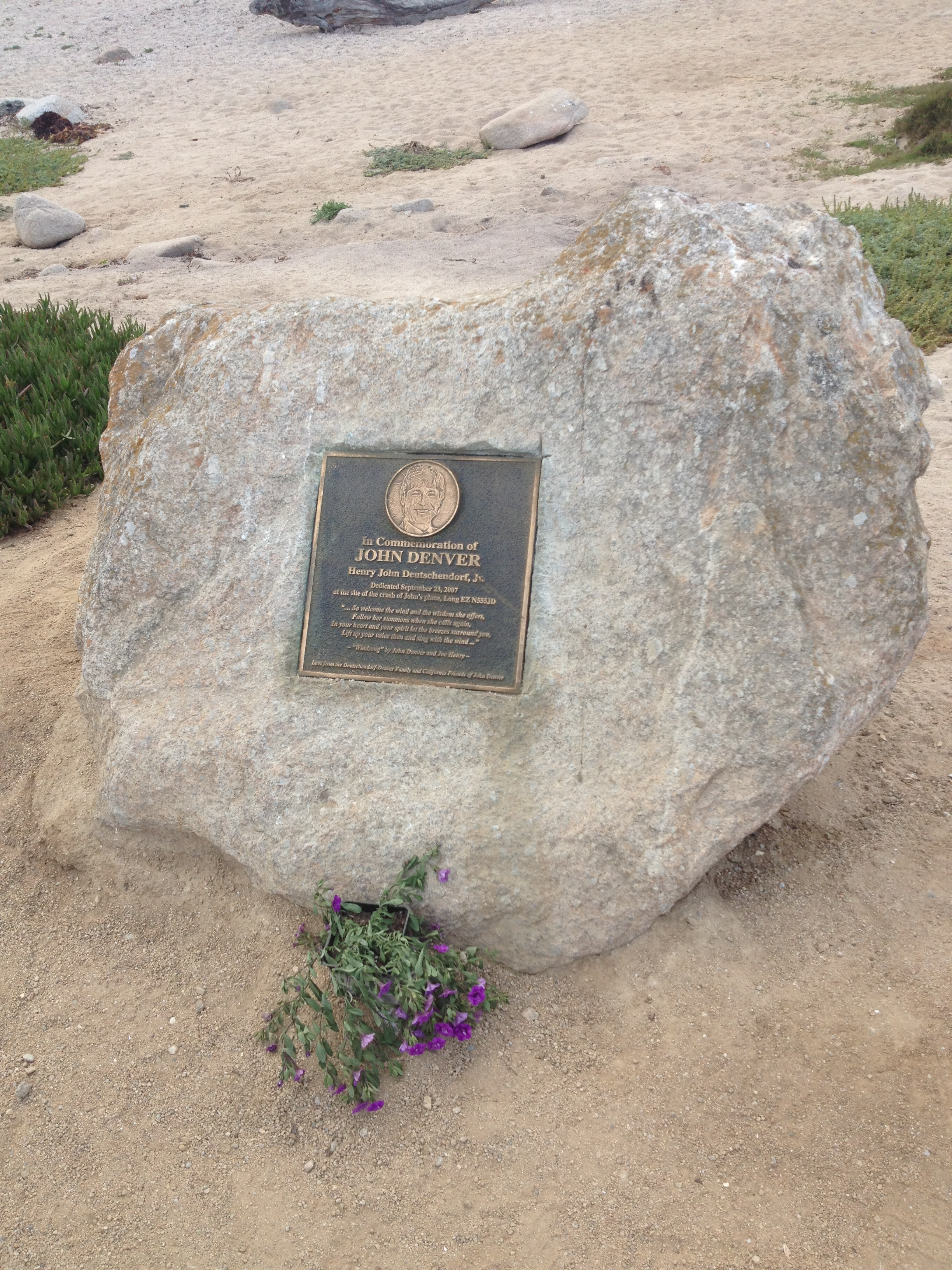
تابلو نشان‌گر محل سقوط هواپیمای جان دنوِر در پاسیفیک گروو، کالیفرنیا.

«بِرتی.»
— ملکه ویکتوریا، ملکه انگلیس (۲۲ ژانویه سال ۱۹۰۱ میلادی) که وارث و بزرگ‌ترین پسرش ادوارد هفتم را صدا زد.
«دکترها این‌جا هستند؟ دکتر، شش‌هایم…»
— بنجامین هریسون، رئیس‌جمهور ایالات متحده آمریکا (۱۳ مارس سال ۱۹۰۱ میلادی), که به سبب سینه‌پهلو جان باخت.
«خدانگه‌دار همگی، خدانگه‌دار. این مشیت الهی است. هر آنچه او بخواهد انجام خواهد شد.»
— ویلیام مک‌کینلی، رئیس‌جمهور ایالات متحده آمریکا (۱۴ سپتامبر سال ۱۹۰۱ میلادی), که پس از ترور شدنش در روز ششم سپتامبر این جمله‌ها را گفت.
«خیلی کم انجام شده، کارهای زیادی مانده.»
— سسیل رودز، بازرگان و سیاستمدار انگلیسی (۲۶ مارس سال ۱۹۰۲ میلادی)
«آلفرد، دست چک را آوردی؟»
— ساموئل باتلر، نویسنده انگلیسی (۱۸ ژوئن سال ۱۹۰۲ میلادی)
«مدت بسیاری از آخرین باری که شامپاین خوردم می‌گذرد.»
("Давно я не пил шампанского...")
— آنتون چخوف، نویسنده و نمایش‌نامه‌نویس روسی (۱۵ ژوئیه سال ۱۹۰۴ میلادی), که به همسرش اولگا این را گفت.
«برعکس!»
("Tvertimod!")
— هنریک ایبسن، نمایش‌نامه‌نویس نروژی (۲۳ مه سال ۱۹۰۶ میلادی), به خدمتکارش که گفته بود حالش رو به به‌بود است، این را گفت.
«دکتر، تو علم داری، من ایمان.»
— دمیتری مندلیف، شیمی‌دان روسی (۲ فوریه سال ۱۹۰۷ میلادی)
«خلاف همه چیز، من به خواب می‌روم؛ چراغ‌ها را خاموش کنید.»
— توماس بیلی آلدریچ، نویسنده و ویرایش‌گر آمریکایی (۱۹ مارس سال ۱۹۰۷ میلادی)
«بسیار تلاش کردم کار درست را انجام دهم.»
— گروور کلیولند، رئیس‌جمهور ایالات متحده آمریکا (۲۴ ژوئن سال ۱۹۰۸ میلادی), به همسرش فرانسیس فالسوم کلیولند پرستون
«حالم به اندازه یک دهم ابروی یک پشه به‌تر است.»
— Joel Chandler Harris, نویسنده و مردم‌شناس آمریکایی (۳ ژوئیه سال ۱۹۰۸ میلادی), که در پاسخ به پرسش حالتان چه طور است، این را گفت.
«هرگز دیگر اجازه ندهید یک زن قدرت کشور را در دست بگیرد… [و] مواظب باشید نگذارید خواجه‌ها در امور دولت دخالت کنند.»
— تزی شیء، حاکم بالفعل چین (۱۵ نوامبر سال ۱۹۰۸ میلادی)
«دکتر، رابطه‌ات را با آن زن تمام کن!»
— فردریک رمینگتون، هنرمند آمریکایی (۲۶ دسامبر ۱۹۰۹), پیش از عمل آپاندکتومی; وی پس از عمل به سبب التهاب صفاق جان باخت.
«عینکم را بدهید.»
— مارک توین، نویسنده آمریکایی (۲۱ آوریل سال ۱۹۱۰ میلادی), به دخترش Clara|کلارا
«بله، دربارهٔ آن شنیده‌ام. خیلی خوش‌حالم.»
— ادوارد هفتم، پادشاه انگلیس (۶ مه سال ۱۹۱۰ میلادی), پس از آن‌که جرج پنجم به وی گفت یکی از اسب‌هایش برنده شده، این را گفت.
«سایه‌بان‌ها را کنار بزنید؛ نمی‌خواهم در تاریکی به خانه بروم.»
— او. هنری، نویسنده آمریکایی (۵ ژوئن سال ۱۹۱۰ میلادی), به یک پرستار بیمارستان
«بلندتر. همیشه بلندتر.»

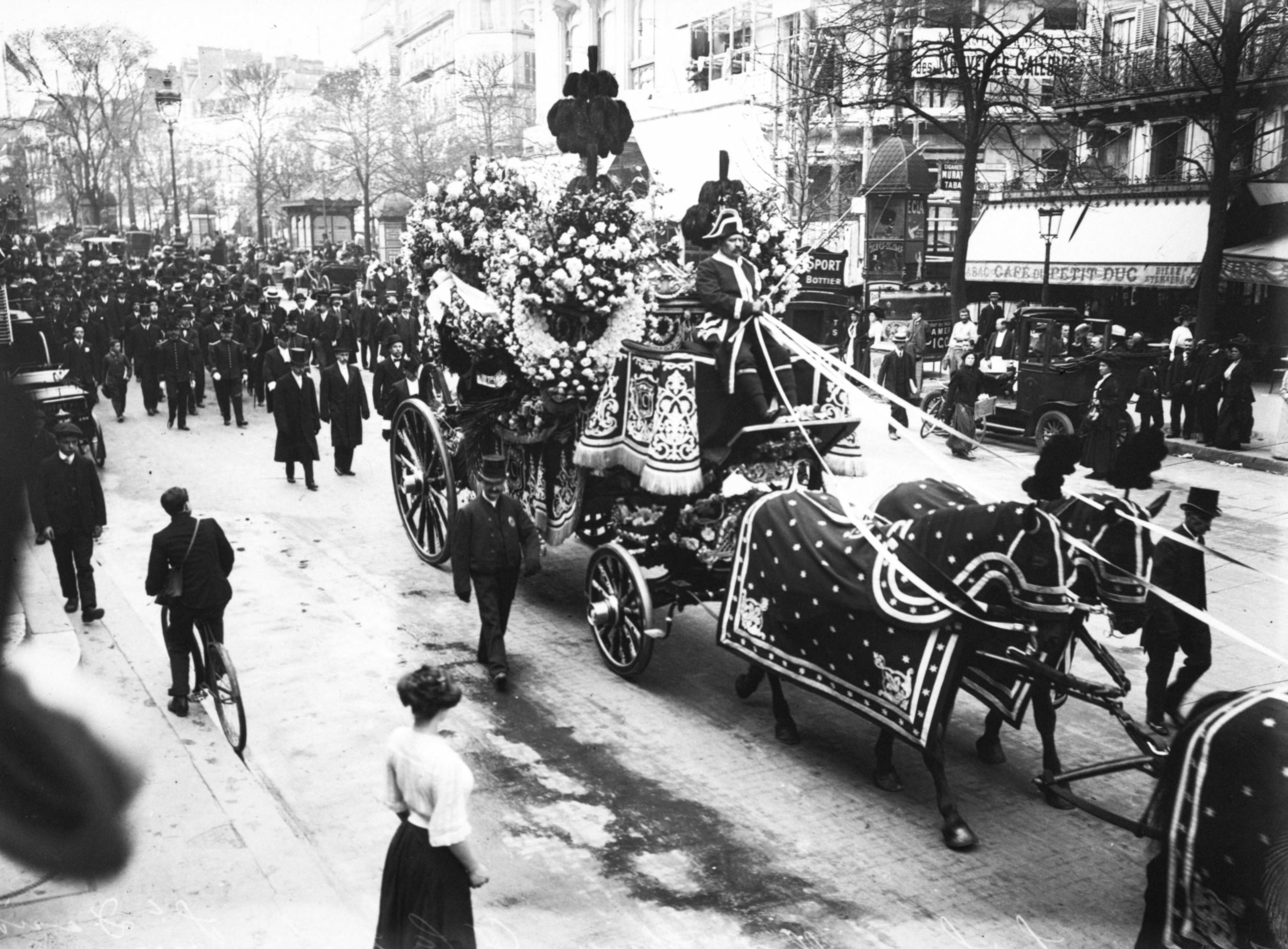
خاک‌سپاری خورخه چاوز در پاریس.

("Arriba. Siempre arriba.")
— Jorge Chávez, خلبان پرویی (۲۷ سپتامبر سال ۱۹۱۰ میلادی), پس از مجروح شدنش در یک سانحه هوایی این را گفت.
«این‌طور مردن، احمقانه است… و سبب شادی آدم‌های رذل بسیاری را فراهم می‌آورد!… در همین امشب، ماگالهائس، می‌توانستم برای جمهوری بمیرم!»
("Morrer assim é estúpido… E há tanto malandro que ia ficar radiante!… Esta noite, Magalhães, podia eu morrer pela República!")
— Miguel Bombarda, روان‌پزشک پرتغالی (۳ اکتبر سال ۱۹۱۰ میلادی) (۳ اکتبر ۱۹۱۰), پس از آن‌که توسط یک بیمار روانی به ضرب گلوله زخمی شد، این را گفت.
«اما دهقان‌ها… دهقان‌ها چه طور می‌میرند؟»
— لئو تولستوی، نویسنده روسی (۲۰ نوامبر سال ۱۹۱۰ میلادی), به یک نگهبان ایستگاه که در خانه وی از دنیا رفت، این را گفت.
"ولفگانگ آمادئوس موتسارت!"
— گوستاو مالر، آهنگ‌ساز اتریشی (۱۸ مه سال ۱۹۱۱ میلادی)
«دستانت را روی شانه‌هایم بگذار و تقلا نکن.»
— دابلیو. اس. گیلبرت، نمایش‌نامه‌نویس و اپرانویس انگلیسی (۲۹ مه سال ۱۹۱۱ میلادی), که در حال نجات روبی پریس ۱۷ ساله از غرق شدن که به‌طور اتفاقی سبب سکته قلبی و در نتیجه مرگ خودش شد، این را گفت.
«یک پیک دیگر، لطفاً.»
— Jack Daniel, بازرگان الکل آمریکایی (۱۰ اکتبر سال ۱۹۱۱ میلادی)
«دارم می‌روم بیرون و ممکن است کمی طول بکشد.»
— لارنس اوتس، گردش‌گر جنوب‌گان اهل انگلیس (۱۷ مارس سال ۱۹۱۲ میلادی), پیش شاز بریون آمدن از چادر و ورودش به کولاک به همراه گروه اعزامی ترا نووا
«خانم‌ها مقدم هستند… وارد قایق نجات شو تا مرا خوش‌حال کنی… خدانگه‌دار، عزیزم. بعداً می‌بینمت.»
— جان یعقوب آستور چهارم، بازرگان آمریکایی (۱۵ آوریل سال ۱۹۱۲ میلادی), در حالی که هنوز سوار کشتی آرام‌اس تایتانیک بود و همسر باردارش داشت سوار قایق نجات می‌شد، این را گفت.
«خب پسرها، همه تلاشتان را برای زنان و کودکان بکنید و مراقب خود باشید.»
— ادوارد اسمیت، ملوان کشتی آرام‌اس تایتانیک (۱۵ آوریل سال ۱۹۱۲ میلادی), که پیش از غرق شدن کشتی آرام‌اس تایتانیک هنوز در حال دادن دستور به خدمه بوده‌است.
«آرام تاب بخور، شاریوت عزیز.»
— هریت تابمن، کنش‌گر و انسان‌گرای آمریکایی (۱۰ مارس سال ۱۹۱۳ میلادی)
«چیزی نیست… چیزی نیست…»
("Es ist gar nichts... es ist gar nichts...")
— آرشیدوک فرانتس فردیناند، اتریش-مجارستان (۲۸ ژوئن سال ۱۹۱۴ میلادی), در راه بیمارستان و پس از ترورش توسط گاوریلو پرنسیپ این جمله‌ها را گفت.
«هولو.»
— Rupert Brooke, شاعر انگلیسی (۲۳ آوریل سال ۱۹۱۵ میلادی), به William Denis Browne, که وی را در بستر مرگ بادید می‌کرد.
«چرا ترس از مرگ؟ مرگ تنها یک ماجراجویی زیباست.»
— Charles Frohman, مدیر و تولیدکننده تئاتر آمریکایی (۷ مه سال ۱۹۱۵ میلادی), که گفته پیتر پن را پیش از مرگش در the sinking of the RMS Lusitania دگرگویی کرد.
«خب، امپراتوری آلمان ما را پیدا کرده‌است. یک‌هوا از آنچه فکر می‌کردم بدتر هستند.»
— البرت هابرد، نویسنده و دارنده انتشاراتی اهل آمریکا (۷ مه سال ۱۹۱۵ میلادی), پیش از مرگش به همراه همسرش آلیس در sinking of the RMS Lusitania.
«به نظر می‌آید دیگر چیزی برای انجام دادن وجود نداشته باشد.»
— Alice Moore Hubbard, نویسنده و زن‌گرای آمریکایی (۷ مه سال ۱۹۱۵ میلادی), پیش از مرگش همراه با البرت هابرد در sinking of the RMS Lusitania
«آن سیگار لعنتی را خاموش کن!»
— ساکی (هکتور هیو مونرو), نویسنده انگلیسی (۱۴ نوامبر سال ۱۹۱۶ میلادی), پیش از کشته شدنش توسط یک تک‌تیرانداز آلمانی در میانه نبرد آنکر
«لطفاً آن چراغ را خاموش کن، جیمز.»
— تئودور روزولت، رئیس‌جمهور و دارنده نشان افتخار (۶ ژانویه سال ۱۹۱۹ میلادی), به خدمت‌کار خانوادگی‌اش، جیمز اموس.
«خدانگه‌دار، تا بهشت!»
("Adeus, até ao Céu!")
— Saint Francisco Marto, صوفیما فتیمای اهل پرتغال (۴ آوریل سال ۱۹۱۹ میلادی), به خواهرزاده‌اش Lúcia
«اکنون می‌توانیم از ماسه‌های روان عبور کنیم.»
— ال. فرانک باوم، نویسنده آمریکایی (۵ مه سال ۱۹۱۹ میلادی), که به یک مکان خیالی در رمان جادوگر شهر اوز اشاره دارد.
«اشکالی ندارد، خوب است برای کشورمان بمیریم.»
("אין דבר, טוב למות בעד ארצנו")
— Joseph Trumpeldor, کنش‌گر صهیونست یهودی (۱ مارس سال ۱۹۲۰ میلادی), در میانه نبرد تل‌های
«حالم خوب است. به میس بگویید نگران نباشد… حلقه… حلقه کِیتی.»
— Ray Chapman, بازیکن بیس‌بال آمریکایی (۱۷ اوت سال ۱۹۲۰ میلادی), با اشاره به دست‌بند ازدواجش و پراتب‌گر فوت‌بال آمریکایی که وی را به شدت مجروح کرده بود.
«یک روز، هنگامی که کارها برای نتر دم سخت شود، از پسرها بخواهید بروند آن‌جا و یک بازی را به خاطر گیبر ببرند.»
— George Gipp, بازیکن فوتبال آمریکایی (۱۴ دسامبر سال ۱۹۲۰ میلادی), به کنات راکن در حال مرگ بر اثر سینه‌پهلو این را گفت.
«نه.»
(بیان 'نه' به زبان اشاره)
— الکساندر گراهام بل، مخترع آمریکایی-اسکاتلندی (۲ اوت سال ۱۹۲۲ میلادی), در پاسخ به همسر ناشنوایش مبل که گفته بود: "مرا ترک نکن"، این را گفت.
«فکر می‌کردم این‌جا زیباترین نقطه دنیا باشد و حالا مطمئن شدم.»
— W. P. Ker, مدرس ادبیات اسکاتلندی (۱۷ ژوئیه سال ۱۹۲۳ میلادی), به همراهش Pizzo Bianco پیش از حمله قلبی در حال پیاده‌رویشان.
«خوب است. ادامه بده، بیش‌تر بخوان.»
— وارن جی. هاردینگ، رئیس‌جمهور ایالات متحده آمریکا (۲ اوت سال ۱۹۲۳ میلادی), به همسرش، فلورنس هاردینگ، که در حال مطالعه یک مقاله از ستردی ایونینگ پست که دربارهٔ وی نیز بود، این را گفت.
«سگ خوب.»
("Вот собака.")
— ولادیمیر لنین، دولت‌مرد و انقلابی کمونیست روسی (۲۱ ژانویه سال ۱۹۲۴ میلادی), به سگش که یک پرنده مرده را برایش آورده بود، این را گفت.
«هر وقت ماشین‌آلات خراب شد… من آماده‌ام.»
— وودرو ویلسون، رئیس‌جمهور ایالات متحده آمریکا (۳ فوریه ۱۹۲۴)
«مرا بکش، یا در غیر این صورت، تو یک قاتل هستی!»
— فرانتس کافکا، نویسنده آلمانی زبان اهل بوهمیا (۳ ژوئن سال ۱۹۲۴ میلادی), که از پزشکش مرفین بیش‌تر می‌خواست در حالی که داشت بر اثر بیماری سل جان می‌داد.
«شما خلی کند هستید… خیلی کند.»
— Floyd Collins, کاشف غار آمریکایی (۱۳ فوریه سال ۱۹۲۵ میلادی), به نجات‌دهنده‌ای که سعی داشت وی را از یک غار در پارک ملی غار ماموت نجات دهد این را گفت.
«حس خوبی ندارم.»
— لوتر بوربانک، گیاه‌شناس آمریکایی (۱۱ آوریل سال ۱۹۲۶ میلادی)
«خدانگه‌دار، دوستان من. به افتخار می‌پیوندم!»
("Adieu, mes amis. Je vais à la gloire!")
— ایزادورا دانکن، رقصنده آمریکایی-فرانسوی (۱۴ سپتامبر سال ۱۹۲۷ میلادی), تنها کمی پیش از مرگش در یک تصادف وحشتناک اتوموبیل.
«آسمان عمیقاً آبی، آفتاب بسی درخشان، شناور جبرانی همه از دست رفتند.»
— هاتورن سی. گری، هوانورد آمریکایی (۴ نوامبر سال ۱۹۲۷ میلادی), واپسین گفته‌اش هنگامی که داشت با بالن رکورد پروازی را می‌شکست.
«چه خبر؟»
— Clarence W. Barron, گزارش‌گر و مدیر بالفعل نشریه وال‌استریت جورنال (۲ اکتبر سال ۱۹۲۸ میلادی)
«اسب چابک من این کار را کرد.»
— Arnold Rothstein, تبه‌کار آمریکایی (۶ نوامبر سال ۱۹۲۸ میلادی), هنگامی که از وی پرسیده شد چه کسی به وی شلیک کرد، این را گفت.
«آن‌که زیباتر است. حالا به جان هم بیفتید.»
— Henry Arthur Jones, نمایش‌نامه‌نویس انگلیسی (۷ ژانویه سال ۱۹۲۹ میلادی), هنگامی که خواهرزاده و پرستارش از وی پرسیدند دوست دارد با کدام‌یک بماند، این را گفت.
«همه چیز اشتباه پیش رفت، دخترم.»
— Arnold Bennett, نویسنده انگلیسی (۲۷ مارس سال ۱۹۳۱ میلادی), به خدمت‌کارش، دُرُتی چِستُن
«خیلی طول کشید… خدانگه‌دار…»
("Wiedersehen...Gruss...")
— Paul Anlauf , فرمانده پلیس آلمانی (۹ اوت سال ۱۹۳۱ میلادی), که توسط اعضای حزب کمونیست آلمان از جمله اریش میلکه
به قتل رسید.
«آن دنیا خیلی زیباست.»
— توماس ادیسون، مخترع آمریکایی (۱۸ اکتبر سال ۱۹۳۱ میلادی), وی همچنین هنگام مرگش صداهایی از خود ایجاد می‌کرد که نمی‌توان معنایی برایشان یافت.
«به دوستانم. / کارم تمام شده‌است. / چرا منتظر باشم؟ / جی.ای.»
— جرج ایستمن، کارآفرین آمریکایی (۱۴ مارس سال ۱۹۳۲ میلادی), که این‌ها را در یادداشت خودکشیش پیش از شلیک به سینه خود نوشت.
«خدانگه‌دار، همگی!»
— هارت کرین، شاعر آمریکایی (۲۷ آوریل سال ۱۹۳۲ میلادی), پیش از پریدن از کشتی تفریحی
«صحنه! موسیقی تند! چراغ‌ها! آماده نمایش پایانی! عالی! نمایش خوبی است. نمایش خوبی است.»
— فلورانز زیگفلد جونیور، مدیر تئاتر برادوِی (۲۲ ژوئیه سال ۱۹۳۲ میلادی)
«صبح به نیکی، رابرت.»
— کالوین کولیج، رئیس‌جمهور ایالات متحده آمریکا (۵ ژانویه سال ۱۹۳۳ میلادی), به یک نجار که در خانه‌اش کار می‌کرد، این را گفت.
«چرا باید با تو صحبت کنم؟ چند لحظه پیش داشتم با رئیس تو صحبت می‌کردم.»
— Wilson Mizner, نمایش‌نامه‌نویس و کارآفرین آمریکایی (۳ آوریل سال ۱۹۳۳ میلادی), به یک کشیش که بر بالین مرگش حاضر شده بود، این را گفت.
«سپیده هشتمین روز دمیده‌است. هنوز هوا خنک است. هیچ آبی برایم باقی نمانده… صبورانه منتظرم. زود بیایید لطفاً. تب دیشب امانم را برید. امیدوارم یادداشت‌هایم به صورت کامل به دستتان بیفتد. Bill."
— بیل لنکستر، هوانورد آمریکایی (۲۰ آوریل سال ۱۹۳۳ میلادی), که این‌ها را روی کارت سوختش نوشت در حالی که بر اثر سانحه سقوط در صحرای بزرگ آفریقا جان می‌سپرد.
«نمی‌خواهم.»
("Je ne le veux pas.")
— ماری کوری، دانشمند لهستانی-فرانسوی (۴ ژوئیه سال ۱۹۳۴ میلادی), پس از آن‌که به وی یک تزریق مسکن پیش‌نهاد شد، این را گفت.
«هنگامی که تمامی سودمند بودن انسان از بین می‌رود، هنگامی که انسان مطمئن می‌شود مرگش نزدیک و اجتناب‌ناپذیر شده‌است، این ساده‌ترین حق او است که بتواند یک مرگ سریع و آسان را به جای یک مرگ دردناک و کند برگزیند.» />
— شارلوت پرکینز گیلمن، نویسنده و انسان‌گرای آمریکایی (۱۷ اوت سال ۱۹۳۵ میلادی), که این‌ها را در یادداشت خودکشی‌اش نوشت.
«متعجبم که چرا به من شلیک کرد؟»
— هوی پی. لانگ، سنتاور آمریکایی (۱۰ سپتامبر سال ۱۹۳۵ میلادی), پس از آنکه به وی شلیک شد، این را گفت.
«مادر بهترین گزینه است.»
— Dutch Schultz, تبه‌کار آمریکایی (۲۴ اکتبر سال ۱۹۳۵ میلادی)
«عینک را بده به من.»
("Dá-me os óculos.")
– فرناندو پسوآ، شاعر پرتغالی (۳۰ نوامبر سال ۱۹۳۵ میلادی), به پرستاری که وی را درمان می‌کرد، این را گفت.
«خدا لعنتت کند!»
— جرج پنجم، پادشاه انگلیس (۲۰ ژانویه سال ۱۹۳۶ میلادی), به یک پرستار در حالی که داشت به وی مسکن می‌داد این را گفت.
«فکر می‌کنم بتوانم انجامش دهم.»
— Richard A. Loeb, قاتل آمریکایی (۲۸ ژانویه سال ۱۹۳۶ میلادی), هنگامی که در زندان ۵۶ بار با تیغ به وی حمله شد، این را گفت.
«قطعاً – خیلی خوب. باید – تکرار کنم – که – روی زمین طلایی.»
— آلفرد ادوارد هاوسمن، شاعر و مدرس کلاسیک انگلیسی (۳۰ آوریل سال ۱۹۳۶ میلادی), به پزشکش که یک لطیفه سکسی برایش تعریف کرده بود، این را گفت.
«همه فرار کردند، همه کارها به انجام رسیده پس مرا بر بالای تل هیزم قرار دهید. جشن تمام شده و چراغ‌ها خاموش شده‌اند.»
— رابرت هاوارد، نویسنده و خالق Conan the Barbarian اهل آمریکا (۱۱ ژوئن سال ۱۹۳۶ میلادی); که این‌ها را در یادداشت خودکشی‌اش به نقل از «خانه سزار» (The House of Cæsar) اثر Viola Garvin نوشت.
«نمی‌توانم ادامه دهم.»
("Ich kann nicht mehr.")
— Toni Kurz, کوه‌نور آلمانی (۲۲ ژوئیه ۱۹۳۶), که بر روی ایگر درگذشت
«نمی‌توانم بخوابم.»
— جیمز بری، نویسنده و نمایش‌نامه‌نویس اسکاتلندی (۱۹ ژوئن سال ۱۹۳۷ میلادی)
«ما روی خط شمال و جنوب حرکت می‌کنیم.»
— آملیا ارهارت، هوانورد آمریکایی (۲ ژوئیه سال ۱۹۳۷ میلادی), این گفته‌ها واپسین گزارش‌های وی از راه ارتباط رادیویی با مقر فرماندهی کمی پیش از ناپدید شدنش است.
«حوصله‌ام سر رفته‌است. حوصله‌ام سر رفته‌است.»
— گابریله دانونزیو، نویسنده و سرباز ایتالیایی (۱ مارس سال ۱۹۳۸ میلادی)
«بپا، لطفاً.»
— Egon Friedell, همه‌چیزدان اتریشی (۱۶ مارس سال ۱۹۳۸ میلادی), پیش از پرشش از یک پنجره برای فرار از دست گشتاپو این را گفت.
«ساعت چند است؟»
("Saat kaç?")
— مصطفی کمال آتاترک، رئیس‌جمهور ترکیه (۱۰ نوامبر سال ۱۹۳۸ میلادی)
«من در شرایط گوناگون تندروی کرده‌ام. - همه‌اش تقصیر خودم است. - متاسفم.»
— Richard Seaman, راننده مسابقه‌ای انگلیسی (۲۵ ژوئن سال ۱۹۳۹ میلادی), در بستر مرگش و هنگامی که بر اثر تصادف در یک مسابقه به شدت زخمی شده بود این را گفت. 
«هیچ‌گاه حس به‌تری نداشته‌ام.»
— داگلاس فربنکس، بازیگر و فیلم‌ساز آمریکایی (۱۲ دسامبر سال ۱۹۳۹ میلادی)
«حس می‌کنم این بار آن‌ها پیروز شدند. دوست ندارم آن‌ها لباسم را در بیاورند. می‌خواهم تو لباسم را در بیاوری.»
— لئون تروتسکی، انقلابی اهل شوروی (۲۱ اوت سال ۱۹۴۰ میلادی)، به همسرش، ناتالیا سدوا تروتسکی، در حالی که داشت برای عمل جراحی آماده می‌شد که ناشی از ترور شدنش توسط رامون مرکادر بود، این را گفت.
«آیا کسی می‌فهمد؟»
— جیمز جویس، نویسنده ایرلندی (۱۳ ژانویه سال ۱۹۴۱ میلادی)
«فکر نکنم دو نفر تا آن حد که ما شاد بوده‌ایم، شاد بوده باشند.»
— ویرجینیا وولف، نویسنده انگلیسی (۲۸ مارس سال ۱۹۴۱ میلادی), در اشاره به همسرش لئونارد وولف. وی پس از نوشتن این جمله‌ها در یادداشت خودکشی‌اش، خود را غرق کرد.
«شنیدی چه گفتم، مایک.»
— جان باریمور، بازیگر آمریکایی (۲۹ مه سال ۱۹۴۲ میلادی), به برادرش، لیونل باریمور، که گویا متوجه حرفش نشده بود.
«حرام‌زاده‌ها دیشب تلاش کردند به سراغم بیایند. – فکر می‌کنم نمی‌دانستند من یک تکاور نیروی دریایی هستم.»
— Edward H. Ahrens, تکاور نیروی دریایی آمریکا (۸ اوت سال ۱۹۴۲ میلادی), که در نبرد گوادال‌کانال توسط ۱۳ سرباز ژاپنی محاصره و به طرز مرگ‌باری زخمی شده بود.
«پیاده شدند؟»: 30 
— Douglas Albert Munro, دارنده نشان افتخار جنگ جهانی دوم اهل آمریکا (۲۷ سپتامبر سال ۱۹۴۲ میلادی), به دوستش ریموند ایوَنس و پس از پیاده شدنش از قایق نفربر تا شلیک گلوله‌ها را از سمت سربازان آمریکایی در حال پیاده شدن از قایق‌ها به سوی دیگری راهنمایی کند.
«آتش گرفته‌ام.»
— والتر نووتنی، خلبان تک‌خال آلمانی در جنگ جهانی دوم (۸ نوامبر سال ۱۹۴۴ میلادی) که به سبب خراب شدن موتور هواپیمایش درنبر با هواپیماهای نیروهای هوایی ایالات متحده دچار سانحه شد، این را گفت.
«سردرد بدی دارم.»
— فرانکلین دلانو روزولت، رئیس‌جمهور ایالات متحده آمریکا (۱۲ آوریل سال ۱۹۴۵ میلادی)
«حالتان خوب است؟»
— ارنی پیل، پیام‌رسانی جنگی آمریکایی (۱۸ آوریل سال ۱۹۴۵ میلادی), به اِل‌تی. سی‌اواِل. جوزِف بی. کولیج پیش از زخمی شدندش در Iejima در نبرد اوکیناوا این را گفت.
«به سینه‌ام شلیک کنید!»
("Sparami nel petto!")
— بنیتو موسولینی، دولت‌مرد فاشیست ایتالیایی (۲۸ آوریل سال ۱۹۴۵ میلادی), در حال اشاره به یک پارتیزان ایتالیایی
«بیش از همه، من رهبران ملت و پیروانشان را به اجرای قوانین سخت‌گیرانه نژادی و یک مقاومت بی‌رحمانه علیه مسموم‌کننده همه ملت‌ها یعنی یهودیان عالم سافرش می‌کنم.»
("Vor allem verpflichte ich die Führung der Nation und die Gefolgschaft zur peinlichen Einhaltung der Rassegesetze und zum unbarmherzigen Widerstand gegen den Weltvergifter aller Völker, das internationale Judentum.")
— آدولف هیتلر، دولت‌مرد نازیست آلمانی (۳۰ آوریل سال ۱۹۴۵ میلادی), پیش از آن‌که به همراه همسرش اوا براون، بمیرد، این را در وصیت‌نامه‌اش نوشت.
«من هاینریش هیملر هستم.»
— هاینریش هیملر، افسر آلمان نازی (۲۳ مه سال ۱۹۴۵ میلادی)
«نه. (و به‌فرض که داشتید… ؟)»
— رابرت بنچلی، طنزپرداز آمریکایی (۲۱ نوامبر سال ۱۹۴۵ میلادی)، که این جمله را کنار یک مقاله به نام «آیا دارم فکر می‌کنم؟» یادداشت کرده بود.
«همه هواپیماها به هم نزدیک شوند … باید پیش برویم وگرنه خشکی را نخواهیم دید … هنگامی که نخستین هواپیما سوختش به ۱۰ گالون رسید، همگی با هم به زمین خواهیم نشست.»
— پرواز ۱۹, ناوبان یکم نیروی دریایی ذخیره ایالات متحده آمریکا (۵ دسامبر سال ۱۹۴۵ میلادی), واپسین تماس پیش از سقوط بر فراز مثلث برمودا
«ویلیام شکسپیر، دارم می‌آیم.»
— تئودور درایزر، نویسنده آمریکایی (۲۸ دسامبر سال ۱۹۴۵ میلادی)
«پاسخ چیست؟ در آن صورت، پرسش چیست؟»
— گرترود استاین، نویسنده آمریکایی (۲۷ ژوئیه سال ۱۹۴۶ میلادی), که این را به شریک زندگی‌اش آلیس بی. تکلاس گفت.
«برو. حالم خوب است.»
— اچ. جی. ولز، نویسنده و آینده‌پژوه انگلیسی (۱۳ اوت سال ۱۹۴۶ میلادی)
«خدا نگه‌دار آلمان باشد. خدا مرا بیامرزد. واپسین آرزویم این است که آلمان اتحادش را بازیابد و اینکه به خاطر صلح هم که شده، بین غرب و شرق، درک و فهم ایجاد شود. آرزوی صلح برای جهان را دارم.»
— یواخیم فون ریبنتروپ، سیاستمدار آلمان نازی (۱۶ اکتبر سال ۱۹۴۶ میلادی)
"هایل هیتلر، این جشن پوریم من در ۱۹۴۶ است! به خدا می‌پیوندم. بلشویک‌ها روزی شما را دار خواهند زد!"
("Heil Hitler! Dies ist mein Purimfest 1946. Ich gehe zu Gott. Die Bolschewisten werden eines Tages Euch auch hängen")
— یولیوس اشترایشر، کنش‌گر نازی در آلمان و مدیر انتشاراتی مشهور یهودستیز روزنامه Der Stürmer (۱۶ اکتبر سال ۱۹۴۶ میلادی)
«خدا همه این دنیای عوضی و هر آنکس که در آن است را لعنت کند؛ به جز تو، کارلوتا.»
— دبلیو. سی. فیلدز، هنرمند آمریکایی (۲۵ دسامبر سال ۱۹۴۶ میلادی), در اشاره به خدمت‌کارش کارلوتا
«تو بی‌ریخت!»
("¡Cara de نشیمنگاه!")
— ویسنته اوییدوبرو، شاعر شلیایی (۲ ژانویه سال ۱۹۴۸ میلادی); پس از این‌که دوباره هوشیاریش را به دست آورد، به عزیزانش اعتراف کرد که ترسیده بوده و سبب شده بوده که دوستش هنریت پتیت به گریه بیفتد. در آن هنگام به دوستش نگاه کرده و این جمله را گفت.
«سوژه اکنون درست در روبرو و بالای سر من قرار دارد. دارم با نیمی از توان سرعتیم حرکت می‌کنم … به نظر یک شیء فلزی باشد یا شاید بازتاب خورشید از یک شیء فلزی و اندازه‌اش بزرگ است … هنوز دارم بالا می‌روم … تلاش می‌کنم نزدیک شوم تا نگاه دقیق‌تری بی‌اندازم.»
— Thomas F. Mantell, فرمانده نیروی هوایی ملی کنتاکی (۷ ژانویه سال ۱۹۴۸ میلادی), در حال تعقیب مرگ‌بار یک شیء ناشناس پرنده
«ای خدا!»
("हे राम!")
— مهاتما گاندی، صلح‌جو و انقلابی هندی (۳۰ ژانویه ۱۹۴۸), کمی پس از ترورش توسط یک ملی‌گرای هندی به نام ناتورام گودسه این را گفت.
«دارم به آن سوی دره می‌روم.»
— بیب روث، بازیکن بیس‌بال آمریکایی (۱۶ اوت سال ۱۹۴۸ میلادی)
«فرنزی عزیزترین پسرت ر به چنگ آورده / چه کسی از سواحل شما با افتخار قیام کرد / نخستین شجاع و مشهور؛ / کارهایی که برایتان کرده / به چشم‌هایی که بد می‌بینند، بد به نظر می‌آید … / بهتر است مرد و خوابید / خوابی بیدارناشدنی، به‌تر از زنده ماندن / و جرئت زندگی داشتن در حالی که روح زندگی رفته‌است.»
— جیمز فورستال، وزیر دفاع ایالات متحده آمریکا (۲۲ مه سال ۱۹۴۹ میلادی); نقل قولی از نمایش‌نامه آژا اثر سوفوکل، که در یادداشت خودکشی‌اش نوشت.
«در پنجاه سالگی، هر کس چهره‌ای خواهد داشت که لیاقتش را دارد.»
— جرج اورول، نویسنده انگلیسی (۲۱ ژانویه سال ۱۹۵۰ میلادی), که در سن ۴۶ سالگی از دنیا رفت.
«تمام شد! دارم می‌روم. دارم می‌روم.»
— آل جولسون، بازیگر و خواننده آمریکایی (۲۳ اکتبر سال ۱۹۵۰ میلادی)
«از همسر و فرزندانم خداحافظی کنید.»
— Ray Wetmore, خلبان حرفه‌ای آمریکایی در جنگ جهانی دوم (۱۴ فوریه سال ۱۹۵۱ میلادی), پیش از سقوطش با اف-۸۶ سیبر
«کارم تمام شد. به خودم هم اعتماد ندارم.»
— ژوزف استالین، دولت‌مرد اهل شوروی (۵ مارس سال ۱۹۵۳ میلادی) وی [در حالی که به سقف می‌نگریست] و پس از مدت‌های طولانی زیر مراقبت بودن در کما، چند لحظه‌ای به هوش آمد، پیش از مرگش این جمله‌ها را گفت.

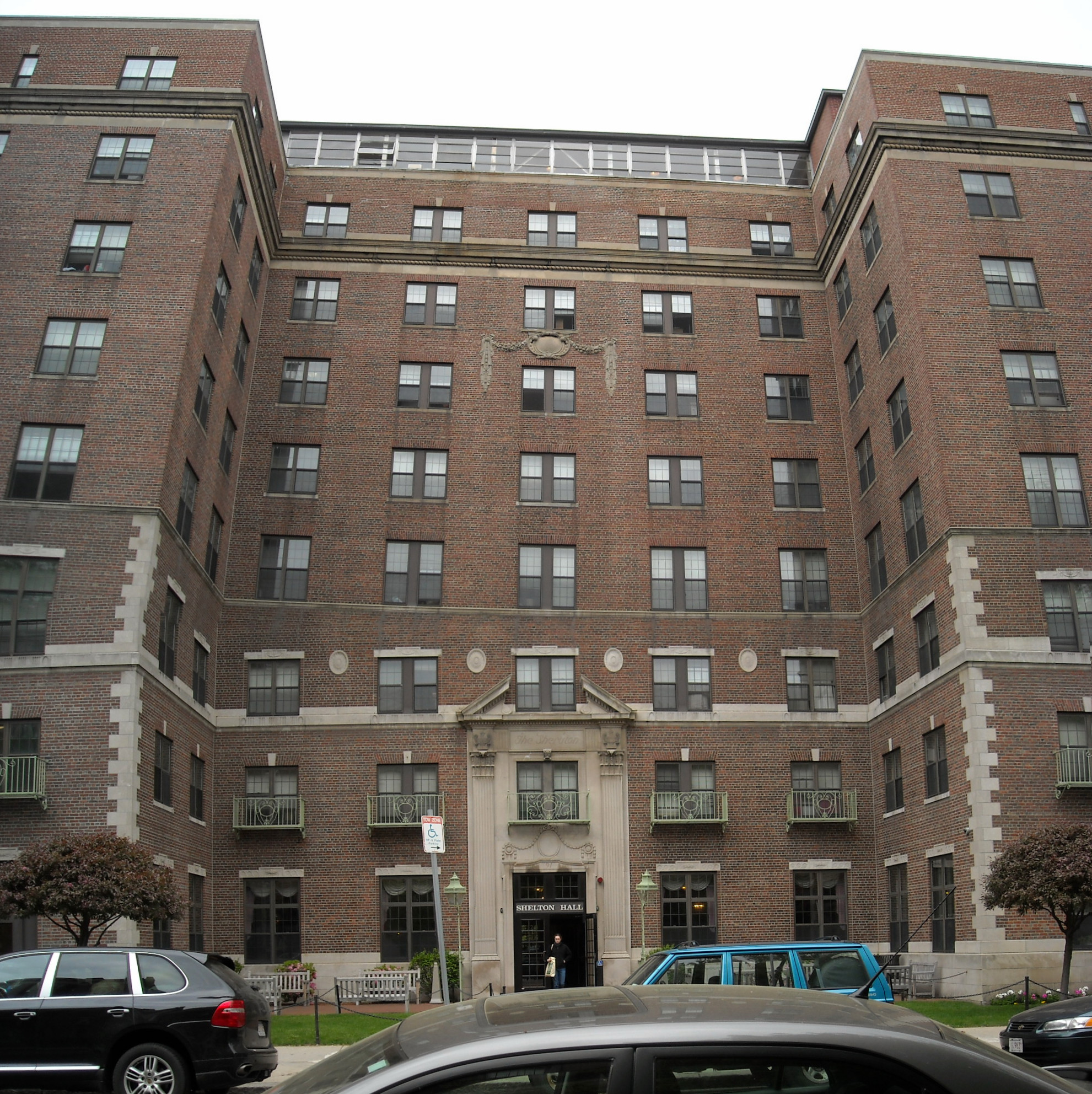
کلیچند هال (یا هتل شرایتون پیشین) واقع در دانشگاه بوستون، جایی که یوجین اونیل در آن از دنیا رفت.

«می‌دانستم! در یک اتاق لعنتی هتل به دنیا آمدم و اکنون هم در یک اتاق هتل از دنیا می‌روم.»
— یوجین اونیل، نمایش‌نامه‌نویس آمریکایی (۲۷ نوامبر سال ۱۹۵۳ میلادی), به همسرش کارلوتا مونتری
«دکتر، آیا فکر می‌کنی ممکن ست دلیلش سوسیس باشد؟»
("Docteur, pensez-vous que cela aurait pu être la saucisse?")
— پل کلودل، دیپلمات و نویسنده فرانسوی (۲۳ فوریه سال ۱۹۵۵ میلادی)
«می‌خواهم هر وقت خودم خواستم بروم. زندگی بی‌مزه می‌شود اگر آن را به‌طور ساختگی طولانی کنیم. سهم خود را انجام داده‌ام؛ وقت رفتن است. با افتخار انجامش خواهم داد.»
— آلبرت اینشتین، فیزیک‌دان آلمانی (۱۸ آوریل سال ۱۹۵۵ میلادی), که از انجام جراحی یک روز پیش از مرگش خودداری نمود.
«آن یارو باید توقف کند … او ما را خواهد دید.»
— جیمز دین، بازیگر آمریکایی (۳۰ سپتامبر سال ۱۹۵۵ میلادی), به دوستش رالف ووتریچ و چند لحظه پیش از مرگش در تصادف اتومبیل این را گفت.
«خوش‌حالم که در ردیف عقبی می‌نشینم؛ چراکه ترجیح می‌دهم یک خدمت‌کار در مجلس نمایندگان باشم تا اینکه بر جایگاه قدرت‌مندان تکیه بزنم.»
— آلبن دابلیو. بارکلی، معاون رئیس‌جمهور ایالات متحده آمریکا (۳۰ آوریل سال ۱۹۵۶ میلادی), در کنایه به آیه Psalms 84:10 کتاب مقدس تنها پیش از سکته قلبی‌اش در سخنرانی‌اش در Washington and Lee Mock Convention به سال ۱۹۵۶ این را گفت.
«نه. ممنون برای همه چیز.»
— Max Beerbohm، مقاله‌نویس، کاریکاتوریست و نقیضه‌نویس انگلیسی (۲۰ مه سال ۱۹۵۶ میلادی)، در جواب این‌که آیا خوب خوابیده یا نه، این را گفت.
«ایناهاش!»
— Milburn G. Apt، خلبان آزمایشی آمریکایی (۲۷ سپتامبر سال ۱۹۵۶ میلادی)، واپسین ارتباط رادیوی وی پیش از سقوطش با بل ایکس-۲
«خدانگهدار، بچه. زود برگرد.»
— هامفری بوگارت، بازیگر آمریکایی (۱۴ ژانویه سال ۱۹۵۷ میلادی)، به همسرش لورن باکال پس از این‌که وی به دنبال بچه‌ها رفت، این را گفت و سپس به کما فرورفت.
«Were [کذا] یک سانحه هوایی - سانحه هوایی ۱۰ - چگونه بدون کنترل داخل می‌شوید - بدون کنترل - ما… ما انجامش دادیم پسر - جت بی‌چاره هم همین‌طور - گفته بودم که باید با چتر بپریم - از همه خداحافظی کن.»
— Archie R. Twitchell، بازیگر و هوانورد آمریکایی (۳۱ ژانویه سال ۱۹۵۷ میلادی)، واپسین ارتباط رادیوی پیش از سقوطش در 1957 Pacoima mid-air collision
«حواست به کار خودت باشد!"
— ویندهام لوئیس، نقش‌گر و نویسنده انگلیسی (۷ مارس سال ۱۹۵۷ میلادی)، هنگامی که از وی در رابطه با جهاز هاضمه‌اش پرسیده شد، این را گفت.
«نه… اما به‌طور مفتضحانه‌ای پیش‌نهاد محشری دادی.»
— Ronald Knox، نویسنده و کشیش کلیسای کاتولیک رومی انگلیس (۲۴ اوت سال ۱۹۵۷ میلادی)، هنگامی که لیدی التون از وی پرسید که آیا مایل است او برایش از عهد جدید که خود لیدی التون ترجمه کرده بود، بخواند، این را گفت.
«دوست داشتم می‌توانستم محور اصلی سخن‌رانی کارازار انتخاباتی‌ام را خودم قرائت کنم … ما اتاق‌های این بیمارستان لعنتی را صیقل خواهیم داد!»
— جیمز مایکل کرلی، سیاستمدار آمریکایی (۱۲ نوامبر سال ۱۹۵۸ میلادی)، به پسرش این را گفت در حالی که داشتند وی را با صندلی چرخ‌دار از اتاق عمل بیرون می‌آوردند.
«فکر کنم راحت‌تر بشوم.»
— لو کاستلو، کمدین و بازیگر آمریکایی (۳ مارس سال ۱۹۵۹ میلادی), در حالی که از یک پرستار خواست جایش در بستر را عوض کند، این را گفت.
«خسته‌ام. به بستر بر می‌گردم.»
— جرج ریوز، بازیگر آمریکایی (۱۶ ژوئن سال ۱۹۵۹ میلادی), پیش از به احتمال، خودکشی کردنش این را گفت.
«خوش‌حال هستید؟ من که خوش‌حالم.»
— اتل باریمور، بازیگر آمریکایی (۱۸ ژوئن سال ۱۹۵۹ میلادی), به خدمت‌کارش، آنا البرت.
«این آقایان آمریکایی هستند؟ وای!»
— بوریس ویان، دانش‌مند همه‌چیزدان فرانسوی (۲۳ ژوئن سال ۱۹۵۹ میلادی), در حالی که داشت فیلم ساخته شده بر پایه رمانش I Spit on Your Graves
را می‌دید، این را گفت.
«مردن آسان است. کمدی سخت است.»
— ادموند گون، بازیگر انگلیسی (۶ سپتامبر سال ۱۹۵۹ میلادی)
«من به شدت در زندگی لذت بردم و از هر لحظه آن کیف کردم.»
— ارول فلین، بازیگر اتریشی-آمریکایی (۱۴ اکتبر سال ۱۹۵۹ میلادی)
«خدایا، دارم می‌آیم.»
— مکس بر، مشت‌زن آمریکایی (۲۱ نوامبر سال ۱۹۵۹ میلادی), که بر اثر حمله قلبی درگذشت.
«جای او امن است! جای او امن است! وای، چه خوب!»
("È salvo! È salvo! Oh, gioia!")
— لنرد وارن، خواننده اپرای آمریکایی (۴ مارس سال ۱۹۶۰ میلادی), در حال اجرای نیروی سرنوشت در تالار اپرای متروپولیتن نیویورک پیش از مرگش روی سن.
«چرا دارم خون‌ریزی می‌کنم؟»
— باریس پاسترناک، نویسنده روسی (۳۰ مه سال ۱۹۶۰ میلادی), به همسرش، زینایدا.
«سرم گیج می‌رود!»
— کنود انمارک ینسن، دوچرخه‌سوار دانمارکی (۲۶ اوت سال ۱۹۶۰ میلادی)، کمی پیش از افتادن بر زمین در بازی‌های المپیک تابستانی ۱۹۶۰
«خیلی بی‌حوصله هستم.»
— سنت جان فیلبی، مأمور اطلاعاتی و عربی‌دان انگلیسی (۳۰ سپتامبر سال ۱۹۶۰ میلادی)
«خیلی درد دارم … کاری بکن، لطفاً … تا دردم را تسکین بدهی.»
— والنتین بوندرنکو، کیهان‌نور اهل شوروی (۲۳ مارس سال ۱۹۶۱ میلادی), که در در انفحار اتاقک آزمایشی ارتفاع‌گیری، به طرز مرگ‌باری زخمی شد.
«شب خوش بچه گربه من.»
— ارنست همینگوی، نویسنده آمریکایی (۲ ژوئیه سال ۱۹۶۱ میلادی), پیش از خودکشی توسط اسلحه شکاری.
«خدا رحمت کند … خدا لعنت کند.»
— جیمز تربر، طنزپرداز آمریکایی (۲ نوامبر سال ۱۹۶۱ میلادی)
«یادت باشد، عزیزم، چیزی را که به تو گفتم فراموش نکنی. داخل تابوتم یک دست پاسور، یک چوب گلف و یک بلوند زیبا بگذار.»
— چیکو مارکس، بازیگر و کمدین آمریکایی (۱۱ اکتبر سال ۱۹۶۱ میلادی), که به همسرش Mary راهنمایی‌های طنزآمیزی برای مراسم تدفینش می‌داد.
«عزیزم، اکنون دست نگه می‌دارم، اما پیش از آن‌که تبر را در بالا قرار دهم، تیزش خواهم کرد.»
— ای.ای. کامینگز، شاعر آمریکایی (۳ سپتامبر سال ۱۹۶۲ میلادی), به همسرش که نگرانش شده بود که در گرما داشت چوب خرد می‌کرد این را گفت. وی پس از آن دچار سکته مغزی شد.
«بله.»
— Ian James Campbell , افسر پلیس آمریکایی (۹ مارس سال ۱۹۶۳ میلادی), تنها کمی پیش از آن‌که قاتلش به وی شلیک کند، از وی پرسیده بود آیا دربارهٔ قانون لنبرگ کوچک چیزی شنیده، این را گفت.
«تاوان همه کارهای احمقانه‌ای که در زندگی می‌کنید ر خواهید داد.»
— ادیت پیاف، خواننده و ترانه‌سرای فرانسوی (۱۰ اکتبر سال ۱۹۶۳ میلادی)، به خواهرش این را گفت.
«نه، قطعاً نمی‌توانی.»
— جان اف. کندی، رئیس‌جمهور ایالات متحده آمریکا (۲۲ نوامبر سال ۱۹۶۳ میلادی), که به یکی از همراهانش به نام Nellie Connally در پاسخش که گفته بود: «جناب رئیس‌جمهور، قطعاً شما نمی‌توانید بگویید دالاس شما را دوست ندارد.» و در حالی که به همراه یک کاروان سواره، از دالاس عبور می‌کرد، این را گفت. وی چند دقیقه پس از آن ترور شد.
"۱۰–۴."
— J. D. Tippit, افسر پلیس آمریکایی (۲۲ نوامبر سال ۱۹۶۳ میلادی), که این پیام را در بی‌سیمش کمی پیش از کشته شدن توسط لی هاروی اسوالد، ادا کرده بود.
«خوش‌حال می‌شوم این پیش‌نهاد را با یک وکیل در میان بگذارم و پس از آن، یا می‌توانیم با او راجع به آن صحبت کنیم یا این‌که با وکیل من در این باره صحبت کنیم؛ چنانچه وکیلم تشخیص بدهد این کار لازم است. اما در حال حاضر چیزی ندارم به شما بگویم.»
— لی هاروی اسوالد، قاتل جان اف. کندی (۲۴ نوامبر سال ۱۹۶۳ میلادی), به سرویس مخفی ایالات متحده آمریکا توماس کلی، تنها چند لحظه پیش از کشته شدنش توسط جک روبی این را گفت.
«تو یک اشتباه کردی. تو با من ازدواج کردی.»
— برندان بهان, نویسنده ایرلندی (۲۰ مارس سال ۱۹۶۴ میلادی), به همسرش Beatrice
«دارم می‌میرم یا این‌که امروز روز تولدم است؟»
— نانسی آستور، ویکنتس آستور, سیاستمدار انگلیسی آمریکایی (۲ مه سال ۱۹۶۴ میلادی), در حالی که همه اعضای خانواده‌اش بر بالینش حاضر بودند، این را گفت.
«خدای من، ند، کمکم کن! دارم آتش می‌گیرم!»
— فایربال رابرتز, راننده مسابقه‌ای آماتور آمریکایی (۲ ژوئیه سال ۱۹۶۴ میلادی), در حالی که داخل اتومبیل آتش‌گرفته‌اش بود (به تاریخ ۲۴ می ۱۹۶۴) این حادثه در جریان مسابقه‌های World 600 که در جاده سرعت موتور شارلوت برگزار شد، اتفاق افتاد. رابرت تا ۶ هفته پس از حادثه هنوز زنده بود و بر اثر جراحت‌های وارد شده، جان باخت.
«متاسفم که شما را به درد سر می‌اندازم پسرها. نمی‌دانم چه طور با این ترافیک سنگین این روزها می‌توانید این قدر سریع کنار بیاید.»
— ایان فلمینگ، نویسنده و مأمور اطلاعاتی نیروی دریایی انگلیسی (۱۲ اوت سال ۱۹۶۴ میلادی), به خدمه آمبولانس
«از همه چیز حوصله‌ام سر رفته.»
— وینستون چرچیل، نخست‌وزیر انگلیس (۲۴ ژانویه سال ۱۹۶۵ میلادی)
«برادران! برادران، لطفا! این‌جا خانه امن است!»
— مالکوم ایکس، کنش‌گر آمریکایی (۲۱ فوریه سال ۱۹۶۵ میلادی), که تلاش می‌کرد یک جمعیت ۴۰۰ تنی را آرام کند و توسط چندین تن به وی شلیک شد.
«باید بیرون بپرم!»
— Lou Everett, خلبان آزمایشی آمریکایی (۲۷ آوریل سال ۱۹۶۵ میلادی), پیش از پرش ناموفقش از Ryan XV-5 Vertifan
«مردن یک کار کند و افسرده‌کننده است؛ و نصیحت من به شما این است که هیچ کاری به کارش نداشته باشید.»
— سامرست موآم، نویسنده انگلیسی (۱۵ دسامبر سال ۱۹۶۵ میلادی), به برادرزاده‌اش Robin Maugham
«چرا دست‌کم نمی‌توانم جا بزنم؟»
— باستر کیتون، بازیگر، کمدین و فیلم‌ساز آمریکایی (۱ فوریه سال ۱۹۶۶ میلادی)
«واپسین سامانه نشاندن هواپیما دو چهار.»
— الیوت سی، فضانورد آمریکایی (۲۸ فوریه سال ۱۹۶۶ میلادی), پیش از سانحه سقوط مرگ‌بارش
«از کجا می‌توانم آشغال گیر بیاورم؟»
— لنی بروس، کمدین آمریکایی (۳ اوت سال ۱۹۶۶ میلادی), که منظورش مواد بوده‌است.
«اضطرا-!»
— Nick Piantanida, چترباز آمریکایی (۲۹ اوت سال ۱۹۶۶ میلادی), در پیامی اضطراری از بالن استراتو جامپ ۳ در حادثه سقوط بالنش به تاریخ ۱ می ۱۹۶۶ این را گفت. در این حادثه وی برای مدتی به کما رفت و سپس جان باخت.
"ران ویلر \ وی دون سلار \ کرت راسل [کذا] \ آژانس اطلاعات مرکزی - راجر مبلی"
— والت دیزنی، بازرگان و یکی از بنیان‌گذاران پویانمایی آمریکایی (۱۵ دسامبر سال ۱۹۶۶ میلادی), که این سخنان را در پایین یک صفحه کاغذ نوشته بود.
«آب به رنگ سبز تیره است و من هیچ چیز در آن نمی‌بینم. رنگین‌کمان شکل گرفته. می‌روم. دیگر جانی برای بلند شدن ندارم. من رفتم.»
— Donald Campbell, راننده سرعتی انگلیسی (۴ ژانویه سال ۱۹۶۷ میلادی), تنها کمی پیش از سقوط مرگ‌بارش با یک هواپیمای آبی به نام Bluebird K7 در حالی که قصد داشت یک رکورد سرعت در آب تازه از خود به جای بگذارد، این را گفت.
«چطور می‌توانیم روی ماه قدم بگذاریم در حالی که حتی نمی‌توانیم از میان چند ساختمان با یک‌دیگر صحبت کنیم؟»
— گاس گریسوم، فضانورد آمریکایی (۲۷ ژانویه سال ۱۹۶۷ میلادی), در حال پرواز آزمایشی با آپولو ۱ چند لحظه پیش از آتش گرفتن اتاقک آزمایشی.
«وای! وای! وای!»
— تام سیمپسون، دوچرخه‌سوار انگلیسی (۱۳ ژوئیه سال ۱۹۶۷ میلادی), که درخواست داشت وی را روی دوچرخه‌اش برگردانندت؛ تنها لحظاتی پیش از مرگش در کوه ونتو در مسابقه‌های 1967 Tour de France
«کمک، کمک! این صدای ناسا ۹۲۲ است. تنها کمی مانده به اورلاندو بیرون می‌پرم … منظورم تالاهاسی بود!»
— کلیفتن ویلیامز، فضانورد آمریکایی (۵ اکتبر سال ۱۹۶۷ میلادی), پیش از پرش به بیرون ناموفق از یک هواپیمای در حال سقوط
«می‌دانم آمده‌ای این‌جا تا مرا بکشی. شلیک کن، ترسو، تو فقط یک نفر را می‌کشی.»
("Sé que estás aquí para matarme. Dispara, cobarde, solo vas a matar a un hombre.")
— چه گوارا، دولت‌مرد و انقلابی آرژانتینی (۹ اکتبر سال ۱۹۶۷ میلادی), در حالی که به دست‌گیرکنندگانش می‌نگریست، این را گفت.
«در یک چرخه گیر افتادم.»
— مایکل جی آدامز، فضانورد آمریکایی (۱۵ نوامبر سال ۱۹۶۷ میلادی), پیش از سقوط فضاپیمای نورث امریکن ایکس-۱۵
«این ساحل را مثل کف دستم می‌شناسم.»
— هارولد هولت، نخست‌وزیر استرالیا (۱۷ دسامبر سال ۱۹۶۷ میلادی), پیش از ناپدید شدنش در حال شنا در Cheviot Beach
«دیگر هرگز، دیگر هرگز.»
— Bill Masterton, بازیکن هاکی روی یخ آمریکایی-کانادایی (۱۵ ژانویه سال ۱۹۶۸ میلادی), پیش از ضربه به سرش در یکی از بازی‌های لیگ ملی هاکی
«کدئین … ویسکی بوربون.»
— تلولا بنک‌هد، بازیگر آمریکایی (۱۲ دسامبر سال ۱۹۶۸ میلادی)

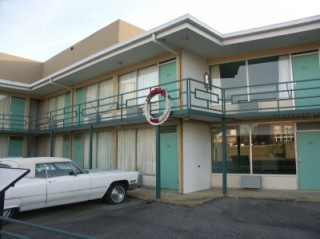
متل لوراین، جایی که مارتین لوتر کینگ جونیور در آن به قتل رسید.

«بن، حواست باشد آهنگ 'Take My Hand, Precious Lord' را در دیدار امشب بنوازی. خوب اجرا کن.»
— مارتین لوتر کینگ جونیور، کنش‌گر آمریکایی (۴ آوریل سال ۱۹۶۸ میلادی), در حالی که با بن برنچ صحبت می‌کرد و تنها کمی پیش از ترور شدنش این را گفت.
«بلندم نکن.»
— رابرت اف. کندی، سیاستمدار آمریکایی (۶ ژوئن سال ۱۹۶۸ میلادی), در حال صحبت با کادر پزشکی که به دفعات وی را روی برانکار قرار داده بودند و تنها کمی پس از تیر خوردن و از هوش رفتنش.
«من همواره همسرم، بچه‌هایم و نوه‌هایم را دوست داشته‌ام و همواره کشورم را دوست داشته‌ام. می‌خواهم بروم. خدا، من را ببر.»
— دوایت آیزنهاور، رئیس‌جمهور ایالات متحده آمریکا (۲۸ مارس سال ۱۹۶۹ میلادی)
«این‌جا احساس درد می‌کنم.»
("Ça fait mal là.")
— شارل دو گل، دولت‌مرد فرانسوی (۹ نوامبر سال ۱۹۷۰ میلادی), در حالی که به گلویش اشاره می‌کرد و تنها کمی پیش از مرگش بر اثر آنوریسم این را گفت.
«زندگی اناسن محدود است؛ اما مایل هستم تا ابد زندگی کنم.»
— یوکیو میشیما، نویسنده ژاپنی (۲۵ نوامبر سال ۱۹۷۰ میلادی), پیش از انجام خودکشی‌اش با خنجر یا هاراکیری.
«می‌بینی، این‌طور می‌میری.»
("Vous voyez, c'est comme ça que vous mourez.")
— کوکو شانل، بازرگان مد فرانسوی (۱۰ ژانویه سال ۱۹۷۱ میلادی)
«دنیای عزیز، من تو را ترک می‌کنم چون حوصله‌ام سر رفته‌است. حس می‌کنم به اندازه کافی زندگی کرده‌ام. من تو را با تمامی نگرانی‌هایت در این چاه فاضلاب تنها می‌گذارم — موفق باشی.»
— جرج سندرز، بازیگر انگلیسی (۲۵ آوریل سال ۱۹۷۲ میلادی) که در یکی از یادداشت‌های خودکشی‌اش این را نوشته بود
«فوری مایک را بفرستید.»
— لیندون بی. جانسون، رئیس‌جمهور ایالات متحده آمریکا (۲۲ ژانویه سال ۱۹۷۳ میلادی), در اشاره به یک مامور سرویس مخفی ایالات متحده آمریکا
«شب خوش عزیزانم. فردا می‌بینمتان.»
— نوئل کوارد، نمایش‌نامه نویس، آهنگ‌ساز و مجری انگلیسی (۲۶ مارس سال ۱۹۷۳ میلادی), این‌ها را شب پیش از مرگش زمانی که به بستر می‌رفت بر زبان راند.
«به من بنوشان.»
— پابلو پیکاسو، هنرمند اسپانیایی (۸ آوریل سال ۱۹۷۳ میلادی)
«در حال حاضر اینجا بارانی، چسب‌ناک و خفقان‌آور است – اما پیش‌گویی وضع هوا مطلوب‌تر است.»
— جی. آر. آر. تالکین، نویسنده و دانشگاهی انگلیسی (۲ سپتامبر سال ۱۹۷۳ میلادی), پی‌نوشت یکی از نامه‌هایش به دخترش پاتریشیا
«بی‌اندازش، همین، بی‌اندازش.»
— Murray Hudson, GC, جراح نوزادان اهل زلاند نو (۱۳ فوریه سال ۱۹۷۴ میلادی), به سربازی که با یک نارنجک در دستش یخ زده بود این را گفت. هنگامی که نارنجک از دست سرباز رها شد، منفجر شد و هر دو را به کشتن داد.
«عزیزم، پیش از آن‌که من را برای خداحافظی ببوسی، موهایت را درست کن. خیلی به هم ریخته‌است.»
— جورج کلی، نمایش‌نامه‌نویس و بازیگر آمریکایی (۱۸ ژوئن سال ۱۹۷۴ میلادی), به یکی از خواهرزادگانش
«طبق سیاست کانال ۴۰ مبنی بر جلب توجه شما به خون و دل و روده به صورت پخش زنده و رنگی، یک مورد نخستین دیگر را شاهد خواهید بود - یک تلاش برای خودکشی.»
— کریستین چاباک، خبرخوان آمریکایی شبکه WXLT (۱۵ ژوئیه سال ۱۹۷۴ میلادی), که فوری پس از گفتن این جمله‌ها در برنامه زنده به سر خود شلیک کرد.
«نمی‌توانید این یهودی سرسخت را بکشید.»
— راد سرلینگ، فیلم‌نامه‌نویس آمریکایی (۲۸ ژوئن سال ۱۹۷۵ میلادی), در یادداشتی به همکارش، اوِن کومورا، این را در بیمارستان نوشت.
«ما خود را نگه داشته‌ایم.»
— Ernest M. McSorley, Canadian sailor and captain of اس‌اس ادموند فیتزجرالد (۱۰ نوامبر سال ۱۹۷۵ میلادی), واپسین پیام مخابره شده پیش از آن‌که کشتی در دریاچه سوپریور غرق شود.
«وای خدا! نه! کمک! کسی کمک کند!»
— سال مینئو، بازیگر آمریکایی (۱۲ فوریه سال ۱۹۷۶ میلادی), در حالی که داشت به قتل می‌رسید، این‌ها را گفت.
«احساس بیماری می‌کنم. پزشکان را خبر کنید.»
("我很难受，叫医生来。")
— مائو تسه‌تونگ، دولت‌مرد و انقلابی چینی (۹ سپتامبر سال ۱۹۷۶ میلادی)
«شبکه چهار به‌تازگی از دست -»
— فرانسیس گری پاورز، خلبان آمریکایی (۱ اوت سال ۱۹۷۷ میلادی), واپسین پیام رادیویی مخابره شده پیش از سقوط بالگردش که او و فیلم‌بردارش، جورج اسپیرز، در آن کشته شدند.
«به دست‌شویی می‌روم تا مطالعه کنم.»
— الویس پرسلی، آهنگ‌ساز آمریکایی (۱۶ اوت سال ۱۹۷۷ میلادی), کمی پیش از آن‌که بدن بی‌جانش در کف دست‌شویی یافت شود.
«این گونه نمی‌شود زندگی کرد!»
— گروچو مارکس، بازیگر و کمدین آمریکایی (۱۹ اوت سال ۱۹۷۷ میلادی)
«دوستان، بازی گلف محشری بود. بیایید یک کیک بخریم.»
— بینگ کرازبی، بازیگر و خواننده آمریکایی (۱۴ اکتبر سال ۱۹۷۷ میلادی), دقایقی پیش از اتفادن و مردنش بر اثر سکته قلبی.
«چراکه نه؟ به هر حال، این به او تعلق دارد.»
— چارلی چاپلین، بازیگر و فیلم‌ساز انگلیسی (۲۵ دسامبر سال ۱۹۷۷ میلادی), این را در پاسخ به یک کشیش که گفته بود: «خدا روحت را قرین رحمت کند»، گفت.
«فکر می‌کنم چه کار خواهم کرد؟ مغز خودم را بیرون می‌پاشم؟»
— Terry Kath, خواننده اصلی و گیتارنواز گروه موسیقی شیکاگو (۲۳ ژانویه سال ۱۹۷۸ میلادی), پیش از این‌که به اشتباه به خودش شلیک کند، این را گفت.
«همین بود، بچه.»
— جیمز مک‌فرون خلبان PSA Flight 182 (۲۵ سپتامبر سال ۱۹۷۸ میلادی), هنگامی که بوئینگ ۷۲۷ با یک سسنا ۱۷۲ روی آب‌های سن‌دیگو با هم برخورد کردند، این را گفت.
«آن یک هواپیما نیست… آن یک…»
— Frederick Valentich, هوانورد استرالیایی (۲۱ اکتبر سال ۱۹۷۸ میلادی), واپسین پیام رادیویی‌اش پیش از ناپدید شدنش و به احتمال در اشاره به یک شیء ناشناس پرنده این را گفت.
«همه توقف.»
— Tony Prangley , راننده انگلیسی (۲۶ نوامبر سال ۱۹۷۸ میلادی), پیش از حادثه ام‌اس استار کمپس، که در آن او و همکار راننده‌اش، مایکل وارد، به قعر دریا سقوط کردند.
«پرده حمام را داخل وان بگذار.»
— کنراد هیلتون، هتل‌دار آمریکایی (۳ ژانویه سال ۱۹۷۹ میلادی), در پاسخ به این پرسش که آیا به عنوان واپسین واژگان، چیزی برای گفتن دارد، این را گفت.
«هیچ‌کس نمی‌داند پایان چگونه است. فرد باید بمیرد تا بفهمد پس از مرگ چه اتفاقی می‌افتد؛ با این حال، کاتولیک‌ها امیدواری خودشان را دارند.»
— آلفرد هیچکاک، فیلم‌ساز آمریکایی (۲۹ آوریل سال ۱۹۸۰ میلادی)
«ونکوور! ونکوور! ایناهاش!»
— David A. Johnston, آتشفشان‌شناس آمریکایی (۱۸ مه سال ۱۹۸۰ میلادی), در حال گزارش فوران کوه سنت هلن در سال ۱۹۸۰ از محل مشاهده.
«من تیر خورده‌ام! من تیر خورده‌ام!»
— جان لنون، آهنگ‌ساز انگلیسی (۸ دسامبر سال ۱۹۸۰ میلادی), moments after being لنون با شلیک گلوله کشته شد.
«پول نمی‌تواند زندگی بخرد.»
— باب مارلی، آهنگ‌ساز جامایکایی (۱۱ مه سال ۱۹۸۱ میلادی)
«همه باید یک روز بمیرند؛ اما من همیشه فکر می‌کردم برای من یک استثنا وجود دارد. حالا چه؟»
— ویلیام سارویان، نویسنده آمریکایی (۱۸ مه سال ۱۹۸۱ میلادی); واپسین پیام تلفنی‌اش به آسوشیتد پرس
«فقط من را تنها نگذار.»
— جان بلوشی، کمدین و بازیگر آمریکایی (۵ مارس سال ۱۹۸۲ میلادی)
«دارم می‌روم.»
— سبهوزای دوم، پادشاه سوایزلند، با طولانی‌ترین مدت پادشاهی در تاریخ (۲۱ اوت سال ۱۹۸۲ میلادی), به وزیر به‌داری‌اش
«مادر، وسایلم را جمع می‌کنم و از این خانه می‌روم. پدر از من بدش می‌آید و من دیگر باز نخواهم گشت.»
— ماروین گی، خواننده آمریکایی (۱ آوریل سال ۱۹۸۴ میلادی), دقایقی پیش از تیر خوردن توسط پدرش
«این… پایان کار است!»
("ああ、だめだ")
— ماسامی تاکاهاما (۱۲ اوت سال ۱۹۸۵ میلادی), خلبان پرواز ۱۲۳ هواپیمایی ایر ژاپن، تنها کمی پیش از برخورد هواپیمایش به کوه
«من مشکل دارم، من واقعاً مشکل دارم.»
— Art Scholl, خلبان نمایشی آمریکایی (۱۶ سپتامبر سال ۱۹۸۵ میلادی), هنگامی که هواپیمایش دچار گردش ناگهانی بر سر فیلم‌برداری تاپ گان شد، این را گفت.
«او وای.»
— مایکل جان اسمیت، فضانورد آمریکایی (۲۸ ژانویه سال ۱۹۸۶ میلادی), پیش از انفحار فضاپیمای چلنجر در هنگام پرتاب
«نکنید، نکنید، نکنید، این کار کسی را مجروح می‌کند. بنشینید.»
— رابرت باد دوایر، سیاستمدار آمریکایی (۲۲ ژانویه سال ۱۹۸۷ میلادی), به گزارش‌گرانی که تلاش داشتند مانع شلیکش به خود در برنامه زنده تلویزیونی بشوند، این را گفت.
«ساعتم کجاست؟»
("Dónde está mi reloj?")
— سالوادور دالی، نقش‌گر سورئال اسپانیایی (۲۳ ژانویه سال ۱۹۸۹ میلادی)
«التماس می‌کنم، بگذار کار کنم!»
— تزوکا اوسامو، پویانماگر ژاپنی (۹ فوریه سال ۱۹۸۹ میلادی), به یک پرستار که تلاش داشت ابزار نقاشی‌اش را از وی بگیرد، این را گفت.
«اه، لعنت.»
— Marc Lépine, قاتل کانادایی École Polytechnique massacre (۶ دسامبر سال ۱۹۸۹ میلادی), پیش از شلیکش به خود
«نمی‌خواهم دراز بکشم.»
— Hank Gathers, بازیکن بسکتبال آمریکایی (۴ مارس سال ۱۹۹۰ میلادی), پس از افتادنش در یکی از بازی‌ها
«این چیست؟»
— لئونارد برنستاین، آهنگ‌ساز و رهبر ارکستر آمریکایی (۱۴ اکتبر سال ۱۹۹۰ میلادی)
«اه، لعنتی!»
— رولد دال، نویسنده انگلیسی (۲۳ نوامبر سال ۱۹۹۰ میلادی), به پرستاری که در حال تزریق، بدن وی را قدری خراش داد، گفت.
«آیا تجربه جالبی خواهد بود؟ آیا خواهم فهمید چه چیز پش مانع‌ها وجود دارد؟ چرا این قدر آمدنش طول می‌کشد؟»
— گراهام گرین، نویسنده انگلیسی (۳ آوریل سال ۱۹۹۱ میلادی), به شریکش ایوان کلوئِتا
«نگران نباش. آرام باش.»
— راجیو گاندی، نخست‌وزیر پیشین هند (۲۱ مه سال ۱۹۹۱ میلادی), در صحبت با یک افسر زن پلیس هنگام به قتل رسیدنش
«ممنون.»
— فردی مرکوری، صداپرداز اصلی انگلیسی از گروه کوئین (۲۴ نوامبر سال ۱۹۹۱ میلادی), به دست‌یارش، پیتر فریستون، پیش از به کما رفتن و سپس مردنش.
«اوکی، اوکی، اوکی.»
— سم کینیسون، کمدین آمریکایی (۱۰ آوریل سال ۱۹۹۲ میلادی), گفته شده پس از یک سم کینیسون
«من یک زندگی شادمانه داشته‌ام و ممنونم ای پروردگار. خدانگه‌دار و خدا همه را قرین رحمت کند!»
— کریستوفر مک‌کندلس، کوه‌نورد آمریکایی (اوت سال ۱۹۹۲ میلادی), در یادداشت واپسینش پیش از مرگش به سبب گرسنگی
«تمام شدن، به‌تر از بیمار شدن است.»
— کرت کوبین، آهنگ‌ساز آمریکایی (۵ آوریل سال ۱۹۹۴ میلادی), در پایان یادداشت خودکشی‌اش
«کمک.»
— ریچارد نیکسون، رئیس‌جمهور ایالات متحده آمریکا (۲۲ آوریل سال ۱۹۹۴ میلادی), به یک خدمت‌کار در حالی که دچار ضربه مغزی شده بود.
«ماشین سالم به نظر می‌آید…»
— آیرتون سنا، راننده فرمول یک برزیلی (۱ مه سال ۱۹۹۴ میلادی), پیش از مرگش در یک تصادف در ماسبقات جایزه بزرگ سان مارینو ۱۹۹۴
«یولاندا…۱۵۸.»
— سلنا، خواننده آمریکایی (۳۱ مارس سال ۱۹۹۵ میلادی), در حال دادن مشخصات قاتلش به یکی از کارکنان هتل کمی پس ازگلوله خوردن
«شما تنها کمی طولانی زندگی می‌کنید.»
— Richard Versalle, خواننده اپرای آمریکایی (۵ ژانویه سال ۱۹۹۶ میلادی), در حال اجرای اپرای پرونده مارکوپولو در تالار اپرای متروپولیتن نیویورک پیش از مرگش روی صحنه
«مامان، صدای باران را می‌شنوی؟ صدای باران را می‌شنوی؟ مامان، الان می‌خواهم از هواپیما پیاده شوم.»
— Jessica Dubroff, کارآموز خلبانی هفت ساله آمریکایی (۱۱ آوریل سال ۱۹۹۶ میلادی), پیش از مرگ در یک سانحه هوایی
«دوستت دارم. خوب بخوابی، عزیزم. لطفاً زیاد نگران نباش.»
— Rob Hall, کوه‌نورد اهل زلاند نو (۱۱ مه سال ۱۹۹۶ میلادی), در حال صحبت با همسرش با تلفن ماهواره‌ای روی کوه اورست
«چرا؟ چراکه نه؟»
— تیموتی لیری، روان‌شناس و نویسنده آمریکایی (۳۱ مه سال ۱۹۹۶ میلادی)
«این برای توست!»
— Ricardo López, مهارکننده آفت اروگوئه‌ای-آمریکایی (۱۲ سپتامبر ۱۹۹۶), پیش از خودکشی‌اش با اسلحه. وی یک بمب را برای آهنگ‌ساز ایسلندی بیورک با نامه پست کرده بود در تلاش برای کشتنش.
«لعنت به تو.»
— توپاک شکور، رپ‌کن آمریکایی (۱۳ سپتامبر سال ۱۹۹۶ میلادی), به نخستین افسر پاسخگو در هنگام مرگش
«خدای من! چه اتفاقی افتاد؟»
— دایانا، شاهدخت ولز، شاه‌زاده و همسر چارلز، شاهزاده ولز (۳۱ اوت سال ۱۹۹۷ میلادی), کمی پس از تیر خوردن در یک سانحه رانندگی
«دریافتش کردی؟»
— جان دنور، خواننده و ترانه‌سرای آمریکایی (۱۲ اکتبر سال ۱۹۹۷ میلادی), که در واپسین پیام رادیویی‌اش این را دربارهٔ یک کد چهار رقمی که فرستاده بود، پرسید پیش از آن‌که هواپیمایش یعنی روتان لانگ-ئی‌زد سقوط کند.
«و تو اهل کجایی؟»
— آیزایا برلین، فیلسوف روسی-انگلیسی (۵ نوامبر سال ۱۹۹۷ میلادی), به یک پرستار
«لطفاً ترکم نکن.»
— کریس فارلی، بازیگر و کمدین آمریکایی (۸ دسامبر سال ۱۹۹۷ میلادی), که این را به یک کارگر جنسی که شب را در یک متل کنارش گذرانده بود، گفت.
«دارم از دستش می‌دهم.»
— فرانک سیناترا، بازیگر و خواننده آمریکایی (۱۴ مه سال ۱۹۹۸ میلادی)
«سرانجام خواهم توانست مریلین مونرو را ببینم.»
— جو دی‌ماجیو، بازیکن بیسبال آمریکایی (۸ مارس سال ۱۹۹۹ میلادی)
«اووو، گادفادر (کشتی‌گیر), تنها، بردن اسمش، حالم را خراب می‌کند. اَهههه! پدرخوانده، یار قار من، او نمایان‌گر همه ایرادهای دبلیودبلیوئی است. اما نترسید، زیرا به من می‌گویند بلیزر آبی و همواره بر بدکاران پیروز می‌شوم؛ و شما می‌دانید چرا؛ چون من قربانی‌های خود را می‌گیرم، دعاهای خود را می‌کنم و شیرم را می‌خورم. وْوووو!»
— Owen Hart, کشتی‌گیر حرفه‌ای کانادایی-آمریکایی (۲۳ مه سال ۱۹۹۹ میلادی), در حال مصاحبه با تلویزیون و پیش از افتادنش در رینگ یک مسابقه Over the Edge (1999)

### قرن ۲۱ میلادی

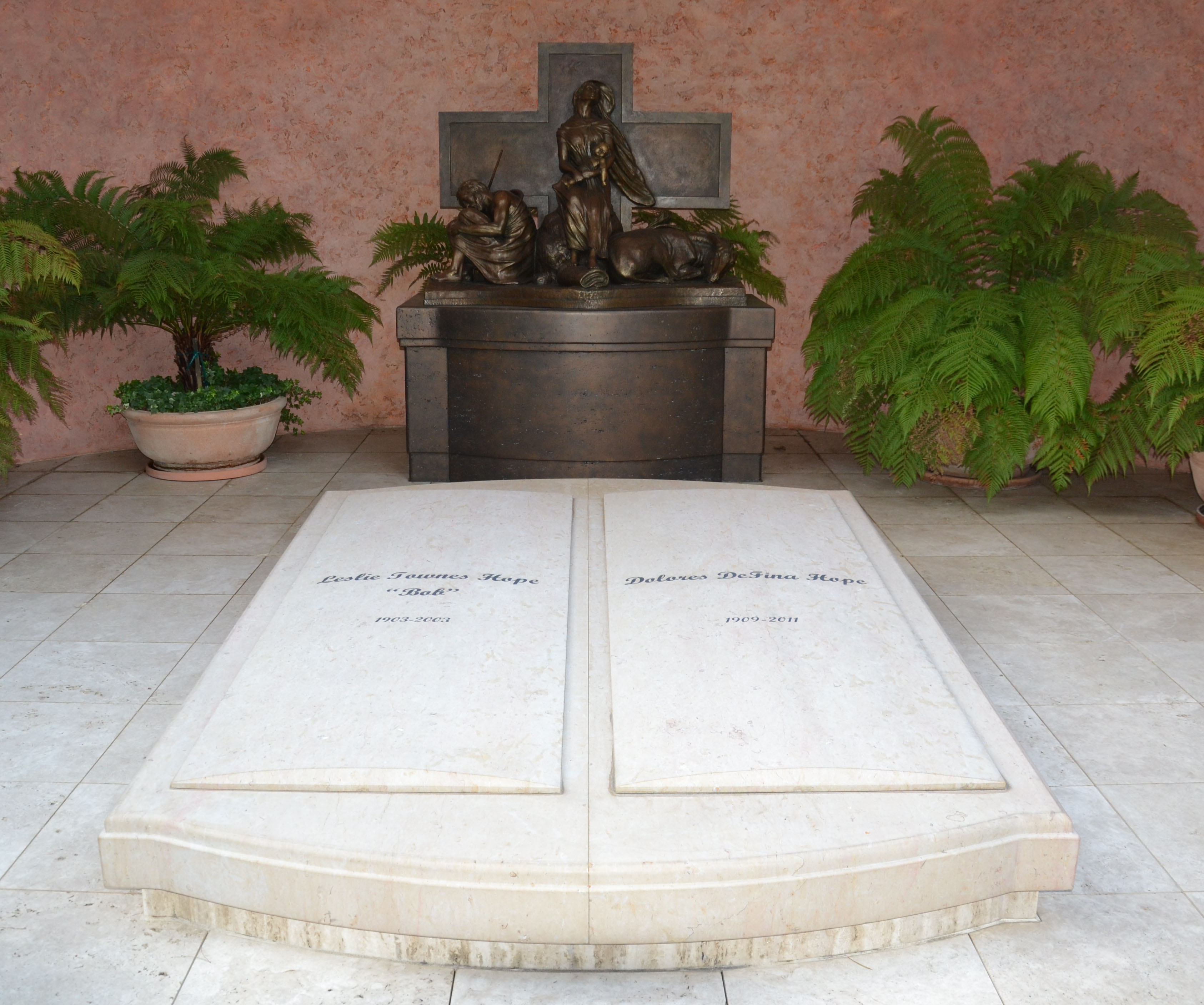
آرامگاه باب و دولورس هوپ واقع در San Fernando Mission Cemetery.

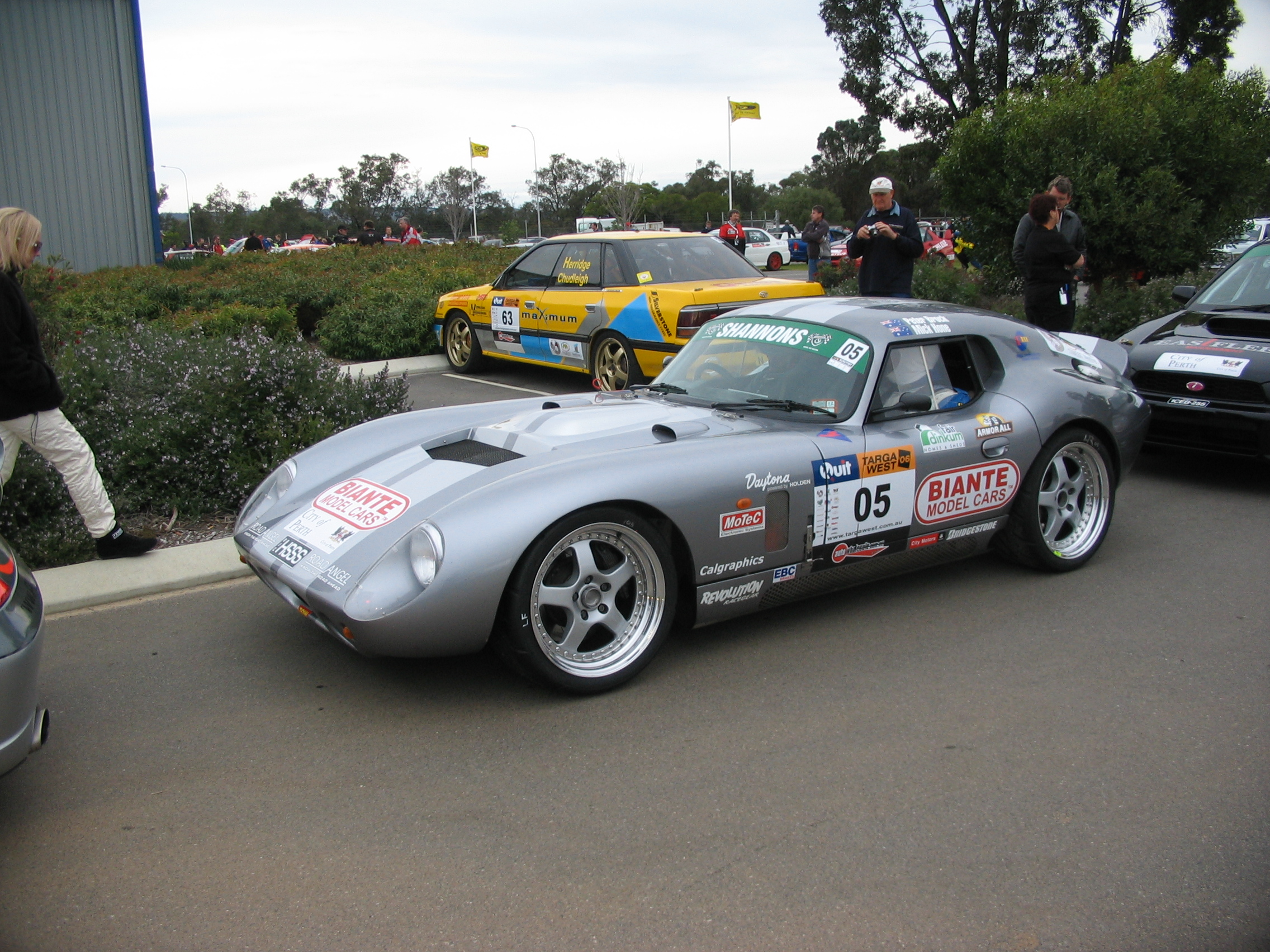
موتورسیکلت ورزشی دایتونای متعلق به پیتر بروکس، روز پیش از تصادف.

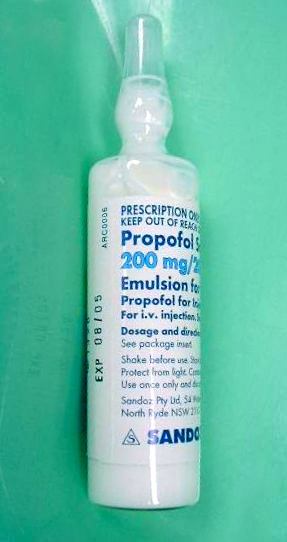
مایکل جکسون پیش از مرگش از پزشکش داروی پروپوفول بیش‌تری درخواست کرده بود و پزشکش نیز با تزریق این دارو موافقت کرده بود؛ که همین، سبب مرگ مایکل جکسون اعلام شد. پزشک او بعدها به جرم قتل شبه‌عمد گناه‌کار شناخته شد.

«باشه، فقط فکر می‌کنم.»
— Dale Earnhardt, راننده مسابقه‌ای آمریکایی (۱۸ فوریه سال ۲۰۰۱ میلادی), پیش از تصادف مرگ‌بارش در 2001 Daytona 500 و در پاسخ به هم‌گروهی‌اش Andy Pilgrim که از وی پرسیده بود آیا نصیحتی برایش دارد، این را گفت.
«آقایان آماده هستید؟ بزن بریم!»
– Todd Beamer, مسافر آمریکایی پرواز شماره ۹۳ خطوط هوایی یونایتد (۱۱ سپتامبر سال ۲۰۰۱ میلادی), که با گفتن این جمله به دیگران علامت داد که حمله به گروگان‌گیران را آغاز کنند. این کار وی سبب شد هواپیما سقوط کند و کنترل آن را با مشکل مواجه کرد.
«همان خوراک بود!»
— ریچارد هریس، خواننده و بازیگر ایرلندی (۲۵ اکتبر سال ۲۰۰۲ میلادی), هنگامی که روی صندلی چرخ‌دار از هتل ساووی بیرون آورده می‌شد، این را گفت.
«Channel 5 همه چیز بیخودی است، مگر نه؟ مسیح، مزخرفی که به وجود آوردند. با این کار، فضا را هدر داده‌اند.»
— Adam Faith, خواننده و بازیگر انگلیسی (۸ مارس سال ۲۰۰۳ میلادی)
«تنهایم بگذار، حالم خوب است.»
— بری وایت، خواننده و آهنگ‌ساز آمریکایی (۴ ژوئیه سال ۲۰۰۳ میلادی), که این را به یک پرستار گفت.
«غافل‌گیرم کن.»
— باب هوپ، کمدی‌پرداز و بازیگر آمریکایی (۲۷ سال ژوئیه ۲۰۰۳ میلادی), در پاسخ به همسرش، دولورس هوپ، که پرسیده بود کجا مایل است دفن شود، این را گفت.
«باید پیانونواز کنسرت می‌شدم.»
— ادوارد تلر، فیزیک‌دان مجارستانی-آمریکایی (۹ سپتامبر سال ۲۰۰۳ میلادی)
«جِب، تنها یادت باشد، هرچه بخواهد اتفاق بی‌افتد، اتفاق می‌افتد.»
— Dwain Weston, بیس جامپ‌کننده استرالیایی (۵ اکتبر سال ۲۰۰۳ میلادی), به همکارش، Jeb Corliss، پیش از سقوطش از وینگسوت در پروازی بر فراز پل رویال جورج این را گفت.
«ممنون.»
— Ricardo Alfonso Cerna, جانی گواتمالایی (۱۹ دسامبر سال ۲۰۰۳ میلادی), این را پیش از خودکشی با اسلحه‌ای که در لباس مخفی کرده بود و به یک افسر پلیس که یک بطری آب به وی داده بود، گفت.
«به چی شلیک می‌کنید؟! من پَت تیلمَن هستم. لامذهب‌ها من پت تیلمن هستم!»
— پت تیلمن، بازیکن فوتبال آمریکایی و عضو هنگ ۷۵ تکاوران (۲۲ آوریل سال ۲۰۰۴ میلادی), که به واسطه آتش خودی در افغانستان زخمی شده بود.
«نام من نیک بِرگ است. نام پدرم مایکل. نام مادرم سوزان. من یک خواهر و یک برادر دارم؛ دیوید و سارا. من در وِست چِستر پنسیلوانیا، نزدیک فیلادفیا زندگی می‌کنم.»
— نیک برگ، تعمیرکار برج‌های رادیویی اهل آمریکا (۷ مه سال ۲۰۰۴ میلادی), که این گفته‌های پایانی‌اش در یک ویدیو بود که پیش از کشته شدنش توسط شبه‌نظامیان اسلامی از وی گرفته شد.
«تلاش می‌کنم آن را دربیاورم.»
— Dave Shaw, خلبان هواپیماهای بازرگانی و غواص فنی اهل استرالیا (۸ ژانویه سال ۲۰۰۵ میلادی), در اشاره به ماسک غواصی‌اش پیش از مرگش در غواصی برای یافتن جسد Deon Dreyer این را گفت.
«بگذارید به خانه پدر بروم.»
("Pozwólcie mi iść do domu Ojca.")
— ژان پل دوم (۲ آوریل سال ۲۰۰۵ میلادی)
«تو یک نجات‌بخش هستی، اَندی.»
— William Donaldson, طنزپرداز و عیاش انگلیسی (۲۲ ژوئن سال ۲۰۰۵ میلادی), به خدمت‌کار خانه‌اش که به وی کمک کرده بود قرص‌هایش را جمع کند، این را گفت.
«دریافت شد، قربان. ممنون.»
— مایکل پی. مورفی، عضو یگان ویژه نیروی دریایی ایالات متحده آمریکا و دارنده نشان افتخار آمریکا (۲۸ ژوئن سال ۲۰۰۵ میلادی), پس از این که در عملیات بال‌های سرخ مجروح شده بود، در پایان تماسش با بی‌سیم این را گفت.
«دارم می‌میرم.»
— استیو اروین، محافظه‌کار استرالیایی (۴ سپتامبر سال ۲۰۰۶ میلادی), که این را به یک فیلم‌بردار به نام جاستین لینوس و پیش از این‌که سینه‌اش با یک نیش گونه‌ای ماهی سوراخ شود، گفت.
«بی‌خیال. بگذار امروز هم یک جوری تمام شود.»
— Peter Brock, راننده موتورسیکلت مسابقه‌ای اهل استرالیا (۸ سپتامبر سال ۲۰۰۶ میلادی), به یک تشریفات‌چی مسابقات پیش از شروع مسابقه مرگ‌بارش این را گفت.
«لوسی.»
— آگوستو پینوشه، سرهنگ و دولت‌مرد شیلیایی (۱۰ دسامبر سال ۲۰۰۶ میلادی), که همسرش Lucía Hiriart را به نام مورد علاقه خود صدا کرد.
«امشب به جای دوری می‌روم.»
— جیمز براون، آهنگ‌ساز آمریکایی (۲۵ دسامبر سال ۲۰۰۶ میلادی), به مدیرش، چارلز رابیت و پیش از مردنش در خواب این را گفت.
«بگذارید کمی شیر بنوشم.»
— مایکل جکسون، آهنگ‌ساز آمریکایی (۲۵ ژوئن سال ۲۰۰۹ میلادی), که از پزشکش، his doctor درخواست کرد پروپوفول بیش‌تری به وی بدهد و او نیز با این کار موافقت کرد. همین را سبب مرگ مایکل جکسون دانسته‌اند.
«من شادترین مرد دنیا هستم. من به تازگی موفق شدم یک قله زیبا را فتح کنم.»
— Clifton Maloney, بازرگان آمریکایی (۲۵ سپتامبر سال ۲۰۰۹ میلادی), پیش از به‌خواب رفتنش در کمپ شماره دو چو ایو که هیچ‌گاه بیدار نشد.
«ممنون از کمکتان. روز خوبی داشته باشید.»
— Andrew Joseph Stack III, توسعه‌دهنده نرم‌افزار توکار اهل آمریکا (۱۸ فوریه سال ۲۰۱۰ سال), به مراقب پرواز کمی پیش از کوبیدن عمدی هواپیمایش به ساختمانی اداری واقع در آستین در تگزاس به سال ۲۰۱۰.
«برای نوشیدن آب‌جو توقف می‌کنم. اگر بتوانم به آن‌جا خواهم آمد.»
— راین دان، هنرمند حرکات نمایشی آمریکایی (۲۰ ژوئن سال ۲۰۱۱ میلادی), واپسین پیام کوتاهش به Bam Margera پیش از تصادف مرگ‌بارش.
«ای وای. ای وای. ای وای.»
— استیو جابز، بازرگان دستگاه‌های الکترونیکی آمریکایی (۵ اکتبر سال ۲۰۱۱ میلادی), در حالی که به خانواده‌اش نگاه می‌کرد، این را گفت.
«برای این آماده‌ام؛ می‌توانیم برنده آن بشویم.»
— Dan Wheldon, راننده موتورسیکلت مسابقه‌ای اهل انگلیس (۱۶ اکتبر سال ۲۰۱۱ میلادی), در واپسین تماس رادیویی‌اش و پیش از تصادف مرگبارش در 2011 IZOD IndyCar World Championship
«سرمایه‌داری … سقوط.»
— کریستوفر هیچنز، نویسنده انگلیسی-آمریکای، (۱۵ دسامبر سال ۲۰۱۱ میلادی) به کارگزارش، استیون واسِرمَن
«می‌روم مسیح را ببینم.»
— ویتنی هیوستون، آهنگ‌ساز آمریکایی (۱۱ فوریه سال ۲۰۱۲ میلادی)
«من تو را پوتز خطاب کردم چون تو werebeing [کذا] به‌عمد، ریاکاری. اگر نه، معذرت می‌خواهم. @CenLamar @dust92»
— Andrew Breitbart, نویسنده و ناشر محافظه‌کار آمریکایی (۱ مارس سال ۲۰۱۲ میلادی), واپسین تویتش پیش از مرگ بر اثر سکته قلبی
«نمی‌خواهم بمیرم، لطفاً نگذارید بمیرم.»
("No quiero morir, por favor no me dejen morir.")
— هوگو چاوز، دولت‌مرد ونزوئلایی (۵ مارس سال ۲۰۱۳ میلادی), در حالی که قادر به صحبت نبود، این جمله را زمزمه کرد.
«هی، برویم رانندگی.»
— پل واکر، بازیگر آمریکایی (۳۰ نوامبر سال ۲۰۱۳ میلادی), پیش از مرگش به همراه دوستش، راجِر روداس، در تصادف با پورشه کاررا جی‌تی
«نمی‌توانم نفس بکشم. نمی‌توانم نفس بکشم. نمی‌توانم نفس بکشم. نمی‌توانم نفس بکشم. نمی‌توانم نفس بکشم. نمی‌توانم نفس بکشم. نمی‌توانم نفس بکشم. نمی‌توانم نفس بکشم. نمی‌توانم نفس بکشم. نمی‌توانم نفس بکشم. نمی‌توانم نفس بکشم.»
— مرگ اریک گارنر، باغ‌بان آمریکایی (۱۷ ژوئیه سال ۲۰۱۴ میلادی), پس از آن‌که توسط یک افسر اداره پلیس نیویورک سیتی و به صورت زیرگلویی دست‌گیر شد، این را تکرار می‌کرد.
"@ChavesRGB من آمدم با آغوشی با عشق از سوی دوستتان: چِسپیریتو.»
("@ChavesRGB Aquí estoy. Un abrazo, con cariño de tu amigo: Chespirito.")
— چسپیریتو، کمدین، فیلم‌نامه‌نویس، بازیگر و کارگردان مکزیکی (۲۸ نوامبر سال ۲۰۱۴ میلادی), واپسین تویتش در پاسخ به یک باشگاه طرفدارانش در برزیل
«زندگی مثل باغ می‌ماند. اوقات خوش می‌تواند تلخ بشود؛ اما در جایی جز حافظه باقی نخواهد ماند. LLAP"
— لئونارد نیموی، بازیگر، فیلم‌ساز و عکاس آمریکایی (۲۷ فوریه سال ۲۰۱۵ میلادی), در واپسین تویتش پیش از مرگ
«درگاه ادراکی من و خانه‌ای که در آن زندگی می‌کنم، بوده.»
— دیوید بویی، بازیگر، آهنگ‌ساز و خواننده انگلیسی (۱۰ ژانویه سال ۲۰۱۶ میلادی) به دوستش گری اولدمن، که در اشاره به موسیقی این را گفت.
«می‌خواهم با کاری باشم.»
— دبی رینولدز، بازیگر و خواننده آمریکایی (۲۸ دسامبر سال ۲۰۱۶ میلادی), پیش از مرگش بر اثر intracerebral hemorrhage و یک روز پس از مرگ دخترش، کری فیشر
«جنابان قاضی! اسلوبودان پرالیاک، یک جنایت‌کار جنگی نیست؛ با اینکه عارم می‌آید، این حکم را رد می‌کنم. من زهر مصرف کرده‌ام.»
("Suci! Slobodan Praljak nije ratni zločinac, s prijezirom odbacujem vašu presudu. To je otrov koji sam popio.")
— اسلوبودان پرالیاک، سرهنگ اهل کرواسی (۲۹ نوامبر سال ۲۰۱۷ میلادی) در حالی که داشت رای دادگاه تجدید نظر علیه خود را در دادگاه بین‌المللی کیفری یوگسلاوی سابق می‌شنید، این را گفت.
«خدا روی توماس را رحمت کند. از مرد عنکبوتی، مراقبت کنید.»
— استن لی، ناشر و نویسنده کتاب‌های کمدی مصور اهل آمریکا (۱۲ نوامبر سال ۲۰۱۸ میلادی)
«من هم، تو را دوست دارم.»
— جرج اچ. دابلیو بوش، رئیس‌جمهور ایالات متحده آمریکا (۳۰ نوامبر سال ۲۰۱۸ میلادی), که به پسرش جرج دابلیو بوش این را گفت.
«از آن‌جایی که هیچ سندی به من اشاره نمی‌کند و هیچ اشاره یا دلیل اثباتی برای من نیست، آن‌ها تنها گمانه‌زنی می‌کنند و با واسطه حرف می‌زنند. من هیچ‌گاه خود را نفروختم و این اثبات شده‌است.»
("Como en ningún documento se me menciona y ningún indicio ni evidencia me alcanza sólo les queda la ESPECULACIÓN o inventar intermediarios. Jamás me vendí y está probado.")
— آلن گارسیا، دولت‌مرد پرویی (۱۷ آوریل سال ۲۰۱۹ میلادی), در واپسین تویتش و یک روز پیش از خودکشی‌اش این مطالب را بیان کرد.
«منظور این است که ببین، دو تا اشتباه یک درست ایجاد نمی‌کنند …»
— Etika, مدل، یوتوب‌گر و ویدیوساز اینترنتی اهل آمریکا (ح. ۱۹ ژوئن سال ۲۰۱۹ میلادی), در واپسین ویدیواش به نام «متاسفم»
«به پیش‌برد بازی ادامه می‌دهم، لبران جیمز. خیلی به برادرم احترام می‌گذارم 💪🏾 #336۴۴»
— کوبی برایانت، بازیکن بسکت‌بال بازنشسته اهل آمریکا از تیم لس آنجلس لیکرز (۲۶ ژانویه سال ۲۰۲۰ میلادی), last توییتر که به لبران جیمز برای بردنش به فهرست مدال‌آوران همه زمان‌های اتحادیه ملی بسکتبال. وی این تبریک را یک شب پیش از مرگش در یک سانحه سقوط بالگرد گفته بود.
«من با جری استیلر در دهه ۶۰ و هنگامی که در باش‌گاه‌های مشابه در دهکده گرینیچ بازی می‌کردیم، ملاقات کردم. با او و ان میرا. شوربختانه برای ما آن‌ها سرگرم‌کننده‌تر بودند! ما نمی‌توانستیم حسود باشیم پس با هم دوستان خوبی شدیم. #JerryStiller"
— فرد ویلارد، بازیگر، کمدین و نویسنده آمریکایی (۱۵ مه سال ۲۰۲۰ میلادی), واپسین تویتش در غم مرگ جری استیلر چهار روز پیش از مرگ خودش
«نزدیک به ۱۰۰ اظهار نظر رک در روز. انکار نمی‌کنم که به من برمی‌خورد. «بمیر»، «تو زشت هستی»، «باید ناپدید شوی» این چیزها را دربارهٔ خودم باور کرده بودم؛ بیش از آن‌جه آن‌ها می‌خواستند. ممنونم، مادر، برای هدیه زندگی که به من دادی. در تمام زندگی‌ام می‌خواستم دوست داشته شوم. از هر کسی که من را پشتیبانی کرده، ممنونم. همه شما را دوست دارم. متاسفم که ضعیفم.»
— هانا کیمورا، کتشی‌گیر حرفه‌ای ژاپنی (۲۳ مه سال ۲۰۲۰ میلادی), واپسین تویتش پیش از مرگ. 
«شکمم درد می‌کند، گردنم درد می‌کند، همه‌جایم درد می‌کند … من را نکشید.»
— جورج فلوید، نگه‌بان روستوران اهل آمریکا (۲۵ مه سال ۲۰۲۰ میلادی), مرگ وی به سبب آن‌که افسر پلیس مینیاپلیس، دِرِک چاوین وی را به‌صورت بسیار خشنی دستگیر کرده بود که منجر به مرگش شد، سر زبان‌ها افتاد.

## واپسین گفته‌های محکومان به مرگ
- John André, افسر ارتش انگلیس، پیش از اعدام شدنش به واسطه جاسوسی برای ارتش قاره‌ای: «به درگاه تو دعا می‌کنم که شاهد باشی من با سرنوشتم همچون یک مرد روبه‌رو می‌شوم.»[۳۲۰]
- ژان سیلوان بیی، ستاره‌شناس، ریاضی‌دان و سیاستمدار فرانسوی، که در پاسخ به یکی از تماشاچیان اعدامش با گیوتین که پرسیده بود آیا تنش به لرزه افتاده، چنین گفت: "Oui mon ami, mais c'est de froid." («بله دوست من؛ اما لرزشم به خاطر سرماست»).[۳۲۱]
- Lena Baker: «هرچه کردم به قصد دفاع شخصی بود؛ چراکه در غیر این صورت کشته شده بودم. جایی که من بودم نمی‌توانستم از پس آن برآیم. خداوند من را بخشیده‌است. چیزی علیه کسی ندارم. من برای آقای پریچِت پنبه‌چینی کرده‌ام و او با من خوش‌رفتار بود. آماده رفتنم. من تنها یک عدد هستم. آماده‌ام با خدای خود ملاقات کنم. وجدان قوی‌ای دارم.»[۳۲۲]
- ارشدالله، پیش از اعدام شدن به سبب دخالتش در برگرداندن محمدعلی‌شاه به پادشاهی ایران: "زنده باد محمدعلی‌شاه!" ("Long live Shah Muhammad Ali!")[۳۲۳]
- Arthur Gary Bishop: «من دوباره می‌خواهم صمیمانه‌ترین و عمیق‌ترین عذرخواهی‌هایم را نسبت به خانواده‌های قربانیانم بیان کنم. حقیقتاً شرمنده‌ام. من یک دل سیر برای هم‌دلی با غم و ویرانی روان آن‌ها گریه کرده‌ام و امیدوارم آن‌ها متوجه دل‌مشغولی‌ها و دعاهایی که برایشان داشته‌ام، بشوند.»[۳۲۴]
- بِلَک سِزار، که لقبش را از روی نام the eponymous pirate به وی داده بودند. وی یکی از محکومین بریتانیایی در استرالیا، که از مجازات اعدام در سال ۱۷۸۹ فرار کرد و به صورت یک جنگل‌نشین در طبیعت مخفی شد. وی با دزدی از باغ‌ها به وسیله تفنگ توانسته بود به زندگی‌اش ادامه دهد. طبق گفته مأمور دولت، David Collins هنگامی که دست‌گیرش کردند، وی: «چنان نسبت به رویارویی با مرگ، بی‌تفاوت بود که در زندان اعلام کرده بود اگر قرار باشد اعدام شود، پیش از مرگ، با دست انداختن جلاد خواهد خندید.»[۳۲۵]
- Dmitry Bogrov, پیش از اعدام شدن به سبب قتل نخست‌وزیر روسیه، پیوتر استولیپین: (به جلاد) «باید کمی سرم را بلند کنم؟»
- آن بولین: «ای خدا، به من رحم کن. ای خدا، به من رحم کن.»[۲۶]
- Jerome Bowden: «نام من جرمی بودن است و مایلم بگویم دارم اعدام می‌شوم. همچنین می‌خواهم از کسانی که در این مدت در این مرکز از من مراقبت کردند، تشکر کنم؛ و امیدوارم با اعدام شدن من کمی نور بر این چیز ناثواب بی‌افتد. همچنین مایلم اگر می‌شود پیش از اعدام با کشیش لیزل دعا بخوانم. از همگی متشکرم.»[۳۲۶]
- جان براون: «من، جان براون، اکنون به‌تقریب مطمئن هستم که جرائم این سرزمین گناه‌کار از بین نخواهد رفت، مگر با خون.[۲۶] اکنون که فکر می‌کنم، می‌بینم من بیهوده خود را گول‌زده بودم که بدون خون‌ریزی زیاد بشود این کار را کرد.»
- تد باندی: «مراتب دوست‌داشتن من نسبت به دوستان و خانواده‌ام را به آن‌ها برسانید.»[۳۲۷]
- Edith Cavell, پرستار انگلیسی که به تاریخ ۱۲ اکتبر سال ۱۹۱۵ به سبب کمکش به نیروهای متفقین برای فرار از بلژیک زیر اشغال آلمان نازی به هلند بی‌طرف، اعدام شد. وی این سخنان را با کشیشی از کلیسای انگلیکان به نام استرینگ گاهان که اجازه یافته بود یک شب پیش از اعدامش با وی ملاقات کند، بیان کرد. وی چنین گفت: «وطن‌پرستی کافی نیست. من نباید هیچ تلخی یا تنفری از کسی به دل داشته باشم.» این جمله‌ها زیر تن‌دیس وی در سنت مارتینز پلیس حکاکی شده‌است. این تن‌دیس در میدان ترافالگار در لندن واقع است. واپسین گفته‌هایش به کشیش لوتریان آلمانی به نام پاول لو سور، چنین بود: «از کشیش گاهان بخواهید بعداً به عزیزانم بگوید روحم در امنیت و آرامش است و برای وطنم می‌میرم.»
- چارلز یکم انگلستان، که از جلاد درخواست کرد بگذارد خودش علامت شروع اعدام خودش را بدهد: «منتظر علامت من باش.»[۳۶]
- Erskine Childers: (که تیرباران شد) «رفقا، یکی دو قدم جلو بیایید. آن طور راحت‌تر است.»[۳۲۸]
- Roger Keith Coleman: «یک مرد بی‌گناه امشب خواهد مرد. هنگامی که بی‌گناهی من ثابت شد، امیدوارم آمریکا همچون دیگر کشورهای متمدن پی به بی‌عدالتی حکم اعدام ببرد. واپسین گفته‌هایم خطاب به زنانی است که دوستشان دارم. دوست داشتن، ابدی است. دوست داشتن من برای شما تا ابد وجود خواهد داشت. دوستت دارم، شارون.» نیاز به یادآوری است که در سال ۲۰۰۶ نتایج آزمایش‌های دی‌اِن‌اِی مشخص کرد که کلمن واقعاً گناه‌کار بوده‌است.[۳۲۹]
- Robert Charles Comer: «برو ریدرز.»[۳۳۰]
- توماس کرنمر، با اشاره به Acts 7:56: «پروردگار مسیح، روح من را پذیرا باش… درهای بهشت را گشوده می‌بینم در حالی که مسیح در سمت راست خدا ایستاده‌است.»[۳۳۱][note ۵۸]
- تامس کرامول: «من در کلیسای کاتولیک می‌میرم.»[۹]
- Francis Crowley: «شما حرام‌زاده‌ها. مراتب عشق من نسبت به مادرم را به او برسانید.»[۳۶]
- لئون چولگوش، قاتل رئیس‌جمهور ویلیام مک‌کینلی: «رئیس‌جمهور را کشتم؛ چراکه او دشمن انسان‌های خوب بود—انسان‌های خوب کاری. برای جرمی که مرتکب شده‌ام، شرمنده نیستم.[۳۶][۳۳۲] شرمنده‌ام که نتوانستم پدرم را ببینم.»[۳۳۲]
- ژرژ دانتون، پیش از اعدامش با گیوتین: "Tu montreras ma tête au peuple. Elle en vaut la peine." («سرم را به مردم نشان دهید. ارزش دیدنش را دارد.»)[۹][۴۱]
- ژاک دو موله، واپسین فرماندهان ارشد شوالیه‌های معبد، پیش از زنده‌سوزی‌اش: "پاپ کلمنت پنجم، شوالیه Guillaume de Nogaret, فیلیپ چهارم! من شما را پیش از تمام شدن سال به داگاه الهی فرا می‌خوانم!"[۳۳۳]
- چارلز دین: «خدانگه‌دار، آقایان، دارم می‌روم.»[۳۳۴]
- اِدگار اِدواردز: (به کشیش در راه سکوی اعدام) «خیلی منتظر این لحظه بودم!»[۳۳۵]
- ادوارد الیس: «می‌خواهم همه بدانند که فکر می‌کنم دادستان و بیل اسکات [یکی از هم‌بندی‌هایش که علیه وی شهادت داد] کمی شرمنده‌باشند. حرام‌زاده‌ها.»[۳۲۷]
- George Engel: «هورا برای بی‌دولتی!»[۳۳۶]
- Mona Fandey: "Aku tak akan mati." («هیچ‌گاه نخواهم مرد.»)[۳۳۷]
- Thomas de Mahy, marquis de Favras, پس از خواندن حکم اعدامش: «می‌بینم سه اشتباه املایی دارید.»[۴۱]
- Adolph Fischer: «این شادترین لحظه زندگی من است!»[۴۱][۳۳۶]
- جیمز فرنچ قاتل (در پاسخ به این‌که آیا پیش از اعدام با صندلی الکتریکی چیزی برای گفتن دارد): «همه‌چیز پیش از این گفته شده‌است.»[۳۳۸][note ۵۹]
- John Wayne Gacy: «دستم را ببوس.»[۳۳۹]
- جانی گارِت: «می‌خواهم از خانواده‌ام برای این‌که من را دوست داشته‌اند و از من مراقبت کرده‌اند، تشکر کنم و باقی دنیا به درک.»[۲۳][۴۶][۳۲۷]
- Kenneth Edward Gentry: «خدا را شکر می‌کنم که در ۱۴ سال گذشته به من اجازه داد مثل یک مرد رشد کنم. به خانواده جِی. دی، به خاطر رنجی که در ۱۴ سال گذشته متحمل شده‌اید شرمنده‌ام. امیدوار امشب کمی آرامتان کند. به خانواده‌ام، خوش‌حالم که امش به خانه نزد مسیح بر می‌گردم. مسیح عزیز، دارم می‌آیم. من را به خانه ببر. به سوی تو می‌آیم.»[۳۴۰]
- Gary Gilmore: «بزن بریم!» , پیش از اعدامش با شلیک اسلحه.[۴۶][۳۲۷][۳۴۱] همچنین گفته شده هنگامی که گیلمور در حال رفتن به محل اعدامش از کنار Hi-Fi Murderers می‌گذشته گفته: «خدانگه‌دار، پیِر و اَندرو. بعداً شما را به‌طور مستقیم خواهم دید.»[۳۲۷][۳۴۱]
- Thomas J. Grasso: «به من سس حاوی ماکارونی ندادند. به جای آن ماکارانی معمولی دادند. می‌خواهم رسانه‌ها این را بدانند.»[۴۶]
- G.W. Green: (به تقلید از گَری گیلمور) «آماده آتش. بزن بریم، مرد.»[۳۲۷]
- Roosevelt Green: «من دارم برای قتلی می‌میرم که مرتکب نشدم؛ قتلی که کس دیگری مرتکب شده … خدا را دوست دارم و امیدوارم همه شما هم خدا را دوست داشته باشید و این‌که خدا من را به پادشاهی‌اش ببرد و خدانگه‌دار، مادر.»[۳۲۷]
- ایرما گرزه: "شَنِل."[۳۴۲][۳۴۳] (که برگردان آن می‌شود «سریع» یا «زود باشید» یا «سریع انجامش دهید.»)[۳۴۴]
- آدولف آیشمان: «زنده باد آلمان. زنده باد آرژانتین. زنده باد اتریش. این سه کشوری هستند که من بیش‌ترین ارتباط را با آن‌ها داشته‌ام و هرگز آن‌ها را فراموش نخواهم کرد. به همسرم، خانواده‌ام و دوستانم درود می‌فرستم. آماده‌ام. ما خیلی زود دوباره همدیگر را خواهیم دید؛ چراکه این سرونشت همه انسان‌هاست. من یک خداباور می‌میرم.»[۳۴۵]
- چارلز جی. گیتو، قاتل رئیس‌جمهور جیمز آبرام گارفیلد، پس از پایان خواندن شعر خود به نام «I am Going to the Lordy» و پیش از اعدام شدنش با طناب دار: «هاله‌لویای با افتخار! من با خدا هستم، آماده، مفتخر، رو!»[۲۳]
- Donald Harding: وی از گفتن واپسین گفتار خودداری کرد اما به جلادها اشاره کرد کار را آغاز کنند. خفگی‌اش در اتاق گاز پیش از آن‌که مرگش تأیید شود، ۱۱ دقیقه به طول انجامید و گفته شده واپسین دقایق زندگی‌اش به دادستان Grant Woods فحش می‌داده و انگشت وسطی‌اش را نشان می‌داده.[۳۲۷][۳۴۶]
- ماتا هاری: «باورنکردنی است».[۲۳]
- Robert Alton Harris: «شما می‌توانید یک پادشاه باشید یا یک پاک‌بان، اما همگی روزی با عزرائل خواهند رقصید.» (این گفته وی در واقع یک نقل قول اشتباه از[۳۴۷] فیلم سفر وحشیانه بیل و تد به سال ۱۹۹۱ است که در واقع دوباره‌گویی یک عبارت آلمانی از danse macabre است که می‌گوید: Wer war der Thor, wer der Weiser, wer der Bettler oder Kaiser? Ob arm, ob reich, im Tode gleich («احمق کی بود؛ خردمند کی بود؛ گدا کی بود یا امپراتور کی بود؟ ثروت‌مند یا فقیر، همه در برابر مرگ یکی هستند.»).[۳۲۷]
- جو هیل: در ۱۹ نوامبر ۱۹۱۵، هنگامی که معاون کلانتر، شِتلِر، که مسئول جوخه آتش اعدام بود، داشت فرمان آتش می‌داد، (با گفتن «آماده، هدف،») جوهیل فریاد زد: «آتش -- شلیک کنید!»[۳۴۸] هیل، تنها کمی پیش از اعدامش، به Bill Haywood, رهبر کارگران صنعتی جهان نامه‌ای با این مضمون نوشته بود: «خدانگه‌دار، بیل. من مثل یک شورشی آبی واقعی می‌میرم. وقت من را با گریه و زاری تلف نکن. سازماندهی کن … می‌توانی ترتیبی بدهی که جسدم به مرز ایالت برای خاک‌سپاری برده شود؟ نمی‌خواهم در یوتا بمیرم.»[۳۴۹][۳۵۰]
- Daryl Holton: «دو واژه، انجام می‌دهم.»[۳۵۱]
- یان هوس: «وای، چه قدر ساده!»[۲۳]
- صدام حسین که شهادتین را دوبار پیش از اعدامش بر زبان راند. «و محمد» را نیز در دومین شهادتین گفت.[۳۵۲][۳۵۳]
- ژان دارک، در حالی که داشت زنده در آتش می‌سوخت، گفت: "صلیب را بالا نگه دارید تا بتوانم از میان شعله‌های آتش آن را ببینم!"[۳۰][۴۶]
- Edward Earl Johnson: «حدس می‌زنم کسی تلفن نخواهد کرد.»[۴۶]
- Mohammad Jawad al Jaza’iri: «اما ما با ناراحتی ساختیم و برای مردن، از این دقیقه تا دقیقه بعد، صبر می‌کنیم.»[۳۵۴]
- حبیب‌الله کلکانی: «از خدا چیزی نمی‌خواهم. او هر آنچه خواستم به من داد. خدا مرا پادشاه کرد.»[۳۵۵]
- ویلهلم کایتل، پس از آن‌که به سبب دست داشتنش در جرائم حزب نازی آلمان به اعدام محکوم شد، با فریاد، سرود آلمانی‌ها را خواند![۳۵۶]
- ند کلی به احتمال: «زندگی همین است.»[۳۵۷]
- لوئی شانزدهم، پادشاه فرانسه در صحبت با جلادانش: "Messieurs, je suis innocent de tout ce dont on m'inculpe. Je souhaite que mon sang que vous allez répandre ne retombe jamais sur la France." («عالی‌جنابان، من نسبت به هر آنچه من را به آن محکوم کرده‌اند، بی‌گناهم. امیدوارم خون من پایه‌گذار آینده‌ای بهتر برای فرانسه باشد.»)[۱۴]
- ماری آنتوانت، ملکه فرانسه که از جلاد خود برای اینکه پایش را لگد کرده بود، عذرخواهی کرد: "Pardonnez-moi, monsieur. Je ne l'ai pas fait exprès." («ببخشید، قربان. به‌عمد این کار را نکردم.»)[۱۴][۵۲]
- تیموتی مک‌وی که به انفجار اکلاهماسیتی محکوم شده بود، شعر «شکست‌ناپذیر» از یک شاعر انگلیسی به سال ۱۸۷۵ به نام ویلیام ارنست هنلی، ر پیش از اعدام شدنش خواند.[۳۵۸][۳۵۹]
- James Scott, 1st Duke of Monmouth, به Jack Ketch, جلادش: «من را همچون لورد راسل تکه‌تکه نکن.»[۴۶]
- Harry Morant, به جوخه آتش اعدامش: «حرام‌زاده‌ها، مستقیم شلیک کنید. گندکاری نکنید!»[۳۶۰]
- Ronald Clark O'Bryan: «چیزی که قرار است در چند دقیقه بعد روشن شود، اشتباه است! با این حال، ما انسان‌ها، قطعاً دچار خطا و اشتباه می‌شویم. این اعدام هم یکی از آن اشتباهات است؛ اما این بدان معنی نیست که تمام نظام قضایی ما اشتباه است؛ بنابراین، من تمام کسانی که در مردن من نقش داشته‌اند را می‌بخشم. همین‌طور، برای هر کسی که به هر نحوی در عمر ۳۹ ساله‌ام وی را آزار دادم، دعا می‌کنم و طلب بخشش دارم؛ همان‌طور که خودم هر کسی که من را آزار داده باشد می‌بخشم؛ و دعا می‌کنم و از خدا برای همه ما انسان‌ها طلب بخشش می‌کنم. عشق نامیرای خودم به عزیزانم را نثار می‌کنم. به آنان که به من نزدیک بوده‌اند می‌گویم که تک‌تکتان را قلباً دوست می‌دارم. خدا همگی‌تان را قرین رحمت کند و بهترین الطافش را همیشه نثارتان کند. رانِلد سی.او. برایان. پی.اس. در زمان حضورم در این‌جا، همه کارکنان دپارتمان عدالت تگزاس با من خوش‌رفتار بودند.»[۳۶۱]
- Saint John Ogilvie در شهر Glasgow Cross و به تاریخ مارس ۱۶۱۵ ابتدا حلق‌آویز، سپس در آب، خفه و بعد بدنش تکه‌تکه شد. همه این‌ها بدین سبب بود که وی دین کاتولیک را ترویج کرده بود که در آن زمان در اسکاتلند، ممنوع بود. وی همچنین از سرسپاری به جیمز یکم انگلستان سرباز زده بود.[۳۶۲] واپسین گفته‌های اوجیلوی چنین بود: «چنانچه در این‌جا کاتولیک‌هایی هستند که خود را پنهان کرده‌اند، بخواهید برایم دعا کنند، اما من دعاهای بدعت‌گذاران را نمی‌خواهم.»
- ویلیام پالمر قاتل در اعدامش که در ملأ عام صورت گرفت، به دریچه بازشونده سکوی اعدام نگاه کرده و به جلادش گفت: «مطمئنی امن است؟»[۳۶۳]
- Albert Parsons: «وای، مردان آمریکا، آیا من اجازه صحبت دارم؟ کلانتر، متسون، لطفاً بگذار صحبت کنم! بگذار صدای مردم شنیده شود! وای—» (صحبتش در میانه به سبب باز شدن دریچه سکوی اعدام، قطع شد و ناتمام ماند)[۳۳۶]
- والتر رالی که در حیاط قدیمی کاخ وست مینستر به تاریخ اکتبر ۱۶۱۶ سربریده شد. «بگذارید گسیل شویم", وی این را به جلادش گفت. «هم‌اکنون تب‌ولرزم دوباره به سراغم آمده. نمی‌گذارم دشمنانم فکر کنند من از ترس مرگ می‌لرزم.» پس از آن‌که تبری که قرار بود سرش ر با آن از تنش جدا کنند را دید، کمی فکر کرد و گفت: «این یک دوای تیز است، اما اما درمانی است برای همه بیماری‌ها و بدبختی‌ها.» طبق نظر بسیاری از زندگی‌نامه‌نویسان، به‌طور مثال Raleigh Trevelyan, در کتابش (2002) Sir Walter Raleigh (سر والتر رالی-۲۰۰۲) واپسین گفته‌های رلی (در حالی که دراز می‌کشید تا تبر سرش را قطع کند) این چنین بود: «بزن، مرد، بزن!»[۳۹]
- James W. Rodgers: (رودروی جوخه آتش اعدام) «من قبلاً آخرین خواسته‌ام را به شما گفتم … یک جلیقه ضدگلوله.»[۳۶۴]
- Madame Roland: "O Liberté, que de crimes on commet en ton nom!" («ای آزادی! چه جنایت‌ها که به نام تو انجام شده‌است!»)[۳۹][۳۶۵]
- Ronald Ryan: (به جلادش) «خدا خیرت دهد، زود انجامش بده.»
- John William Rook: "Fآزادی. سرانجام، آزادی، مرد.»[۳۲۷]
- Nicola Sacco: «خدانگه‌دار، مادر!»[۳۶۶]
- Bartolomeo Vanzetti: «می‌خواهم برخی افراد را به سبب کاری که اکنون می‌خواهند با من بکنند ببخشم.»[۳۶۶]
- سقراط، تنها پیش از محاکمه‌اش با نوشیدن شوکران زهرآلود که به زور و برای اجرای حکم اعدامش به وی خورانده شد: "Κρίτων, ἔφη, τῷ Ἀσκληπιῷ ὀφείλομεν ἀλεκτρυόνα· ἀλλὰ ἀπόδοτε καὶ μὴ ἀμελήσητε" («کریتو، ما یک خروس به اسقلبیوس بده‌کاریم. لطفاً یادت نرود غرض را بپردازی.»)[۳۶۷]
- John Spenkelink: «حکم اعدام؛ آنان که حاکم نیستند، اعدام می‌شوند.»[۴۶]
- Mary Surratt: «لطفاً نگذار بیفتم.»[۳۹]
- Elisabeth von Thadden, پیش از اعدامش توسط نازی‌ها: "Setzen Sie ein Ende, o Gott, für alle unsere Leiden." («نقطه پایانی بگذار، پروردگارا، بر همه رنج‌های ما.»)[۹][note ۶۰]
- John Thanos: «خدانگه‌دار.»[۳۶۹]
- Karla Faye Tucker: «بله قربان. مایلم به همه شما بگویم، خانواده تورنتون و جری دینز که من خیلی شرمنده‌ام. امیدوارم خداوند با این کار به شما آرامش دهد. عزیزم، دوستت دارم. ران، از طرف من، پِگی را در آغوش بگیر. همه با من خیلی خوب بوده‌اند. همه شما را خیلی دوست دارم. اکنون با مسیح رودرو می‌شوم. واردن بَگِت، از همه شما خیلی ممنونم. شما با من خیلی خوب بودید. همه شما را خیلی دوست دارم. همه شما را وقتی بیایید، در آن‌جا خواهم دید. منتظرتان خواهم ماند.»[۳۷۰][۳۷۱]
- ویلیام تیندل، پیش از حلق‌آویز و زنده سوزانده شدنش: «پروردگارا، چشمان هنری هشتم را بگشا.»[۳۷۲]
- هنری ویرتز، با اشاره به طناب: «این خیلی سفت بسته شده.»[۳۱]
- آیلین وورنوس: «بله، تنها مایلم بگویم که با تلاطم کشتی می‌رانم؛ و باز خواهم گشت، همچون روز استقلال، با مسیح. ۶ ژوئن، روز استقلال. کشتی بیگ مادِر و باقی، باز خواهم گشت، باز خواهم گشت.»[۳۷۳]

## مطالعه فراتر
- Read, Michael (January 16, 2019). "What People Actually Say Before They Die. Insights into the little-studied realm of last words". آتلانتیک (مجله).